# Йошкар-Ола
Йошка́р-Ола́ (луговомар. йошкар — красный, ола — город, то есть Красный Город, устар. Царь-ола, Царла, Чарла) — город в России, столица Республики Марий Эл. Административный центр городского округа «Город Йошкар-Ола».
Основан в 1584 году во время третьей черемисской войны, связанной с покорением Русским государством Казанского ханства и других осколков бывшей Золотой Орды, по указу царя Фёдора Ивановича как крепость «Царев город» на землях черемисов (марийцев). До 1919 года назывался Царевококшайск, в период с 1919 по 1928 год — Краснококша́йск. В 1984 году был награждён орденом Трудового Красного Знамени. Единственный город России, название которого начинается на букву Й.
Население — 285 219 человек (2025), городского округа «Город Йошкар-Ола» — 296 004 человек (2025).
Является одним из центров культуры финно-угорских народов.
Благодаря новой застройке центра города именуется «Европой (уголком, кусочком Европы) в центре России» и «копией Москвы», привлекая множество туристов.

## Этимология
Город образован в 1584 году на реке Кокшайке (ныне — Малая Кокшага) и первоначально назвался Кокшажск, затем Кокщацкий городок и Царев город на Кокшайке. Позже название было сокращено до Царевококшайск. Гидроним Кокшайка — устаревшая русская форма марийского диалекта Какшан (Какша, Кокшага) — «река с корягами», то есть подмываемая берегами и затонувшими деревьями река. Ранее предлагались объяснения из луговомар. кокша — «лысый» (то есть «река с отмелями») или из Кашкы — «быстрый, стремительный» с последующей перестановкой «шк» в «кш». После установления советской власти, в 1919 году город по идеологическим соображениям был переименован в Краснококшайск, а в 1927 году как центр Марийской автономной области получил название Йошкар-Ола (буквально — «красный город»: луговомар. йошкар — «красный», ола — «город»).

## Физико-географическая характеристика

### Географическое положение

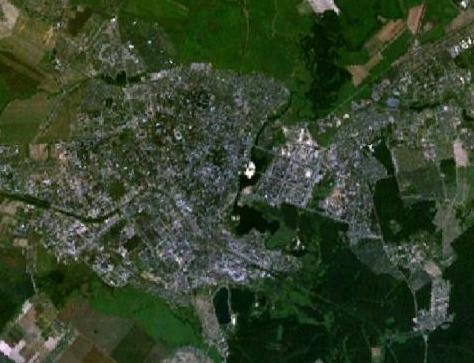
Вид из космоса (2005 год)

Город Йошкар-Ола находится на равнинной территории в центре Марийской низменности, в 50 км к северу от Волги, на южной границе таёжной зоны в районе смешанных лесов, на берегах реки Малой Кокшаги, разделяющей город на две части. Площадь города составляет 101,8 км².
Город находится в центре Республики Марий Эл и в 645 км к востоку от Москвы (по прямой). Город со всех сторон окружён землями Медведевского района Республики Марий Эл. С севера к городу подступают заливные луга в пойме реки Большая Ошла и частично сельхозугодья и леса, с запада и северо-запада — сельхозугодья, а на юго-востоке, юге, юго-западе города расположены крупные лесные массивы.
| С-З | Петрозаводск ~ 961 км / ~ 1434 км Вологда ~ 554 км / ~ 866 км                               | Сыктывкар ~ 584 км / ~ 724 км Киров ~ 242 км / ~ 297 км  | Березники ~ 609 км / ~ 846 км Глазов ~ 332 км / ~ 396 км                               | С-В |
| З   | Нижний Новгород ~ 243 км / ~ 325 км Владимир ~ 465 км / ~ 576 км Москва ~ 645 км / ~ 764 км | Роза ветров                                              | Ижевск ~ 325 км / ~ 523 км Пермь ~ 524 км / ~ 669 км Екатеринбург ~ 777 км / ~ 1025 км | В   |
| Ю-З | Чебоксары ~ 69 км / ~ 96 км Саранск ~ 322 км / ~ 418 км                                     | Ульяновск ~ 261 км / ~ 317 км Самара ~ 409 км / ~ 559 км | Казань ~ 119 км / ~ 145 км Оренбург ~ 716 км / ~ 873 км                                | Ю-В |

### Часовой пояс
Йошкар-Ола находится в часовой зоне МСК (московское время). Смещение применяемого времени относительно UTC составляет +3:00.
В соответствии с применяемым временем и географической долготой средний солнечный полдень в Йошкар-Оле наступает в 11:48.

### Климат
Умеренно континентальный с длинной холодной зимой и тёплым летом. Средняя температура летом: +17,7 °C. Самая жаркая погода — в середине июля. Воздух может прогреваться до +39 °C. Осенью погода холодная и влажная с преобладанием сильных ветров и дождей, возможны ранние заморозки и снег. Ноябрь — самый ветреный месяц. Зима, как правило, начинается в ноябре. Средняя температура зимы: −9,7 °C. Самый холодный месяц — январь. Весна в целом прохладная и сухая. В среднем за год выпадает 574 мм осадков.
| Показатель                                              | Янв.  | Фев.  | Март  | Апр.  | Май  | Июнь | Июль | Авг. | Сен. | Окт.  | Нояб. | Дек.  | Год   |
| ------------------------------------------------------- | ----- | ----- | ----- | ----- | ---- | ---- | ---- | ---- | ---- | ----- | ----- | ----- | ----- |
| Абсолютный максимум, °C                                 | 4,5   | 7,4   | 15,8  | 28,9  | 33,4 | 36,8 | 38,7 | 39,1 | 31,6 | 23,9  | 13,0  | 7,2   | 39,1  |
| Средний суточный максимум, °C                           | −7,3  | −6,3  | 0,4   | 10,3  | 19,4 | 23,1 | 25,4 | 22,8 | 16,4 | 8,0   | −0,6  | −5,7  | 9,7   |
| Средняя температура, °C                                 | −10,5 | −10,2 | −3,9  | 4,9   | 12,8 | 17,0 | 19,3 | 16,8 | 11,1 | 4,4   | −3,1  | −8,4  | 4,2   |
| Средний суточный минимум, °C                            | −13,7 | −13,9 | −7,8  | 0,2   | 6,7  | 11,3 | 13,5 | 11,5 | 6,8  | 1,4   | −5,4  | −11,2 | −0,1  |
| Абсолютный минимум, °C                                  | −46,9 | −41,7 | −38,9 | −21,8 | −6   | −2,5 | 2,0  | −1,4 | −7,5 | −18,9 | −33,6 | −47,3 | −47,3 |
| Норма осадков, мм                                       | 39,9  | 29,6  | 32,1  | 31,5  | 40,0 | 64,2 | 76,3 | 64,5 | 53,8 | 57,0  | 43,3  | 42,1  | 574,3 |
| Источник: http://www.pogodaiklimat.ru/climate/27485.htm |       |       |       |       |      |      |      |      |      |       |       |       |       |

### Рельеф
Высота города над уровнем моря около 100 метров, рельеф характеризуется как равнинный, с общим уклоном в сторону поймы реки Малая Кокшага, в пределах города перепады высот небольшие (порядка 5 метров).

### Гидрография

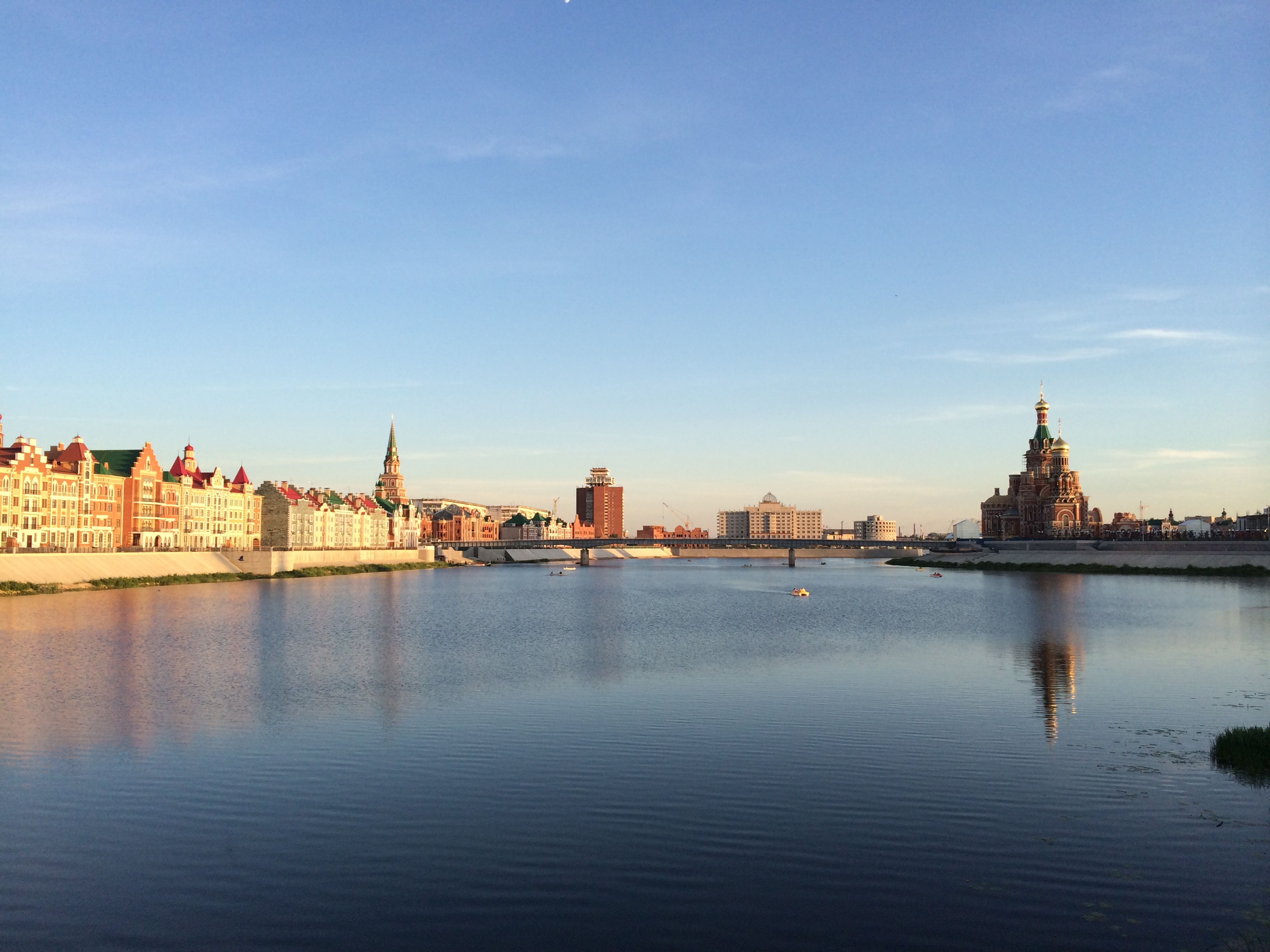
Река Малая Кокшага

Через город протекает река Малая Кокшага, в черте города река подпружена с образованием водохранилища. Город делится рекой на две примерно равные части, при этом Кокшага, благодаря своей небольшой ширине, а также наличию четырёх автомобильных мостов, не представляет серьёзного препятствия для движения внутригородского транспорта.
Пойма реки Малая Кокшага затапливается паводками. Русло её в пределах городской застройки регулируется двумя водоподъёмными плотинами — в районе речного водозабора и на южной окраине городского округа юго-восточнее центрального моста. Водная система имеет площадь зеркала порядка 125 га. Ширина поймы в пределах города меняется от 1,5 до 2,5 км. В настоящее время практически вся береговая линия реки Малая Кокшага спланирована и укреплена посадками древесной и кустарниковой растительности. В настоящий момент ведутся работы по укреплению берегов и созданию каменной набережной. Небольшая речная заводь в парке "Сосновая роща", расположенная вблизи водозабора, получила название "Ларина Топь". Происхождение наименование не известно, однако место пользуется большим успехом у горожан и является популярным местом для прогулок с детьми и занятий спортом круглый год.

### Растительность

Озеленение улицы Советской

Сосновая роща

Сосновая роща

Территория Йошкар-Олы вместе с отнесёнными к ней сельскими населёнными пунктами составляет 101,45 км², в том числе непосредственно земли под городскими строениями — 56 км², остальное — пахотные земли, городские леса, сенокосы и пастбища, садовые и дачные кооперативы.
Город Йошкар-Ола не только почти со всех сторон окружён зелёными лесами, но и имеет довольно развитые «лёгкие». Городские парки, скверы и другие зелёные насаждения занимают более 1414,6 га, из них 752,5 га — городские леса, для которых введён статус особо охраняемых природных территорий. Большой комплекс городских лесов дополняются водоохранными зонами рек, водоёмов, лесозащитными полосами вдоль автомобильных и железных дорог и т. д. Уровень обеспеченности населения города зелёными насаждениями составляет 9,3 м²/чел. Йошкар-Ола традиционно считается одним из самых «зелёных» городов России.
На территории Йошкар-Олы имеются следующие особо охраняемые природные территории:
- Ботанический сад-институт Поволжского государственного технологического университета (функционирует с 1939 года), являющийся федеральной особо охраняемой природной территорией. Природоохранный режим — заказной с заповедными участками местных и интродуцированных растений. Площадь сада — 72,77 га, коллекция — более 4100 таксонов[25]. Природа ботанического сада — это фрагмент биогеоценоза зонально-регионального характера, ценный памятник природы в границах города.
- Сосновая роща расположена в юго-восточной части города Йошкар-Олы в лесопарковой зоне и примыкает непосредственно к юго-восточным кварталам заречной части города. Её площадь 353,5 га[24]. Самую большую ценность представляют 22 экземпляра вековых сосен. Эти крупномерные сосны-долгожители, средний возраст которых 170 лет, украшают лесопарковый ландшафт своей монументальностью[26].
- Дубовая роща находится в пойме реки Малая Кокшага и представляет собой участок городских лесов площадью 135,9 га, с лесистостью около 68,6 %[27]. Протяжённость территории с севера на юг составляет 2,1 км, с востока на запад — 1,1 км[27]. В природном отношении территория является участком района хвойно-широколиственных (смешанных) лесов. Значительная часть территории занята еловыми (с примесью пихты) насаждениями, а также сосновыми, липовыми, берёзовыми и осиновыми насаждениями[27]. Непосредственно дубовые насаждения, в честь которых названа роща, относятся к коренным породам данной местности, но к настоящему времени не являются преобладающей породой, что определяет охранный статус данной территории. Также большую ценность представляют посадки лиственницы сибирской, ореха маньчжурского, тополя берлинского[22].

### Экологическое состояние
Экологическая ситуация в различных районах города неоднородна и зависит от двух основных факторов: выбросов от стационарных источников загрязнения и автотранспорта. Основной проблемой, связанной с загрязнением атмосферного воздуха промышленными предприятиями, является неблагоприятное размещение зоны жилой застройки по отношению к основному промышленному району. Так, например, южная и центральная части города, где расположены основные предприятия города и наблюдается высокая концентрация автотранспорта, характеризуются повышенным уровнем загрязнения атмосферы.
Выбросы загрязняющих веществ в атмосферный воздух от стационарных источников 340 предприятий города в 2007 году составили 43,08 тыс. тонн.
На территории города сложилась неудовлетворительная обстановка по качеству воды в реке Малая Кокшага. Качество вод реки изменяется от «умеренно-загрязнённых» (3 класс, в верхнем течении) до «грязных» (5 класс, ниже сброса очистных сооружений г. Йошкар-Олы), «загрязнённых» (4 класс), и «грязных» (5 класс) в устьевом участке. Неудовлетворительное качество воды в реках города связано с выпусками промышленных и коммунальных сточных вод, недостаточной эффективностью существующих городских очистных сооружений, невыполнением ограничений на хозяйственную деятельность в пределах водоохранных зон. Однако за последние годы качество питьевой воды удалось заметно улучшить: по результатам мониторинга (1997—2007 гг.) отклонения от требований СанПиН «Питьевая вода» по химическим и микробиологическим показателям понизились с 6,6 % до 1,5 % от отработанных проб.
Остро стоит проблема загрязнения окружающей среды города отходами производства и потребления.

## История города

### Ранний период
Археологические раскопки свидетельствуют, что люди в окрестностях современной Йошкар-Олы жили уже с эпохи мезолита (12 тыс. лет до н. э.).
До середины XVI века эта территория входила в состав Галицкой даруги Казанского ханства и была заселена марийцами. В октябре 1552 года Иван Грозный завоевал Казань, тем самым начался процесс по подчинению земель Казанского ханства царству Московскому. Местное население было приведено к присяге на верность новому государю, однако вскоре отказалось подчиняться и платить ясак. Весной 1553 года началось широкое восстание, положившее начало Черемисским войнам. Для участия в войне Иван Грозный использовал войска, которые довольствовались лишь временными военно-ресурсными базами на этой территории. Восстания периодически вспыхивали вновь, и для укрепления своей власти царь решил ставить здесь «города-крепости». Именно этому событию и обязан своим рождением город Йошкар-Ола.

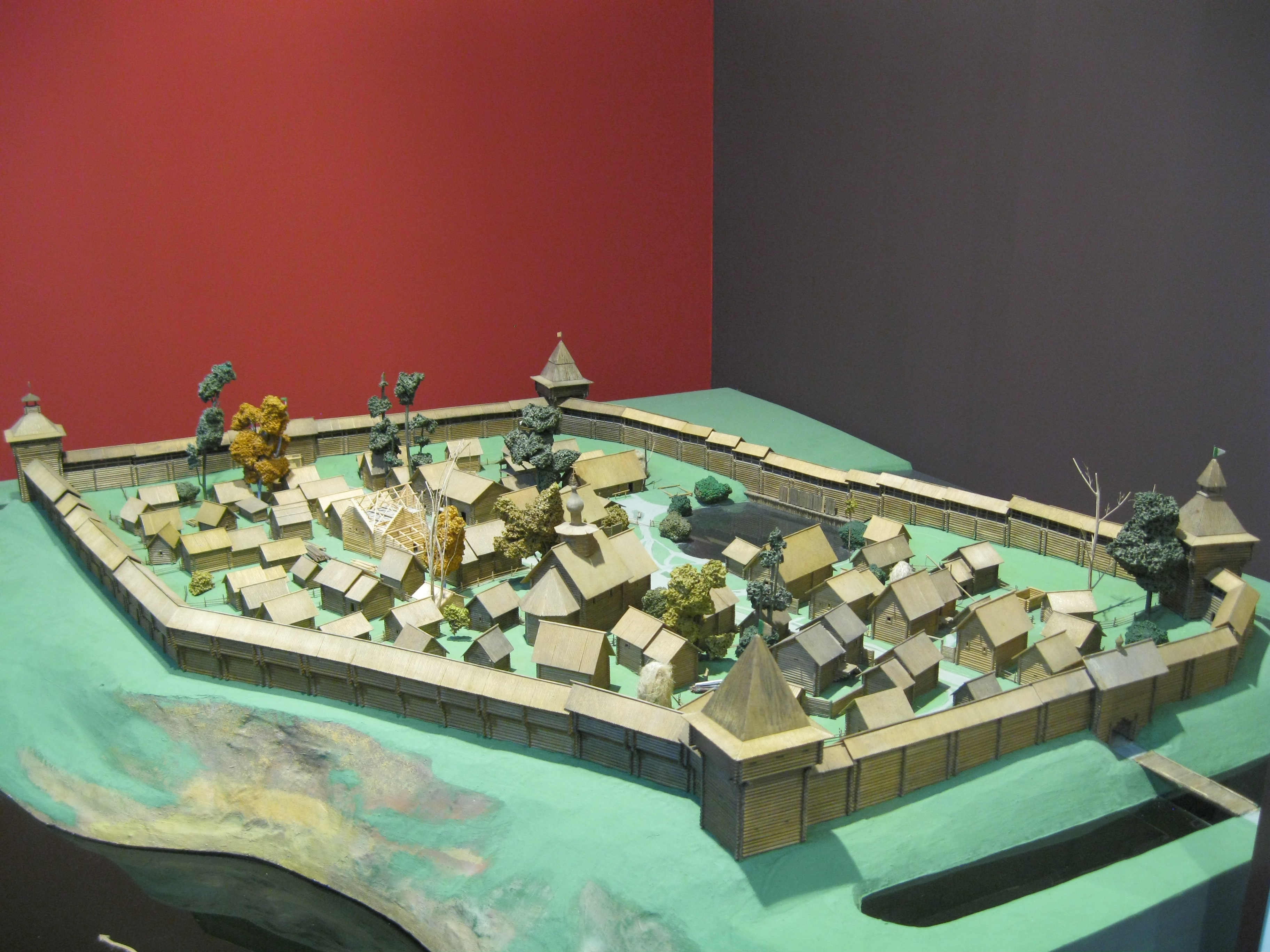
Макет Царевококшайска XVII века в Национальном музее имени Т. Евсеева

«Царев город на Кокшаге» (отсюда позднее образовалось надолго закрепившееся официальное название города — Царевококшайск) был основан в 1584 году при царе Фёдоре Иоанновиче уже после смерти Ивана Грозного. Первоначально Царевококшайский кремль представлял собой типичное военное укрепление, окружённое с четырёх сторон земляными валами с деревянными стенами. К кремлю примыкала вторая линия укреплений — острог. Со временем город перестал выполнять свою военную функцию, превращаясь в ремесленный и торговый центр. Здесь начали селиться ремесленники, торговцы, крестьяне, границы города тоже вышли за прежние пределы, образовав посад и слободу. Основным занятием населения стало земледелие. В окрестностях города выращивался хмель. Процветали пушной, лесной и винокуренный промыслы. Но основную часть населения по-прежнему составляли военные.
Царевококшайск в течение длительного времени оставался военно-административным центром в глубине марийского края. В городе размещались уездная администрация и военный гарнизон, состоящий из русских стрельцов и служилых людей, которым не раз приходилось подавлять стихийные волнения местного населения. Например, бунтующие крестьяне Поволжья и Вятской стороны (русские, татары, чуваши, марийцы) зимой 1609 года с боем захватили Царевококшайск. Для усмирения повстанцев из Казани прибыл царский карательный отряд, который жестоко расправился с восставшими.
Царевококшайцы участвовали в ополчении Кузьмы Минина и Дмитрия Пожарского. Их посылали для усиления русского влияния на Дон и в калмыцкие степи. Сохранились предания, что царевококшайцы участвовали и в военных походах Петра I.
С созданием Царева города на Кокшаге здесь появилось и русское население. Рядом с крепостью был расположен посад, где жили торговцы и ремесленники, в основном прибывшие из центральных районов Русского государства. В середине XVII века деревни, находившиеся в окрестностях Царевококшайска, ныне вошедшие в черту города (Вараксино, Лапшино, Гомзово, Берёзово, Кожино, Марково, Пахомово, Ширяйково, Жуково, Княжна), принадлежали царскому окольничему князю В. Г. Ромодановскому. Во второй половине XVII века после его смерти они перешли в ведение дворцового управления, то есть государственной казны. Из нерусского населения в городе и его окрестностях проживали новокрещённые служилые люди — тарханы, о которых напоминает до сих пор название городского микрорайона «Тарханово».
Возникнув как укреплённый город, Царевококшайск ещё более 300 лет назад стал центром уезда. Городом и уездом в XVII веке управлял воевода, назначаемый Разрядным приказом и подчинявшийся приказу Казанского двора. Он руководил вооружёнными силами, исполнял юридические функции, собирал ясак с марийского населения.

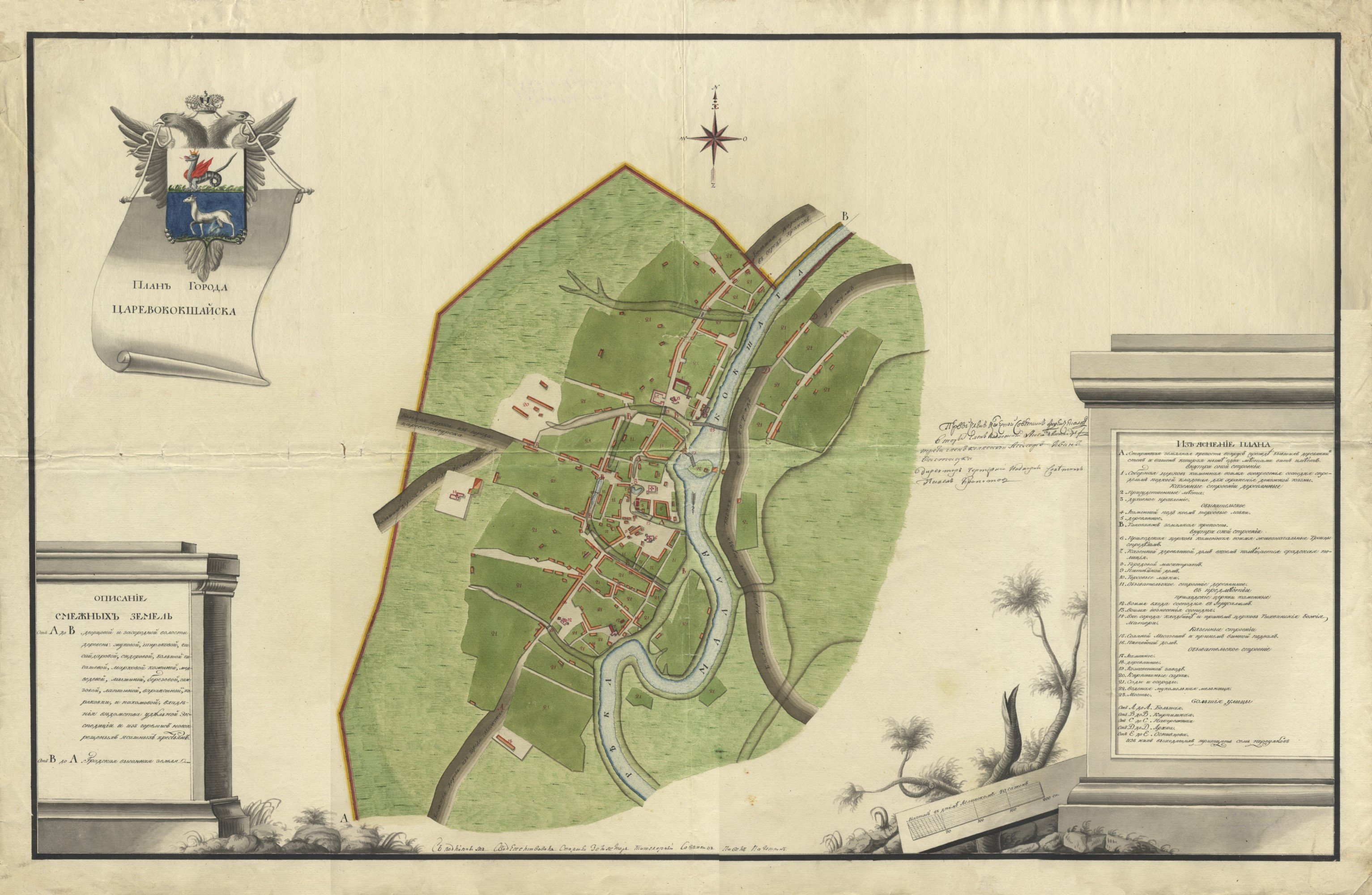
Карта Царевококшайска 1795 года

При Петре I Царевококшайск был приписан к Казанской губернии, в которую входило всё Поволжье от Нижнего Новгорода до Астрахани. В 1775 году издаётся указ, согласно которому в Казанскую губернию входило только Среднее Поволжье. Царевококшайск стал уездным центром вновь преобразованной Казанской губернии.
В XVIII веке город несколько видоизменился: появились каменные дома, было построено пять православных храмов: Троицкий (1736 год), Входо-Иерусалимский (1754 год), Вознесенский (1756 год), Воскресенский собор (1759 год), Тихвинский (1774 год). В «Экономических примечаниях Царевококшайского уезда», составленных в конце XVIII века, указывалось, что в Воскресенском соборе помещалась кладовая для хранения собираемой государственной денежной казны; в казённом помещении возле Троицкой церкви размещались городская полиция и тюрьма.
В XVIII веке в городе появились первые промышленные предприятия, наблюдался бум каменного строительства (до этого город был полностью деревянным). В городе стала проводиться Александро-Елизаветинская ярмарка. Тогда же в городе складываются купеческие династии.

### XIX век в истории города
В 1835 году был создан первый регулярный план Царевококшайска. На нём 1 марта 1835 года император Николай I собственноручно начертал: «Быть по сему». По этому плану город и развивался в дальнейшем, постепенно превращаясь в торгово-экономический и культурный центр Марийского края, хотя его население составляло всего около 2000 человек.
С середины XIX века Царевококшайск становится местом политической ссылки. Сюда были сосланы участники Польского восстания 1863 года.
По уровню среднего образования Царевококшайск в этот период занимал первое место в губернии, опережая саму Казань: здесь на две тысячи населения было пять школ. Но в то же время в городе не было развитой промышленности. В 1837 году местный краевед, — уездный исправник, барон Александр фон Келлер, в очерковых заметках писал: « … фабрик и заводов нет … разных ремесленников находится: столяр — 1, сапожников — 2, портных — 2, медник — 1, оловянник — 1, красильщиков — 2».

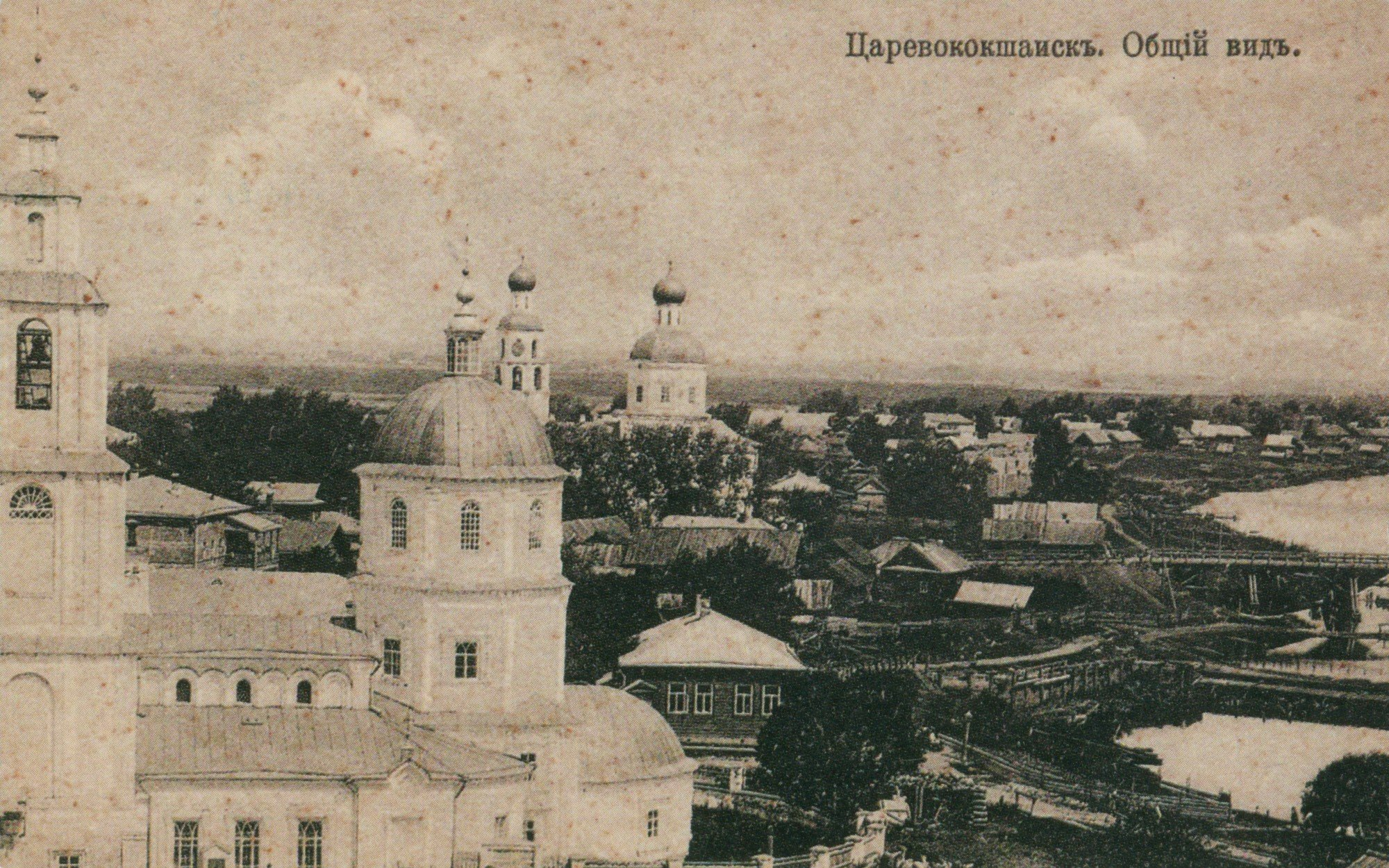
Вид на город с колокольни Троицкой церкви в начале XX века. На переднем плане — Воскресенский собор, на заднем — Вознесенская церковь

Спустя почти полвека, в 1876 году, другой краевед, учитель И. О. Дерюжев, констатировал: «За исключением булочника, мясника, сапожника и немногих других ремесленников, занимающихся такими работами, без которых никакое скопление людей не могло бы существовать при самой небольшой степени образованности населения, ни одна отрасль промышленности не известна городскому населению». Только в конце XIX века в Царевококшайске был построен небольшой винокуренный завод, на котором работали 70 рабочих.

### XX век в истории города

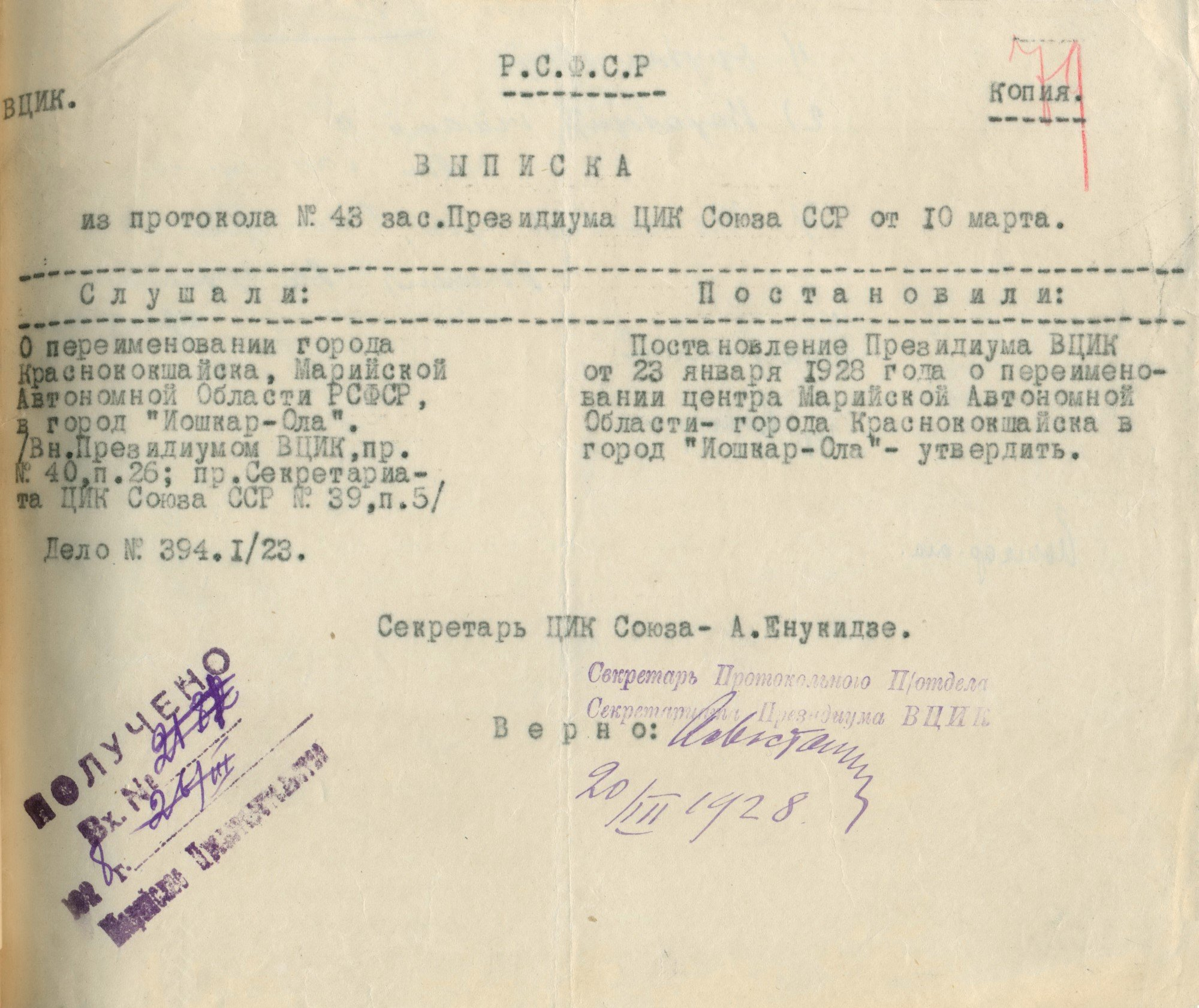
Выписка из протокола заседания Президиума ЦИК Союза ССР о переименовании г. Краснококшайска в г. Йошкар-Олу от 10 марта 1928 г.

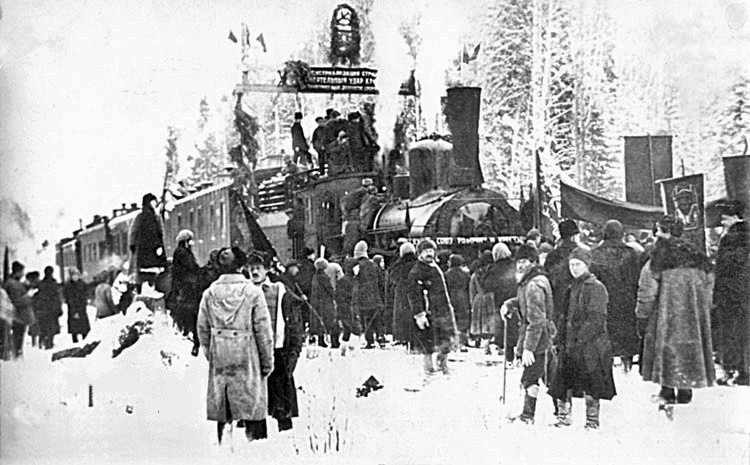
Первый поезд, прибывший в Йошкар-Олу

К началу XX века Царевококшайск оставался тихим провинциальным городом, состоящим из 13 улиц и 300 различных строений; в таком виде он сохранялся практически до 20-х годов XX века. Основу экономики составляло сельское хозяйство, самым многочисленным сословием было крестьянство.
13 ноября 1918 года уездным комитетом РКП(б) был поставлен вопрос о переименовании города, а 17 февраля 1919 года постановлением ВЦИК РСФСР Царевококшайск был переименован в Краснококшайск. 18 июня 1920 года вошёл в состав Вятской губернии. 4 ноября 1920 года принимается Декрет ВЦИК и СНК РСФСР об образовании Марийской автономной области, а уже 25 ноября Краснококшайск становится её административным центром.
23 января 1928 года Постановлением Президиума ВЦИК город Краснококшайск был переименован и получил марийское национальное название — Йошкар-Ола, что в переводе с марийского языка означает «Красный город». Данное постановление было утверждено протоколом № 43 заседания Президиума ЦИК Союза ССР от 10 марта 1928 г. В декабре 1936 года Марийская автономная область была преобразована в Марийскую Автономную Советскую Социалистическую Республику, и город Йошкар-Ола становится её столицей.
В годы Великой Отечественной войны в Йошкар-Олу было решено эвакуировать некоторые заводы, что дало мощный толчок промышленному и социально-экономическому развитию, город стал активно застраиваться в западном и южном направлениях, а после и в заречной части. Большое значение для экономического роста города имело проведение из Зеленодольска высоковольтной линии электропередач (1959 год) и газопровода (1967 год).
В 1950-х — 1960-х годах была осуществлена ансамблевая застройка центрального района города, которая явилась большим достижением йошкар-олинских архитекторов. Постепенно сформировалась застройка по ул. Институтской (ныне Ленинский проспект), которая стала главной улицей города. Здесь были возведены новые здания администрации города, дома правительства, гостиницы «Йошкар-Ола». В 1970-х — 1980-х годах было реализовано наиболее крупное градостроительное мероприятие Йошкар-Олы — освоение левобережья Кокшаги и создание нового Заречного жилого массива — микрорайона Сомбатхей.
Микрорайон Сомбатхей назван так в честь венгерского города-побратима Йошкар-Олы. В свою очередь, в Сомбатхее один из районов города называется Йошкар-Ола.
Одной из самых памятных дат в истории Йошкар-Олы является награждение города в 1984 году орденом Трудового Красного Знамени «За успехи, достигнутые трудящимися города в хозяйственном и культурном строительстве, и в связи с 400-летием со времени основания».

### Современный период
В 1990 году Йошкар-Оле присвоен статус исторического города и определена заповедная зона, охраняемая государством.
16 июля 1997 года Государственной регистрационной палатой Республики Марий Эл зарегистрирован устав муниципального образования города Йошкар-Олы, который определяет правовые, территориальные, экономические и финансовые основы городского самоуправления, роль жителей города и органов самоуправления в осуществлении народовластия, закрепляет полномочия, систему и структуру органов самоуправления города.

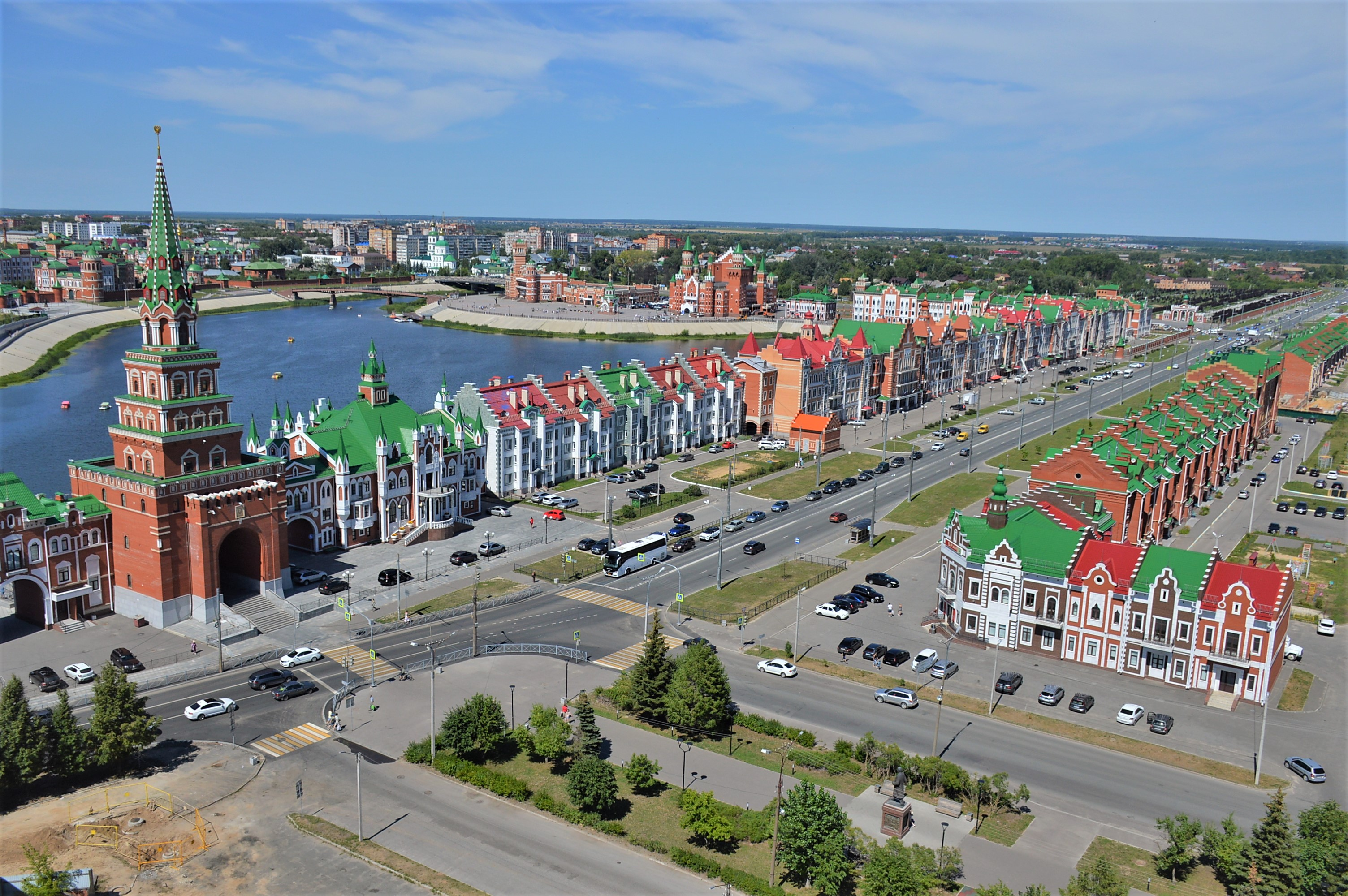
Панорама Воскресенского проспекта

10 июля 2003 года Государственное Собрание Республики Марий Эл утвердило республиканскую целевую программу социально-экономического развития города Йошкар-Олы на 2003—2008 годы под названием «Столица». Её целью стало «создание качественной городской среды, понимаемой как совокупность благоприятных условий для жизни населения и деятельности хозяйствующих субъектов», что дало новый толчок к развитию города. Сейчас на территории города активно ведутся работы по восстановлению и реконструкции немногих сохранившихся зданий и церквей, строятся новые дома, создаются благоприятные условия для жизни йошкаролинцев.
В 2006 году Собранием депутатов городского округа «Город Йошкар-Ола» была принята «Стратегия социально-экономического развития муниципального образования „Город Йошкар-Ола до 2015 года“», которая обозначила основные направления дальнейшего развития города, в том числе по качественному улучшению городской среды и жизнеобеспечения населения города.
В 2009 году принят новый генеральный план развития города до 2025 года.
29 июля 2010 года Йошкар-Ола исключена из списка исторических городов.

## Официальная символика

### Герб
Современный герб Йошкар-Олы был принят и внесён в Государственный геральдический регистр Российской Федерации 22 июня 2011 года, и представляет собой лазоревый геральдический щит с изображением серебряного лося с золотыми рогами и копытами. Щит увенчан золотой башенной короной о пяти зубцах с национальным марийским орнаментом в обруче.

### Флаг
Ныне действующий флаг Йошкар-Олы утверждён 22 июня 2011 года и представляет собой прямоугольное полотнище лазоревого цвета с двухсторонним изображением в центре полотнища развёрнутого к древку серебряного лося с золотыми рогами и копытами.

### Гимн
Гимном города является «Песня об Йошкар-Оле» композитора Андрея Эшпая на стихи Леонида Дербенёва. Исполнитель гимна — певец Эдуард Хиль.

## Население
| 1859     | 1897     | 1913     | 1926     | 1931     | 1933     | 1939     | 1959     | 1962     | 1967     |
| -------- | -------- | -------- | -------- | -------- | -------- | -------- | -------- | -------- | -------- |
| 1172     | ↗1700    | ↗2500    | ↗4300    | ↗7600    | ↗9400    | ↗27 179  | ↗88 744  | ↗110 000 | ↗137 000 |
| 1970     | 1973     | 1975     | 1976     | 1979     | 1982     | 1985     | 1986     | 1987     | 1989     |
| ↗166 073 | ↗188 000 | ↗191 000 | →191 000 | ↗201 371 | ↗219 000 | ↗228 000 | →228 000 | ↗243 000 | ↘241 601 |
| 1990     | 1991     | 1992     | 1993     | 1994     | 1995     | 1996     | 1997     | 1998     | 1999     |
| ↗245 000 | ↗248 000 | ↗249 000 | ↘248 000 | →248 000 | ↗251 000 | →251 000 | →251 000 | →251 000 | ↘249 800 |
| 2000     | 2001     | 2002     | 2003     | 2004     | 2005     | 2006     | 2007     | 2008     | 2009     |
| ↘249 200 | ↘248 500 | ↗256 719 | ↘256 700 | ↘255 500 | ↘253 400 | ↘251 400 | ↘249 769 | ↘248 654 | ↗248 669 |
| 2010     | 2011     | 2012     | 2013     | 2014     | 2015     | 2016     | 2017     | 2018     | 2019     |
| ↗248 782 | ↘248 704 | ↗252 935 | ↗257 015 | ↗260 352 | ↗263 190 | ↗265 044 | ↗266 675 | ↗268 272 | ↗271 868 |
| 2020     | 2021     | 2023     | 2024     | 2025     |          |          |          |          |          |
| ↗274 715 | ↗281 248 | ↗283 469 | ↗285 042 | ↗285 219 |          |          |          |          |          |

На 1 января 2025 года по численности населения город находился на 71-м месте из 1124 городов Российской Федерации.

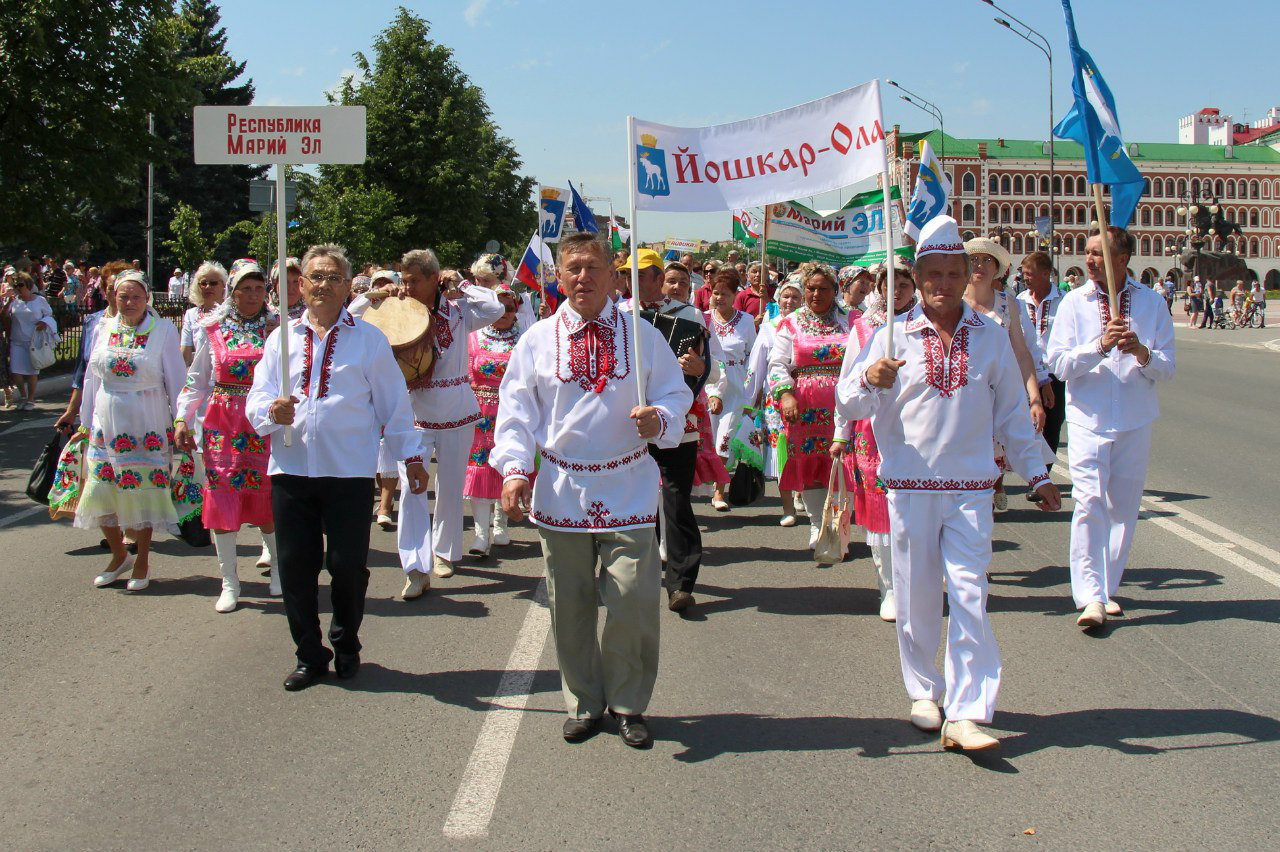
Представители Йошкар-Олы на празднике Пеледыш пайрем в 2015 году

На 1 января 2012 года население Йошкар-Олы составляло 252 935 человек (36,5 % от всего населения республики и 57,3 % от городского населения), что соответствует 74 месту по численности населения в России. Из них 55,2 % — женщины, 44,8 % — мужчины. В среднем, на каждую тысячу женщин в Йошкар-Оле приходится 813 мужчин, на каждую тысячу мужчин — 1230 женщин. Плотность населения (на 1.01.2009 г.) — 2594,5 чел. на км².
В 2009 году в городе Йошкар-Оле родилось 2979 детей (каждый третий ребёнок республики) и была зарегистрирована самая низкая смертность населения.
Средний возраст жителей (на 1.01.2010 г.) — 40,5 года (у мужчин — 37,6 года, у женщин — 42,9 года). Для сравнения, на 1.1.2002 г. средний возраст жителей составлял 36,7 года.
Значительная часть внутриреспубликанской миграции приходится на миграционный обмен Йошкар-Олы с другими городами и районами республики. За 2009 год из общего числа всех прибывших мигрантов этого потока 38,5 % приходилось на столицу, из числа выбывших — 34,2 %.
До 2009 года население города сокращалось за счёт отрицательного естественного прироста, который не компенсировался продолжавшейся до 2005 г. положительной миграцией. Начиная с 2009 года население Йошкар-Олы начало увеличиваться, преимущественно за счёт миграционного прироста. При этом в столицу Марий Эл едут как из районов республики, так и из других регионов страны, а также из-за рубежа.
| Демографическая ситуация Наименование показателей                                              | Показатель      |
| ---------------------------------------------------------------------------------------------- | --------------- |
| Численность постоянного населения (на начало года), тыс. чел.                                  | 252,935↗ (2012) |
| Число родившихся, человек                                                                      | 3669↗ (2012)    |
| Число умерших, человек                                                                         | 3121↘ (2012)    |
| Общий коэффициент рождаемости, на 1000 населения                                               | 12,1↗ (2010)    |
| Общий коэффициент смертности, на 1000 населения                                                | 13,4↗ (2010)    |
| Младенческая смертность (умерших до 1 года жизни на 1000 новорождённых)                        | 4,25 (2008)     |
| Уровень смертности лиц трудоспособного возраста (на 100 тыс. жителей трудоспособного возраста) | 585 (2008)      |
| Естественный прирост населения, человек                                                        | 548 ↗ (2012)    |
| Численность прибывших, человек                                                                 | 8643↗ (2012)    |
| Численность выбывших, человек                                                                  | 4605↗ (2012)    |
| Миграционный прирост населения, человек                                                        | 4038↗ (2012)    |
| Население моложе трудоспособного возраста (% к общей численности)                              | 15,1 %↗ (2012)  |
| Население в трудоспособном возрасте (% к общей численности)                                    | 63,3 %↘ (2012)  |
| Население старше трудоспособного возраста (% к общей численности)                              | 21,6 %↗ (2012)  |
| Число браков, ед.                                                                              | 2332 (2011)     |
| Число разводов, ед.                                                                            | 1088 (2011)     |

Национальный состав
Национальный состав населения города Йошкар-Олы согласно Всероссийской переписи населения 2010 года. По данным переписи, в городе встречается более 88 национальностей.
| №  |                           | Численность населения, чел. (2010) | % от всего | % от указав- ших нацио- наль- ность | Численность населения, чел. (2021) | % от всего | % от указав- ших нацио- наль- ность |
| -- | ------------------------- | ---------------------------------- | ---------- | ----------------------------------- | ---------------------------------- | ---------- | ----------------------------------- |
|    | всего                     | 248 782                            | 100,00 %   |                                     | 281 248                            | 100,00 %   |                                     |
| 1  | Русские                   | 152 447                            | 61,28 %    | 66,81 %                             | 162 025                            | 57,61 %    | 69,90 %                             |
| 2  | Марийцы                   | 58 001                             | 23,31 %    | 25,42 %                             | 54 698                             | 19,45 %    | 23,60 %                             |
| 3  | Татары                    | 10 202                             | 4,10 %     | 4,47 %                              | 7680                               | 2,73 %     | 3,31 %                              |
| 4  | Чуваши                    | 1397                               | 0,56 %     | 0,61 %                              | 949                                | 0,34 %     | 0,41 %                              |
| 5  | Украинцы                  | 2075                               | 0,83 %     | 0,91 %                              | 897                                | 0,32 %     | 0,39 %                              |
| 6  | Азербайджанцы             | 523                                | 0,21 %     | 0,23 %                              | 412                                | 0,15 %     | 0,18 %                              |
| 7  | Таджики                   | 45                                 | 0,02 %     | 0,02 %                              | 404                                | 0,14 %     | 0,17 %                              |
| 8  | Армяне                    | 513                                | 0,21 %     | 0,22 %                              | 399                                | 0,14 %     | 0,17 %                              |
| 9  | Индийцы                   | 1                                  | 0,00 %     | 0,00 %                              | 394                                | 0,14 %     | 0,17 %                              |
| 10 | Туркмены                  | 19                                 | 0,01 %     | 0,01 %                              | 284                                | 0,10 %     | 0,12 %                              |
| 11 | Удмурты                   | 261                                | 0,10 %     | 0,11 %                              | 237                                | 0,08 %     | 0,10 %                              |
| 12 | Белорусы                  | 511                                | 0,21 %     | 0,22 %                              | 235                                | 0,08 %     | 0,10 %                              |
| 13 | Мордва                    | 311                                | 0,13 %     | 0,14 %                              | 181                                | 0,06 %     | 0,08 %                              |
|    | другие                    | 1868                               | 0,75 %     | 0,82 %                              | 3011                               | 1,07 %     | 1,30 %                              |
|    | указали национальность    | 228 174                            | 91,72 %    | 100,00 %                            | 231 806                            | 82,42 %    | 100,00 %                            |
|    | не указали национальность | 20 608                             | 8,28 %     |                                     | 49 442                             | 17,58 %    |                                     |

## Органы власти

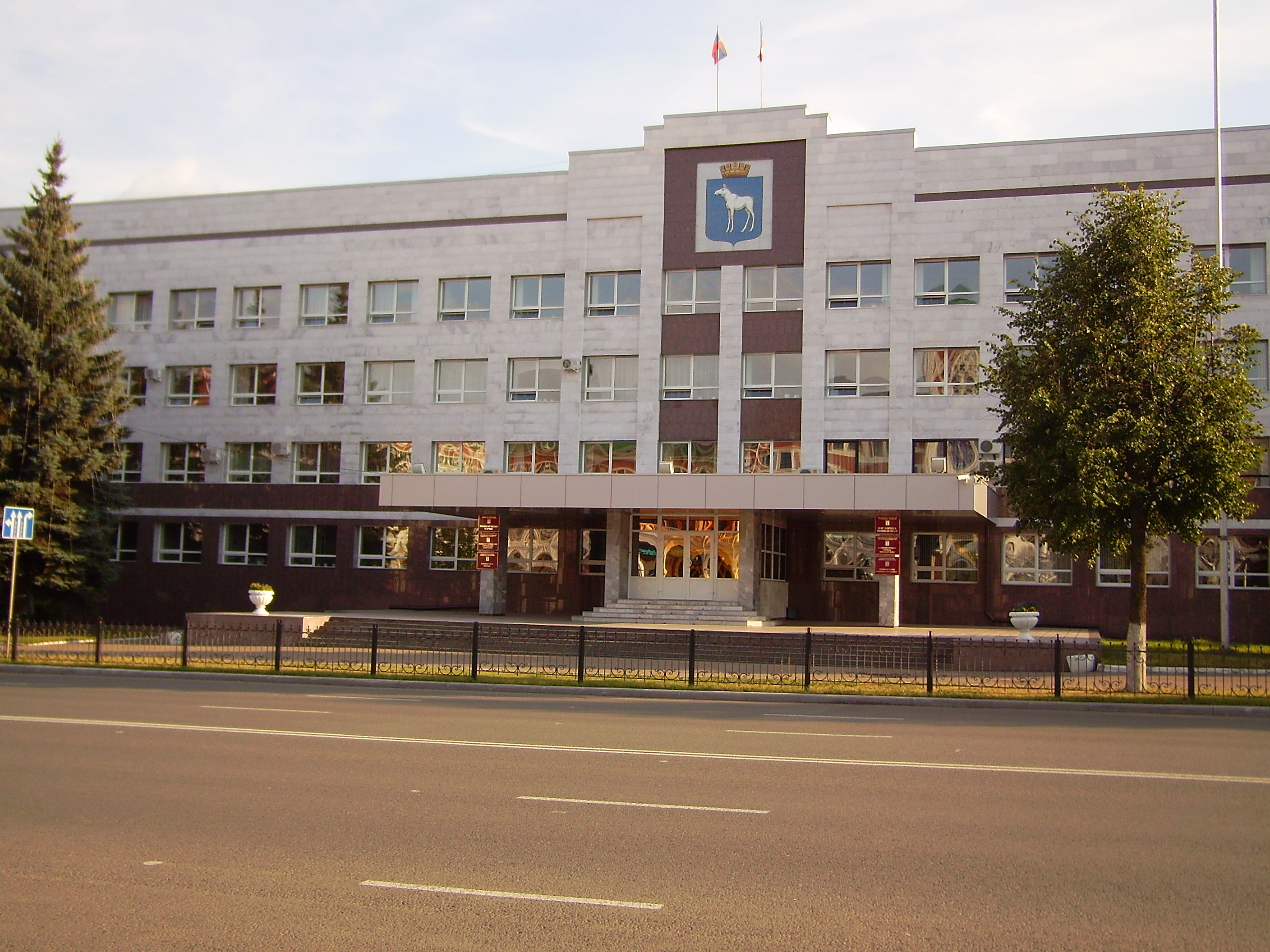
Здание мэрии Йошкар-Олы

Структуру органов местного самоуправления городского округа «Город Йошкар-Ола» составляют:
- представительный орган — Собрание депутатов городского округа «Город Йошкар-Ола» (городское Собрание);
- высшее должностное лицо — глава Городского округа «Город Йошкар-Ола» — Председатель Собрания депутатов Городского округа «Город Йошкар-Ола»;
- исполнительно-распорядительный орган — администрация городского округа «Город Йошкар-Ола», высшим должностным лицом которой является мэр города (глава администрации).

Городское Собрание является постоянно действующим представительным органом местного самоуправления городского округа «Город Йошкар-Ола», представляет интересы населения и принимает от его имени решения, действующие на территории городского округа. Городское Собрание состоит из 35 депутатов, избираемых на муниципальных выборах в соответствии с действующим законодательством. Срок полномочий городского Собрания — 5 лет.
Глава городского округа «Город Йошкар-Ола» — высшее должностное лицо, возглавляющее деятельность по осуществлению местного самоуправления на территории городского округа «Город Йошкар-Ола» и наделённое собственными полномочиями по решению вопросов местного значения. В соответствии с Законом Республики Марий Эл глава городского округа «Город Йошкар-Ола» именуется председателем Собрания депутатов городского округа и избирается на срок полномочий городского Собрания на первом заседании. Кандидатуры на должность главы городского округа «Город Йошкар-Ола» выдвигаются депутатами городского Собрания. Глава городского округа «Город Йошкар-Ола» подконтролен и подотчётен населению и городскому Собранию.
Временно исполняющим обязанности главы администрации городского округа (мэра) с 17 июня 2024 года является Антон Трудинов. Главой городского округа (председателем Собрания депутатов) со 2 октября 2024 года является Лев Покровский.

## Административное деление
Город Йошкар-Ола — сложная административно-территориальная единица, входит в состав городского округа «Город Йошкар-Ола». Исторически сложившейся особенностью города является то, что в его черту в разное время вошли более 20 окрестных деревень, в том числе Вараксино, Коряково, Нечаевка, Лапшино, Марково, Жуково, Ширяйково и Пахомово.
Указом Президиума Верховного Совета РСФСР от 27 декабря 1973 года Йошкар-Ола была разделена на два района: Ленинский и Заводской. Кроме непосредственно городских кварталов, в них оказались сельские населённые пункты: в первом — Кундышский (центр — п. Силикатный), Куярский (центр — п. Куяр), Семёновский (центр — с. Семёновка), Солнечный сельсоветы (центр — п. Солнечный), во втором — Кокшайский (центр — с. Кокшайск) и Пригородный сельсоветы (в составе д. Большое Чигашево, п. Нолька и п. Светлый), затем сюда был отнесён и Сидоровский сельсовет Медведевского района (центр — п. Нолька). Районное деление Йошкар-Олы было отменено 16 августа 1988 года, а сельские населённые пункты, наряду с городом, вошли в состав городского округа «Город Йошкар-Ола».
В настоящее время в состав Йошкар-Олы входят следующие микрорайоны: 1—9, 9а, 9б, 9в, 10, Алёнкино, Берёзово, Больничный, Большое Чигашево, Восточный, Гомзово, Дубки, Западный, Звёздный, Интеграл, Комсомольский, Ленинский, Машиностроитель, Мирный, Молодёжный, Мышино, Нагорный, Никиткино, Октябрьский, Оршанский, Предзаводской, Прибрежный, Ремзавод, Свердлова, Северный, Советский, Сомбатхей, Спортивный, Тарханово, Центральный, Черновка, Чихайдарово, Ширяйково, Юбилейный.

## Экономика
Йошкар-Ола — многофункциональный город с преобладанием промышленности (около 70 % в структуре валового городского производства), ведущая роль в которой принадлежит предприятиям отрасли машиностроения, строительных материалов, пищевой промышленности. Количество организаций в этих отраслях в 2008 году достигло 1183 ед., или 13,4 % к общему количеству организаций всех видов экономической деятельности, зарегистрированных на территории столицы. На их долю приходится свыше 56 % оборотов всех предприятий городской экономики.
Город Йошкар-Ола выступает генератором инвестиционной активности на региональном уровне (на его долю приходится более половины всех инвестиций в основной капитал Республики Марий Эл).
Сейчас Йошкар-Ола крупный промышленный центр Приволжского федерального округа. Основу экономической базы города составляют обрабатывающие производства, где работает 22 % от числа занятых во всех сферах экономики. В последние годы значительно развилась сфера торговли и общественного питания, в которой заняты 14 % всех работающих.
Инвестиции в основной капитал (за 2008 год) — 11 500 млн рублей; оборот розничной торговли (за 2008 год) —19 560 млн рублей; средняя заработная плата работающего (на 1.01.2009 г.) — 12 648,4 руб.; уровень безработицы (в % к экономически активному населению) за 2011 год — 6,0 %; уровень регистрируемой безработицы за 2011 год — 1,29 %.
| Отрасли                                | Основные предприятия города в 2023 году |
| -------------------------------------- | --- |
| Машиностроение                         | АО «Контакт» \| ООО Фирма «Инструмент-Н» \| АО «Производственное предприятие „ВЭЛТ“» \| ООО ПТП «Станкостроитель» \| ОАО «Компания „Полюс“» \| ООО «ПТК „Тепловенткомплект“» \| ООО Фирма «Лестехком» \| ООО НПП «Порошковые технологии» |
| Металлообработка                       | ООО «НПП „Марат“» \| Завод металлокерамических материалов «Метма» \| ООО «Импульс» \| ЗАО «Портал» \| ООО «Тиара» \| ООО «Ремстройдормаш» \| Завод механических легированных материалов «Диском» \| Завод порошковых изделий «Купол» \| Йошкар-Олинское предприятие «Элмет» \| АО ОКТБ «Кристалл» \| ООО «Аргус-Волга» \| ООО «Акбар-М» \| Производственно-коммерческая фирма «Махагони» \| ООО «Фурор» \| ООО «Интекрон» \| ООО «РЭКС» \| ООО «Волга-Бункер» \| ООО «СоюзТехРесурс» \| Завод металлоконструкций «Гардеза» \| ООО «Добродар» |
| Лёгкая промышленность                  | АО «Завод Искож» \| Йошкар-Олинская обувная фабрика \| ООО «Труженица и К» \| ООО «Фабрика Маритал» \| Йошкар-Олинская чулочная фабрика «Маритекс» |
| Пищевая промышленность                 | Йошкар-Олинский мясокомбинат \| ООО «Фирма «Сувенир» \| Йошкар-Олинский хладокомбинат \| ООО «Хлебозавод № 1» \| ООО «Солюд» (Республиканский молочный завод) \| Йошкар-Олинская кондитерская фабрика \| ООО «Русь-Бейкери» \| ООО «Маризернопродукт» \| ООО «Чай Руси» \| ООО «Сдобново» \| ООО «Компания „Здоровая Жизнь“» |
| Производство электронного оборудования | Марийский машиностроительный завод \| ЗАО СКБ «Хроматэк» \| Йошкар-Олинский завод полупроводниковых приборов \| АО НПО «Таврида Электрик» \| ООО «Электроконтакт» \| ООО «Объединение Родина» \| ООО «Технотех» \| ООО «Ната-Инфо» |
| Производство мебели и стройматериалов  | ООО «Дельта Строй» \| ООО «Стройпласт» \| Йошкар-Олинский филиал ООО «Премьер-Пласт» \| ОАО «Стройкерамика» \| ООО «Бетон Регион 12» \| ООО «Растворо-Бетонный Комбинат» \| ООО «Бетон-М» \| ООО «Гардиан Доз» \| ООО «Компания Forest» \| ООО ПО «Канн» \| Строительно-производственное предприятие «Салют» \| Производственная фирма «Лестница РФ» \| ООО «Лестница 12» |
| Химическая промышленность              | ООО «НПФ Геникс» \| Йошкар-Олинский завод нестандартного оборудования \| ООО «Неон+» \| ООО «Мариполимер» |
| Лесная промышленность                  | ООО «Савинское УПП ВОС» \| ООО «Марийская Картонажная Мануфактура» \| ООО «Картонажно-полиграфическая фирма Дека» \| ООО «ЛХП Таволга» \| ООО «Алатойс» \| ООО «Йоша» \| Производственная компания «Мастер стружкин» \| ООО «Мари Кагаз» |
| Фармацевтическая промышленность        | ОАО «Марбиофарм» |
| Полиграфическая промышленность         | Издательство «Периодика Марий Эл» \| Марийское книжное издательство \| Марийское рекламноиздательское полиграфическое предприятие \| ООО «Принтекс» \| ООО «Вертола» \| ООО ИПФ «Стринг» \| Полиграфическая компания «Принтстайл» \| ООО «Типография Стезя» |

Здесь представлены некоторые экономические показатели за 2023 год.

За 9 месяцев 2023 года ввод жилья составил 130 000 м².

Здание бывшей гостиницы «Советская»

Социально-экономические положение, отражающее положительные тенденции развития городской экономики в 2007—2010 году, характеризуется следующими показателями:
- на фоне городов Приволжского региона предприятия Йошкар-Олы по темпам роста оборота в 2008 году занимали 2-е место (прирост 126,6 %), а уже к концу 2008 года по темпам роста столица вышла на первое место, достигнув показателя в 127,6 % (к результатам 2007 года). Индекс промышленного производства — 112,6 % (на 2008 г.). В 2009 году индекс промышленного производства составил 97,8 %[90];
- выпуск товаров и услуг собственного производства по основным налогообразующим организациям вырос до 22 671,2 млн руб. в 2008 году. Индекс промышленного производства за 2001—2008 гг. составил 186,2 %;
- объём инвестиций в основной капитал по полному кругу организаций вырос в 2008 году до 11 096,3 млн руб.;
- объём работ, выполненный по виду деятельности «строительство» составил в 2008 году 5,97 млрд руб.; за январь—декабрь 2009 года объём работ составил 4033,9 млн руб., что на 41,2 % меньше уровня 2008 года[90];
- за 2001—2008 годы введено в действие 651,0 тыс. м² жилых домов, обеспеченность населения площадью жилых квартир увеличилась с 18,7 м² на человека в 2001 году до 21,6 м² в 2008 году;
- столица занимает лидирующее место на потребительском рынке республики. Доля розничного товарооборота города в общем объёме товарооборота Республики Марий Эл составляет 60 %, а динамика роста оборотов за последние 7 лет подтверждает, что сфера торговли является одной из значимых в социально-экономическом развитии Йошкар-Олы;
- за 2008 год открыто 75 новых объектов с предоставлением около 250 рабочих мест. Наибольшее увеличение в сети получили услуги парикмахерских и услуги оздоровительного характера.

### Городской бюджет
Доходы бюджета в 2023 году составили 6 453 млн рублей, из них 4 262 млн рублей (то есть 2/3 доходов) — это безвозмездные перечисления из вышестоящих бюджетов. Расходы составили 6 500 млн рублей.
Доходы городского бюджета Йошкар-Олы в 2008 году составили 2080,3 млн рублей (что на 334 млн руб. больше запланированного показателя за соответствующий период); расходы составили 2101,4 млн рублей. Бюджет на 2009 год предусматривает получение дохода в размере 2119,9 млн руб., запланированный расход за этот же период — 2251,7 млн руб.
Основными источниками доходов являются безвозмездные республиканские и федеральные субсидии — 35,4 %, остальные налоговые и неналоговые доходы (в том числе от продажи городского имущества) — 64,6 % соответственно.

### Малое предпринимательство
На 1 января 2010 года на территории Йошкар-Олы действовало 3207 малых предприятий и 8260 индивидуальных. Общая численность занятых на малых предприятиях за 2009 год составила 28533 чел. (19,4 % от общего числа занятых в экономике). Основные виды выпускаемой продукции малыми предприятиями города Йошкар-Олы: металлопластиковые окна и двери, технологическая оснастка для машиностроения, неармированные бетонные изделия, мелкие стеновые блоки, пиломатериалы, мебель и продукция деревообработки, полимерная тара, полиграфическая продукция, минеральная и питьевая вода, хлеб и хлебобулочные изделия, кондитерские изделия, мясные полуфабрикаты и т. д.

### Рынок финансовых услуг
В городе действует региональный банк «Йошкар-Ола», небанковская кредитная организация «Монета.ру» (ООО) и филиалы таких крупнейших коммерческих банков как «Россельхозбанк» и «Сбербанк».
В городе действуют дополнительные и операционные офисы, а также представительства и отделения банков «Ак Барс банк», «Альфа-банк», банк «ВТБ», «Газпромбанк», «НБД-банк», «Норвик банк», «ФК Открытие», банк «Пойдём!», «Почта Банк», «Промсвязьбанк», «Росбанк», «Росгосстрах банк», «Русский стандарт», «Совкомбанк», банк «Хлынов», «Хоум Банк».
Также в городе возможно получение услуг следующих банков: «БыстроБанк», «Киви Банк», «МТС Банк», «Раунд», «РН Банк», «Сетелем Банк», TalkBank («Транскапиталбанк»), «Тойота Банк», «Точка», «Т-Банк».

### Потребительский рынок
Торговая сеть города обеспечивает бесперебойное обслуживание населения и представлена 4239 стационарными объектами торговли и общественного питания, в том числе 277 объектами мелкорозничной торговли, 5 рынками (на 2300 торговых мест), 304 объектами общественного питания с общей торговой площадью всех объектов торговли — 212,3 тыс. м². Обеспеченность населения торговыми площадями на 1000 жителей города Йошкар-Олы составляет 1094 м², что в 1,9 раза выше установленной нормы. На территории города функционирует более 58 торговых сетей, работающих в разных сегментах потребительского рынка — это как местные магазины, так и сети федерального значения.

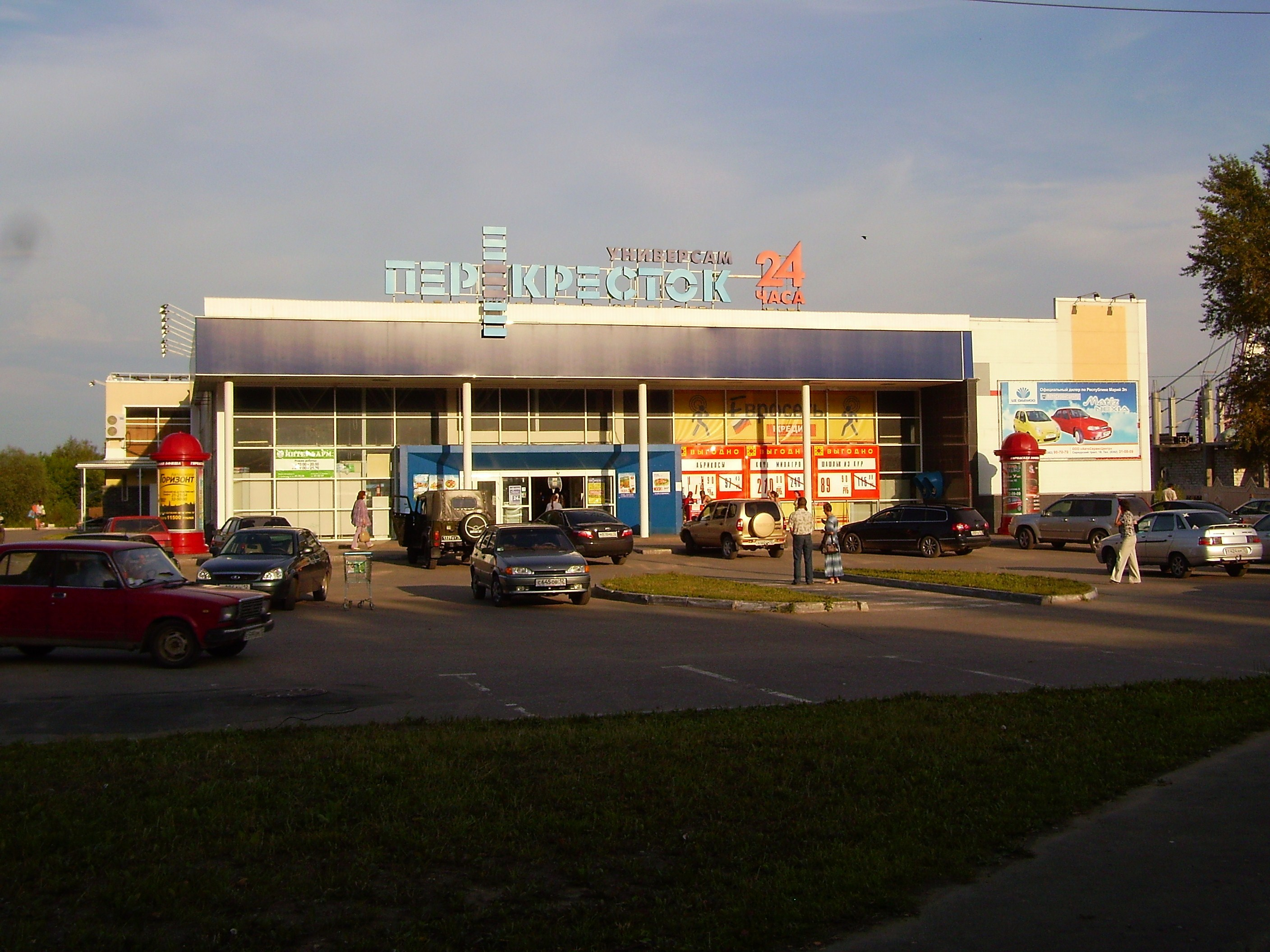
Супермаркет «Перекрёсток»
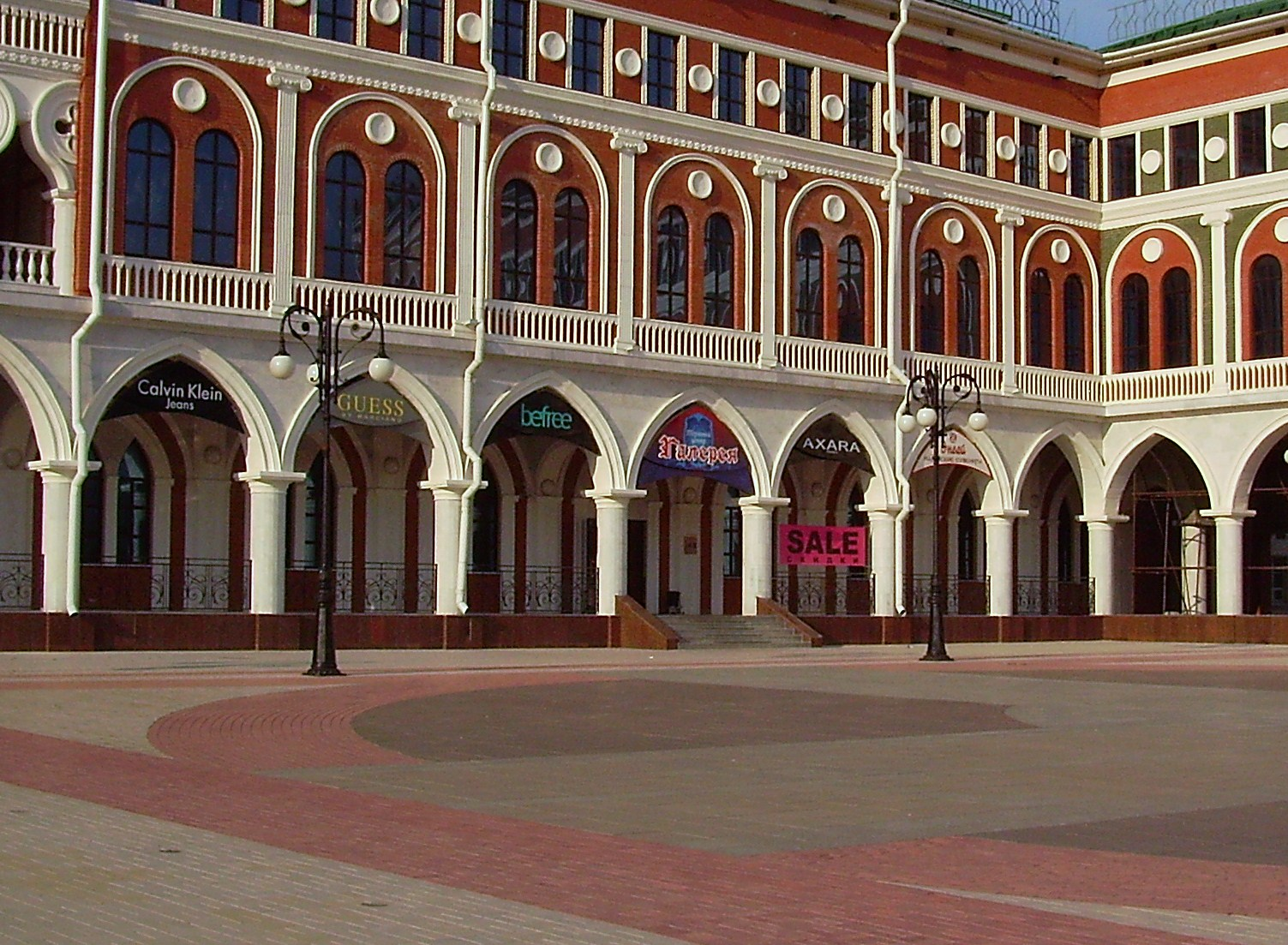
Торговый центр «Галерея»

### Телекоммуникации и интернет
Свою историю становление связи в Йошкар-Оле берёт с 1894 года, когда местная почтовая контора была преобразована в почтово-телеграфное отделение Царевококшайска. Одновременно с этим телеграфная связь была установлена с Казанью. С 1906 года начала работать земская телефонная станция с коммутатором на 10 номеров. Уже к 1922 году в Краснококшайске была открыта радиотелеграфная станция. В феврале 1924 года в Марийской автономной области создано самостоятельное Управление телефонной связью с непосредственным подчинением Мароблисполкому. В 1929 году открыт первый радиотрансляционный узел на 140 радиоточек, а в 1937 году построена телефонная станция на 100 номеров. К 1949 году Йошкар-Ола уже имела телефонную и телеграфную связь со всеми райцентрами. Сейчас телефонную связь в Йошкар-Оле обеспечивает филиал ОАО «Ростелеком», на ГТС Йошкар-Олы работают 12 АТС (электронного типа) общей ёмкостью 113 753 номера. Обеспеченность квартирными телефонами составляет 98 %.
Существует возможность подключения к следующим провайдерам широкополосного доступа в интернет: «Ростелеком» (ADSL и FTTB под торговой маркой «J»); «ЭР-Телеком» (торговая марка «Дом.ru»); «ВИП-технологии» (беспроводной доступ); «CityNet» (беспроводной доступ); «Атлас» (FTTH); «Седна», АО «Уфанет».
Сотовая связь представлена стандартом GSM-900/1800, UMTS и LTE, имеется 4 оператора сотовой связи: Tele2 Россия, Билайн, МегаФон, МТС. Услуги LTE предоставляют МТС, Мегафон, Yota.

## Транспорт

Автодорога Р-176 «Вятка» в сети российских федеральных дорог

Йошкар-Ола — республиканский «центр притяжения» автомобильных дорог, через город проходит автодорога федерального значения Р176 «Вятка», связывающая между собой города Чебоксары, Киров и Сыктывкар. Транспортная система города представлена следующими видами транспорта: железнодорожным, автомобильным, троллейбусным, таксомоторным. Имеется развитое пригородное и междугороднее автобусное сообщение. В Йошкар-Оле расположен железнодорожный вокзал. На некотором удалении от города проходят важные транспортные магистрали федерального значения: железная дорога Москва — Казань — Екатеринбург, автодорога М7 «Волга» (Москва — Чебоксары — Казань — Екатеринбург). С Зеленодольском Йошкар-Олу связывает федеральная трасса А295, которая соединяется с автодорогой М7 «Волга». С Нижним Новгородом город связывает федеральная трасса Р177 «Поветлужье». Недостатком транспортно-географического положения города является прохождение основных федеральных магистралей по периферии территории республики. Единственная железная дорога (Зелёный Дол — Яранск), проходящая через станцию Йошкар-Ола, является тупиковой, однопутной и неэлектрифицированной. Особенности транспортной сети города обусловили преобладание автомобильного транспорта в структуре грузоперевозок и низкую долю железнодорожного. Рядом с городом находится аэропорт. По реке Малая Кокшага, протекающей через город, судоходства нет, но водными «воротами» Йошкар-Олы считается пристань Йошкар-Ола в посёлке Кокшайск на Волге.

### Улично-дорожная сеть

Ленинский проспект — центральная магистраль Йошкар-Олы — в районе площади Ленина

Городу Йошкар-Ола присуща прямоугольная схема улично-дорожной сети. Достоинством такой схемы является отсутствие чётко выраженного центрального транспортного узла, сравнительно равномерная транспортная нагрузка всех улиц и высокая пропускная способность всей системы в целом благодаря наличию дублирующих связей. Недостатком схемы является отсутствие кратчайших связей в наиболее активных диагональных направлениях, но этот недостаток не оказывает существенного влияния на функционирование городской транспортной системы в целом. 81 % от общей улично-дорожной сети городских дорог имеют усовершенствованное покрытие проезжих частей (включая все магистральные улицы и основные дороги). Существующая уличная сеть города сформировалась до 1985 года. На содержании городского хозяйства находится 217,474 км дорог общей площадью 2418 тыс. м², 181,7 км тротуаров, 13 мостов (включая путепроводы), 1 плотина, 315 остановок общественного транспорта, 40,1 км ливневой канализации. В городе насчитывается более 300 улиц, переулков, проспектов, бульваров.

### Мосты
В Йошкар-Оле расположены девять мостов, пересекающих реку Малая Кокшага, из них четыре пешеходных (Театральный, Парковый, Воскресенский, Гоголевский), четыре автомобильных (Вараксинский, Вознесенский и Центральный и новый у Сосновой рощи) и один железнодорожный.
Помимо этого, в пределах городской черты, в нижнем течении реки Малая Кокшага расположены запорная плотина, выполняющая функцию пешеходного моста, а также ежегодно возводимый понтонный мост между микрорайоном Ширяйково и заречной частью города.

### Общественный транспорт

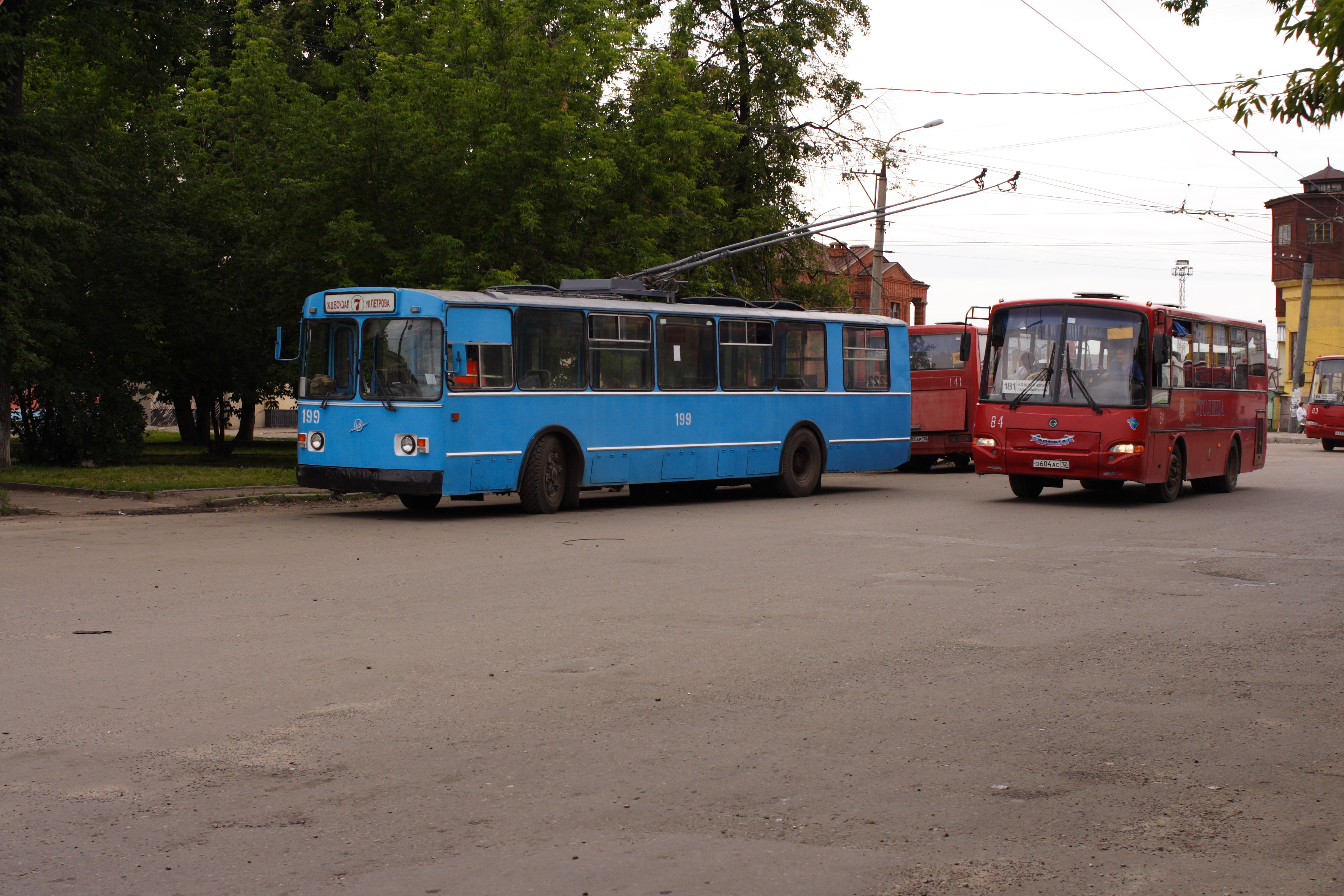
Йошкар-олинские троллейбус и автобус

Общественный транспорт города представлен троллейбусом, автобусом и маршрутным такси. Сеть городского транспорта имеет наиболее развитую часть в центре города, характеризующемся наибольшей плотностью сети улиц.

#### Троллейбус

Типичный троллейбус ЗиУ-682

Дата начала движения — 5 ноября 1970 года. Троллейбус является основным городским общественным транспортом. Имеет развитую маршрутную сеть (11 маршрутов, протяжённость линий 216 км) осуществляет более 70 % всех внутригородских пассажирских перевозок (более 385 тыс. пассажиров в день). Сеть выходит за пределы города и вступает в черту посёлка Медведево. Стоимость проезда составляет 19 рублей. Эксплуатацию троллейбусной сети осуществляет ГУП РМЭ «Троллейбусный транспорт» — одно из передовых предприятий России. Коэффициент использования подвижного состава — 95,6 %, регулярность движения — 98,2 %. Это лучшие показатели в Российской Федерации.
27 августа 2014 года в Йошкар-Оле появились два троллейбуса с пандусами и электронными табло.
В сентябре 2021 года муниципальное предприятие Йошкар-Олы «Троллейбусный транспорт» пополнило 10 новых низкопольных троллейбусов производства белорусского завода «Белкоммунмаш» модели БКМ-321 с кондиционерами и отоплением.
С 1 января 2024 года стоимость проезда в троллейбусе и автобусе составляет 26 рублей безналичным способом оплаты, 29 рублей - наличными.
А с 1 июля 2024 года стоимость проезда в троллейбусе и автобусе составляет 29 рублей безналичным способом оплаты, 32 рубля - наличными.

#### Автобус

Автобус ПАЗ-4230

Первый городской автобусный маршрут открылся в Йошкар-Оле 21 июня 1931 года. К 2000 году износ подвижного состава составил более 80 %. Принимая во внимание социальную значимость пассажирского автомобильного транспорта, Правительство Республики Марий Эл уделяет повышенное внимание развитию отрасли. С этой целью, начиная с 2001 года, парк автобусов республики стал пополняться современными автобусами. За счёт средств республиканского бюджета с 2001 по 2007 год приобретено 200 автобусов ПАЗ различной модификации для государственных автотранспортных предприятий республики. Последним крупным мероприятием по обновлению подвижного состава стало приобретение за счёт средств республиканского бюджета на условиях лизинга 50 автобусов марки ПАЗ-4230-03 «Аврора» для ГУП Республики Марий Эл «Пассажирские перевозки». Приобретение подвижного состава позволит жителям республики быстро и своевременно добраться в любую точку республики и ближайшие регионы. Сейчас в Йошкар-Оле 8 автобусных маршрутов, общая протяжённость линий — 151,1 км, стоимость проезда с 1 февраля 2017 года — 20 рублей.
С 17 марта 2014 года началась забастовка ГУП «Пассажирские перевозки», городские и междугородние автобусы не вышли на маршруты. 1 апреля Министерство промышленности и транспорта Республики Марий Эл расторгло договор с автобусным предприятием на социальные перевозки. Забастовка продлилась больше месяца и завершилась 22 апреля. Маршруты бастовавших автобусников были переданы частным предпринимателям.
В марте 2023 года приобретено в лизинг 50 новых автобусов ПАЗ 320435-04, оборудованных системами информирования пассажиров, видеонаблюдения, учёта пассажиропотока, бескондукторной оплаты проезда, «Говорящий город» для ориентирования людей с нарушением зрения. Вся техника вошла в состав ГУП РМЭ «Троллейбусный транспорт». Всего насчитывается 10 маршрутов с данными автобусами.

#### Маршрутное такси
Маршрутные такси в Йошкар-Оле работают с 1977 года. Начало им положило ПАТП-2. Для работы использовались автобусы РАФ-2203. Ситуация изменилась в 1999 году, когда на средства республиканского бюджета были приобретены 48 автобусов ГАЗ-322132. Их планировалось направить в ПАТП-1, но из-за отсутствия в парке необходимого оборудования для сервиса их перенаправили в МП «Троллейбусный Транспорт». Параллельно выходили на работу и частные маршрутные такси. Все автобусы работали по существовавшим маршрутам автобусов, позднее и троллейбусов. Больше их было на маршруте № 1. В часы «пик» интервалы движения достигали всего нескольких секунд. В 2001 году маршрутные такси вышли на пригородные и междугородние маршруты. С 2003 года маршрутные такси стали работать в Йошкар-Олинском ПАТП-1. На сегодняшний день маршрутные такси работают более организованно, чем на начальной стадии. Всего насчитывается 13 маршрутов, стоимость проезда с 1 июля 2018 года — 23 рубля; с 10 апреля 2023 — 28 рублей; с 1 июля 2024 - 32 рубля на маршрутке №1к.

### Железнодорожный транспорт

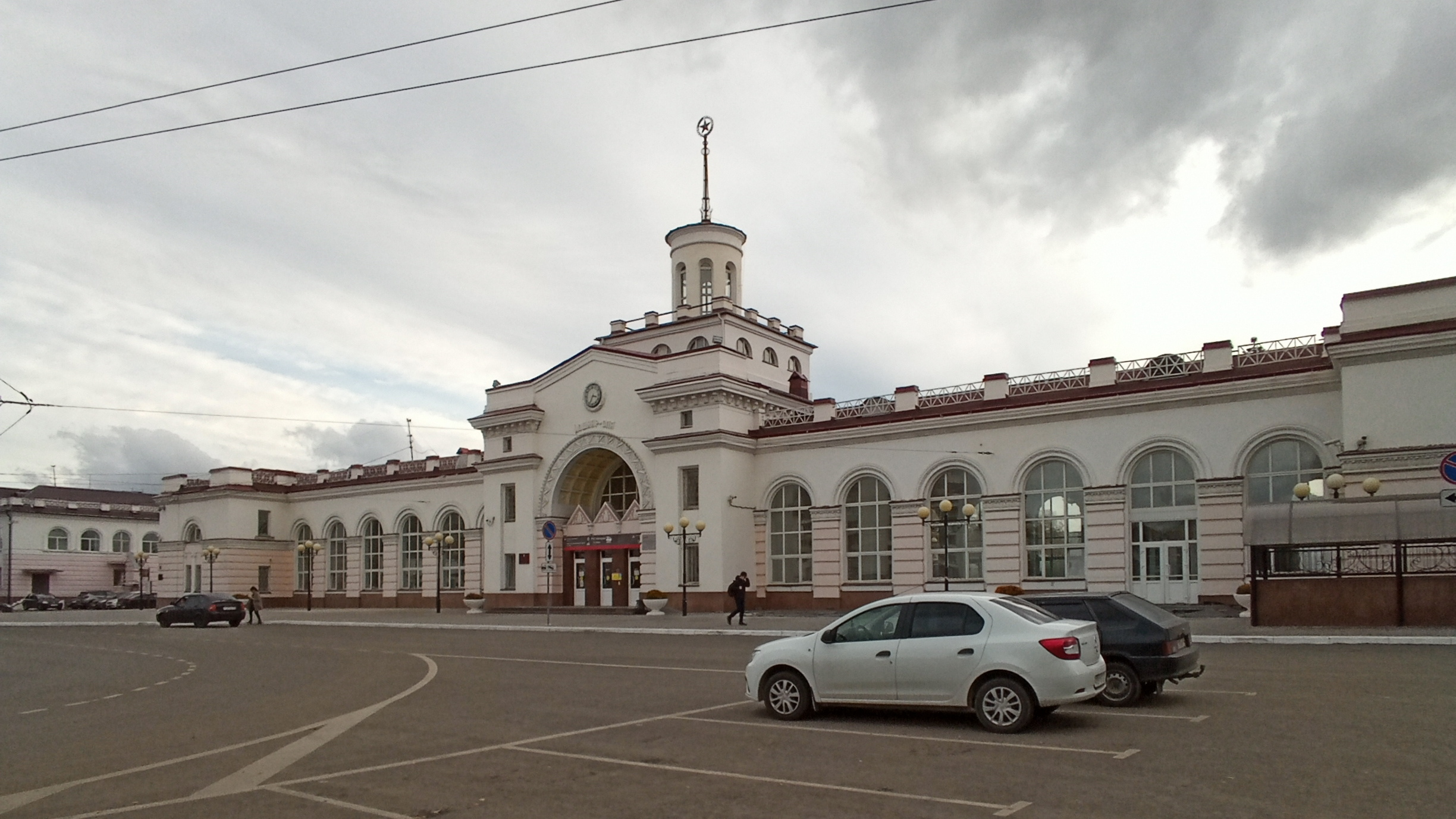
Железнодорожный вокзал

Город стоит на тупиковой ветке Зелёный Дол — Яранск, построенной в 1927 году. Данная линия является ответвлением от основной магистрали и поэтому развита слабо — она одноколейная и на тепловозной тяге. Имеющаяся в городе станция Йошкар-Ола Горьковской железной дороги принимает фирменный поезд № 57/58 «Марий Эл», сообщением Йошкар-Ола — Москва (одна пара в день). Также, с 4 июля 2015 года возобновляется пригородное сообщение до Казани (одна пара пригородных поездов, по выходным дням и понедельникам), а с 3 июля 2015 года возобновляется пригородное сообщение до Табашино (одна пара пригородных поездов, по пятницам и выходным дням). Помимо этого, в черте города на Яранском направлении имеется остановочная платформа 108 км, по которой с 3 июля 2015 года возобновляются пригородные перевозки (поезд Йошкар-Ола — Табашино). В грузовом движении пять пар поездов в сутки. Основная доля грузов (83 %) — продукция Марийского нефтеперегонного завода.

### Пригородные и междугородные автобусы

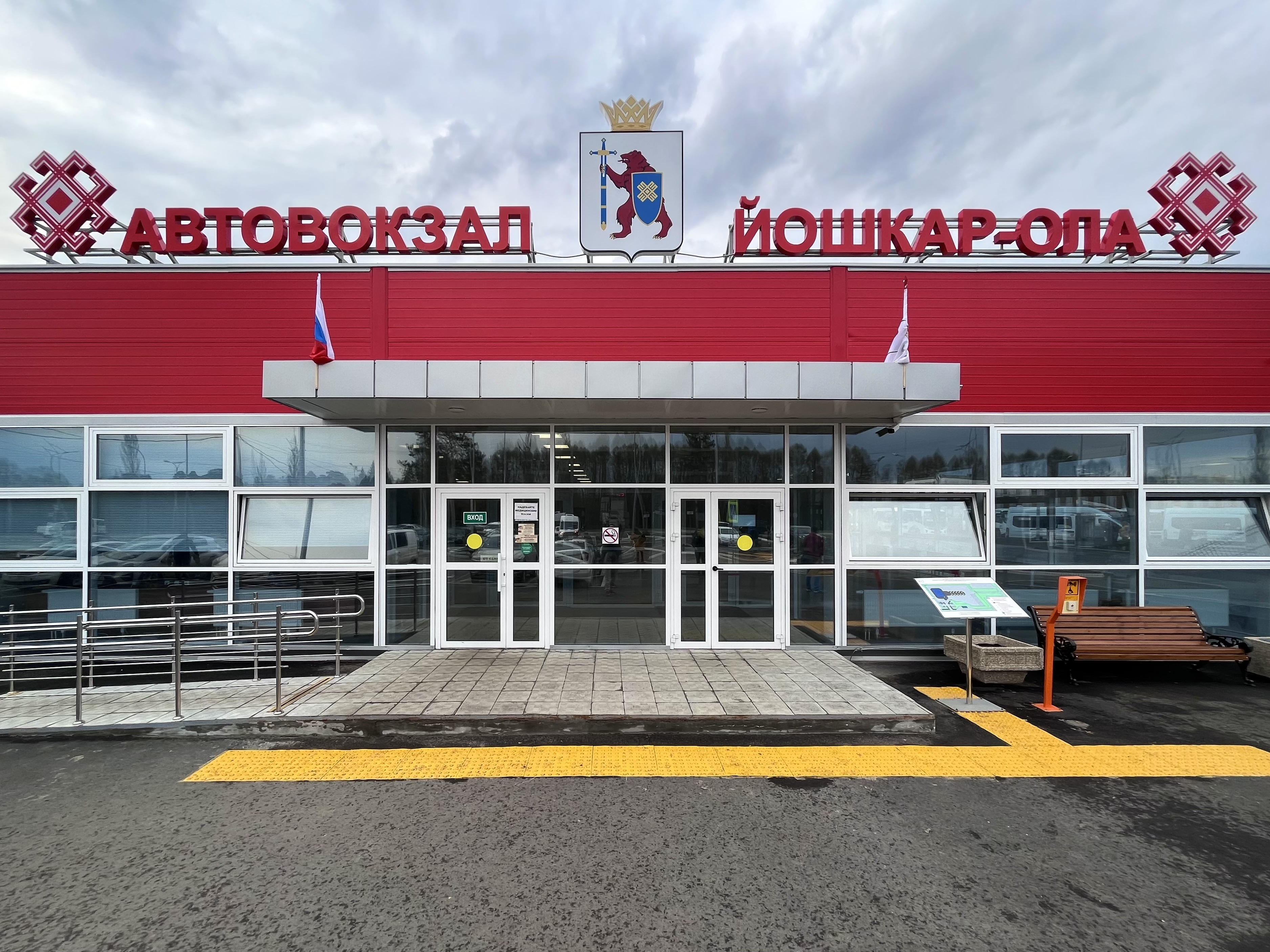
Автовокзал Йошкар-Олы

Старый автовокзал работал до 2017 года, после чего закрылся и автобусы обслуживали пассажиров с привокзальной площади. В 2021 году на смену старому автовокзалу, находившемуся рядом с железнодорожным, было построено новое одноэтажное здание по адресу Ленинский проспект, 4а, площадью более 850 квадратных метров. Фасад здания оформлен в национальной цветовой гамме. На территории автовокзала размещаются перроны, площадка для междугородних и пригородных автобусов на 40 транспортных средств, парковка для личного транспорта на 26 машиномест.

### Воздушное сообщение
Аэропорт Йошкар-Ола расположен в 7 км к северу от центра города по автодороге «Вятка». Является аэропортом федерального значения. С 22 июля 2019 года возобновлено регулярное авиасообщение с Москвой (аэропорт Внуково), Санкт-Петербургом и Сочи.
В 2021 году разработан проект нового терминала аэропорта Йошкар-Олы. По плану реконструкция начнётся в 2023, а закончится в 2024 году. Новое здание площадью свыше 5 тысяч кв. метров сможет обслуживать около 400 пассажиров в час.

## Жилищно-коммунальное хозяйство

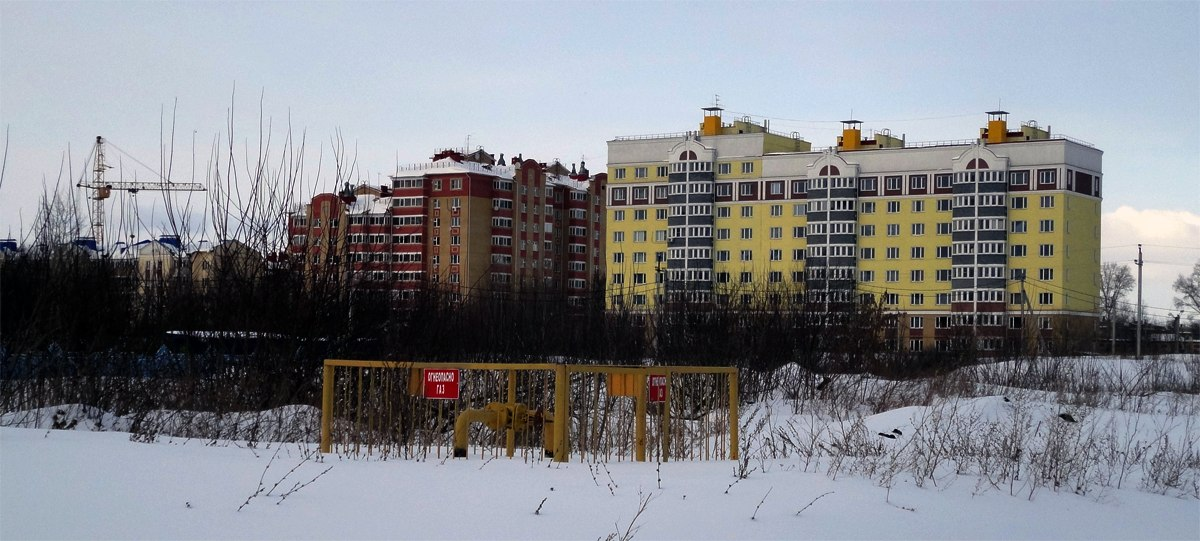
Новая массовая застройка в 9-м микрорайоне

Площадь жилищного фонда городского округа «Город Йошкар-Ола» на конец 2008 года составила 5559,5 тыс. м², в том числе частного сектора — 639 тыс. м². Большая часть жилищного фонда города представлена многоэтажными домами (5—12 этажей). Площадь ветхих и аварийных зданий — 80 тыс. м², или 1,8 % от существующего жилого фонда.
Городской округ «Город Йошкар-Ола» в 2008 году принял участие во Всероссийском конкурсе «Самый благоустроенный город России за 2007 год» и за большую работу по сохранению архитектурного наследия и развитию национальных традиций награждён Свидетельством и Специальным призом Федерального агентства по строительству и жилищно-коммунальному хозяйству и Общероссийского профсоюза работников жизнеобеспечения.

### Предприятия сферы ЖКХ

Дома микрорайона Сомбатхей серии 111—125

В 2007 году число крупных и средних организаций, предоставляющих услуги в сфере жилищно-коммунального хозяйства в городском округе «Город Йошкар-Ола» составляло 96 (85 предприятий имеют частную форму собственности), из них электрогенерирующих организаций — 2, а теплоснабжающих — 12.
В городе Йошкар-Ола работает 5 крупных управляющих компаний: ОАО «ЖЭУК „Южная“», ОАО «ЖЭУК „Заводская“», ОАО «ЖЭУК „Заречная“», ОАО «ЖЭУК „Дубки“», ОАО «ЖЭУК „Центральная“» и 109 товариществ собственников жилья. На техническом обслуживании у них — 1658 многоквартирных домов или 4267,3 тыс. м² общей площади многоквартирных домов.

### Водоснабжение и водоотведение

Самый высокий дом Йошкар-Олы

Вид на Ленинский микрорайон города

Муниципальное унитарное предприятие «Водоканал» г. Йошкар-Олы — крупнейшее предприятие города, обеспечивающее население, промышленные предприятия столицы питьевой водой и оказывающее услуги по водоотведению и очистке сточных вод. В настоящее время водоснабжение города базируется на 2 источниках:
- Речной водозабор (поверхностный), расположен на реке Малая Кокшага. Проектная производительность речного водозабора составляет 45,0 тыс. м³/сутки. Фактическая производительность — 18—22 тыс. м³/сутки;
- Арбанский водозабор (подземный), представлен линейным рядом из 39 артезианских скважин вдоль Санчурского тракта, работает на утверждённых запасах подземных вод, производительностью 80—82 тыс. м³/сутки.

Таким образом, производительность существующих водозаборов составляет 100 тыс. м³/сутки. Потребителям реализуется 70 тыс. м³ воды в сутки, в том числе предприятиям 9 тыс. м³.
В городе существует централизованная система канализации. На балансе МУП «Водоканал» находится 313,8 км канализационных сетей, 4 насосные станции. В городском округе эксплуатируются очистные сооружения канализации полной биологической очистки, имеется дождевая канализация, посредством которой осуществляется организованный сток поверхностных вод.
Водопроводом в городе обеспечено 4550,6 тыс. м² общего жилого фонда (или 92,7 %), канализацией — 4501,6 тыс. м² (91,7 %).

### Теплоснабжение
Теплоснабжение города осуществляют следующие источники:
- Йошкар-Олинской ТЭЦ-1 и котельные одноимённого МУП — снабжают тепловой энергией центральную часть города, на балансе тепловые сети общей протяжённостью 181,5 км[22];
- Йошкар-Олинская ТЭЦ-2 ПАО «Т Плюс» обслуживает промышленную часть города. Протяжённость магистральных теплосетей — 12,52 км[22];
- Прочие котельные, обеспечивающие тепловой энергией предприятия, жилищный фонд и объекты социальной сферы.

Централизованным отоплением оборудовано 4580 тыс. м² домов (93,3 %), централизованным горячим водоснабжением — 4231,6 тыс. м² (или 86,2 %).

### Газоснабжение
Газоснабжение городского округа «Город Йошкар-Ола» осуществляется на базе природного газа. Газ подаётся из магистрального газопровода «Н. Тура — Пермь — Горький — Центр» по газопроводу-отводу «Красный Яр — Йошкар-Ола»
ООО «Газпром газораспределение Йошкар-Ола» является единственной организацией, транспортирующей газ в город Йошкар-Олу и обслуживающей газораспределительные сети. В настоящее время 4326,7 тыс. м² (удельный вес 89,7 %) общей площади оборудовано газом. Общая протяжённость газовых сетей в городе Йошкар-Оле — 506,9 км, ветхих газовых сетей нет.
Расход газа на нужды промышленности составляет 574 млн м³ в год, на нужды населения — 72 млн м³ в год.

### Электроснабжение
Гарантирующим поставщиком электрической энергии в городе Йошкар-Оле является ОАО «Мариэнергосбыт». Существующая потребность в электроэнергии — 502 млн кВт·ч в год.
Электроснабжение города осуществляется от объединённой энергосистемы Средней Волги и собственных источников — Йошкар-Олинской ТЭЦ-2 ОАО «ТГК-5» мощностью 195 МВт и МУП «Йошкар-Олинская ТЭЦ-1» мощностью 5,1 МВт. Связь с энергосистемой осуществляется через подстанцию 220 кВ «Чигашево».

## Образование
Муниципальная система образования представлена 89 образовательными учреждениями (31 общеобразовательная школа, 52 дошкольных образовательных учреждения, 6 учреждений дополнительного образования). В городе находятся 2 государственных вуза, частные вузы, а также средние специальные учебные заведения.

### Высшие учебные заведения
Свою историю развитие высшего профессионального образования в Йошкар-Оле берёт с 1932 года, когда Постановлением Наркомлеса СССР от 5 июня 1932 года Казанский лесотехнический институт переведён в г. Йошкар-Олу и переименован в Поволжский лесотехнический институт (ныне — Поволжский государственный технологический университет). В 1972 году Йошкар-Ола стала университетским городом — открылся Марийский государственный университет. В 2003 году открылся третий вуз в Республике Марий Эл — Межрегиональный открытый социальный институт.
Подготовку педагогических кадров в городе вёл Марийский государственный педагогический институт имени Н. К. Крупской, который в 2008 году объединился с МарГУ.
- В настоящее время в Поволжском государственном технологическом университете обучаются 7500 студентов очной и 5000 студентов заочной формы обучения, более 3000 обучающихся по программам среднего профессионального образования, более 150 аспирантов, 10 докторантов. В структуре университета 10 факультетов и 2 образовательных центра на правах факультетов, 49 кафедр. На кафедрах университета работают 680 преподавателей, в том числе 72 доктора и 381 кандидат наук. Университет располагает лицензиями на право ведения деятельности в области высшего профессионального образования по 23 направлениям бакалавриата, 8 направлениям магистратуры, 54 специальностям подготовки дипломированных специалистов, а также по 15 специальностям подготовки среднего профессионального образования[150].
- Марийский государственный университет в настоящее время ведёт подготовку на 17 факультетах[152] по 60 специальностям[153].
- Межрегиональный открытый социальный институт в настоящее время ведёт подготовку на 6 факультетах по 20 специальностям, направлениям бакалавриата, магистратуры и программам MBA, открыта аспирантура по 7 специальностям. В настоящее время в МОСИ обучаются более 4500 студентов по очной, заочной и дистанционной форме обучения. В структуре вуза 15 кафедр, 7 научно-исследовательских лабораторий, региональный тренинговый центр, IT центр, центр тестирования TOEFL, Certiport, Prometric, Pearson VUE. МОСИ имеет свидетельство о государственной аккредитации и лицензию на право ведения образовательной деятельности в сфере высшего профессионального образования, сертификат соответствия ИСО 9000.

Также действует около 10 филиалов и представительств коммерческих негосударственных вузов.

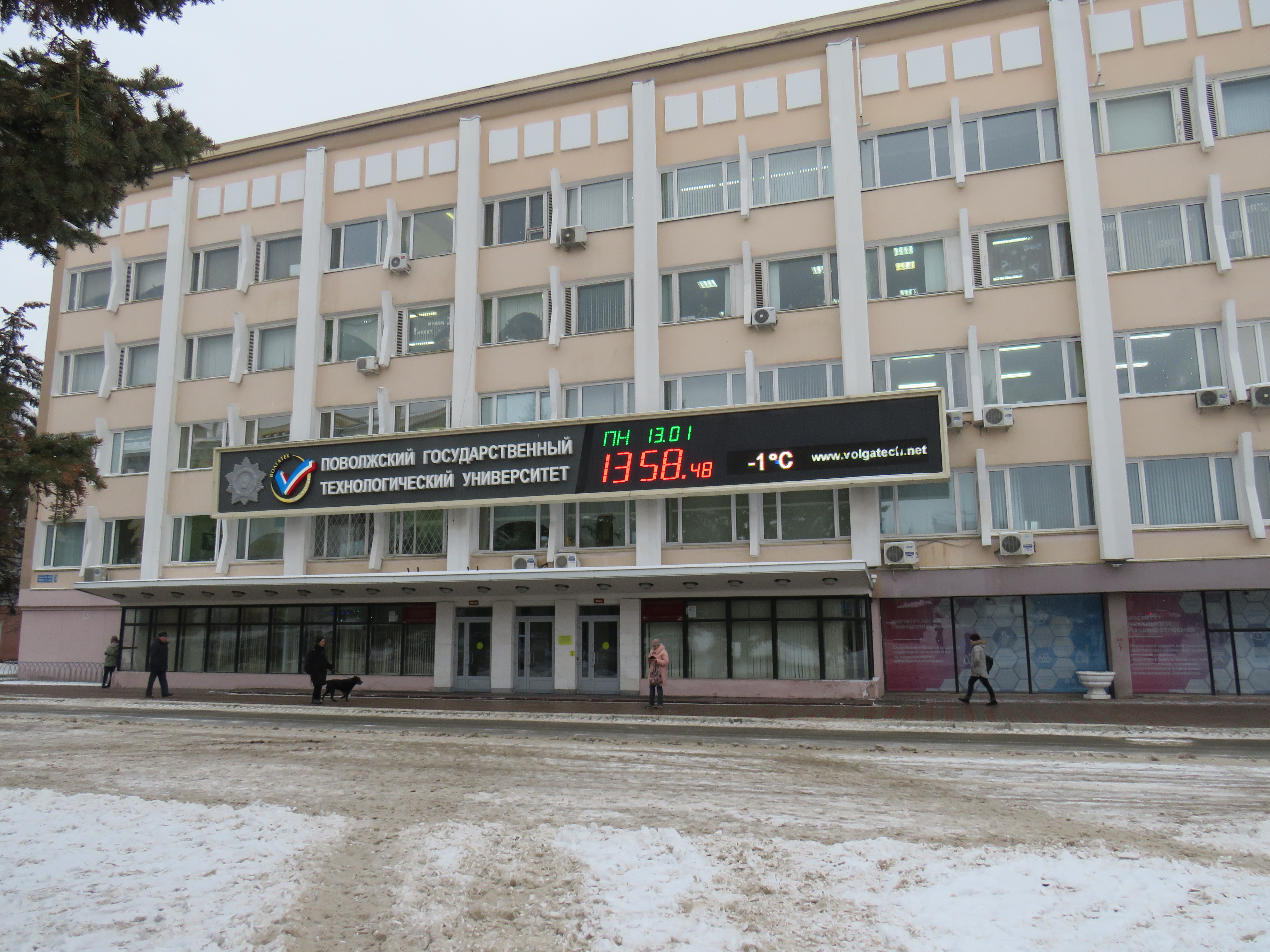
Поволжский государственный технологический университет, главный корпус
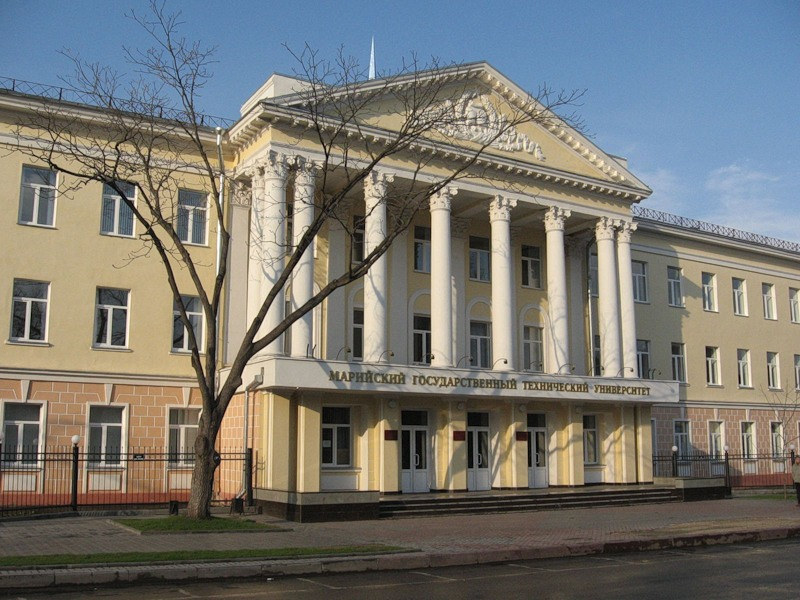
Поволжский государственный технологический университет, 2 корпус
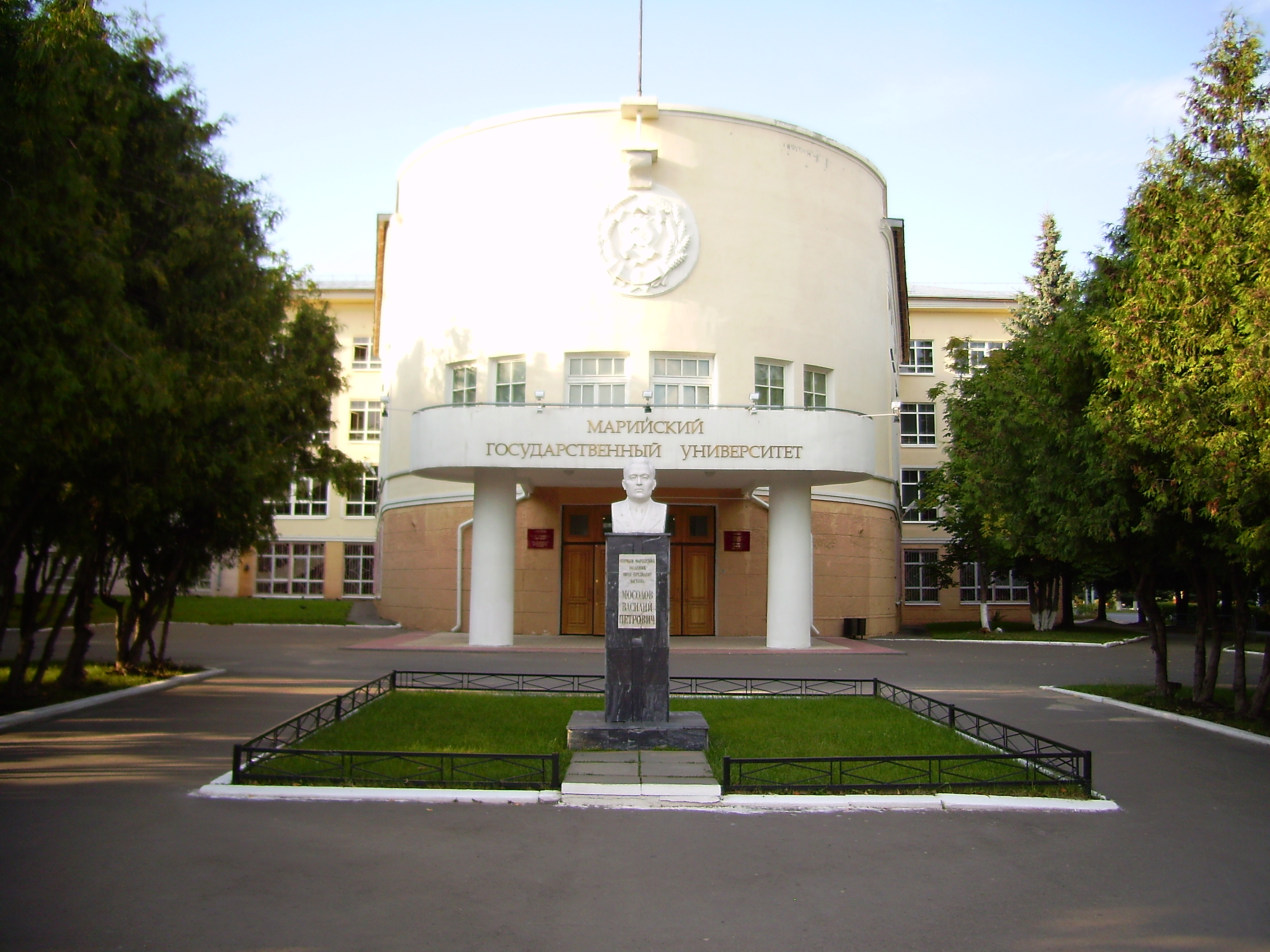
Марийский государственный университет, главный корпус

### Средние специальные учебные заведения

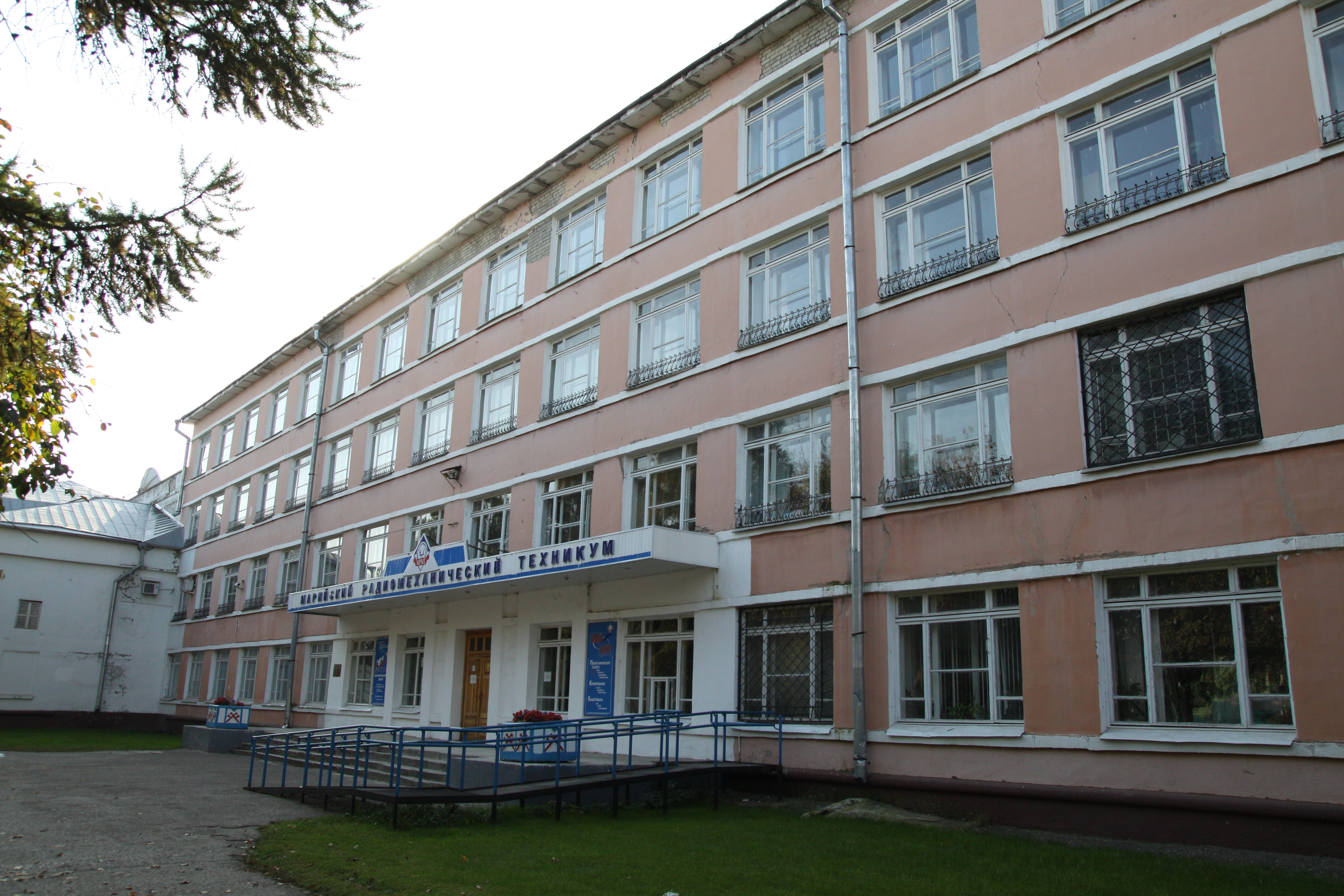
Корпус № 2 Марийского радиомеханического техникума

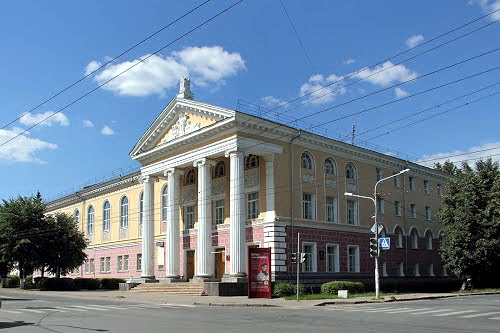
Корпус Марийского республиканского колледжа культуры и искусств имени И. С. Палантая на улице Пушкина

В Йошкар-Оле имеется большое количество колледжей и техникумов. Среди них:
- Высший колледж ПГТУ «Политехник»[155]. Создан 25 мая 2007 года как филиал Марийского государственного технического университета (ныне Поволжского государственного технологического университета). Студенты колледжа могут на равных со студентами ПГТУ участвовать в университетской жизни, пользоваться библиотечными ресурсами университета, в том числе иметь доступ к сетевой электронной библиотеке и Интернету.
- Марийский радиомеханический техникум[156]. Основан в 1944 году.
- Строительно-промышленный техникум
- Торгово-технологический колледж
- Йошкар-Олинский техникум сервисных технологий
- Марийский политехнический техникум
- Марийский лесохозяйственный техникум
- Йошкар-Олинский строительный техникум
- Йошкар-Олинский технологический колледж
- Йошкар-Олинское художественное училище
- Марийский республиканский колледж культуры и искусств имени И. С. Палантая
- Йошкар-Олинский медицинский колледж (ЙМК). Обучает студентов по специальностям Лечебное дело, Акушерское дело, Фармация, Сестринское дело, Лабораторная диагностика.
- Марийский кооперативный техникум
- Техникум экономики, бизнеса и рекламы. Обучает студентов по специальностям «Налоги и налогообложение», «Менеджмент», «Реклама».

## Культура
Город Йошкар-Ола — центр культуры Республики Марий Эл. В городе 5 дворцов культуры (Дворец культуры имени В. И. Ленина, Дворец культуры имени XXX-летия Победы, Дворец творчества детей и молодёжи, Дворец молодёжи Республики Марий Эл (бывший Дворец имени М. И. Калинина), Дом культуры Российской Армии), 5 театров, 4 кинотеатра, более 10 музеев. Работают 7 детских школ искусств, 2 детские художественные школы, 21 библиотека.

### Музеи
- Музей истории города Йошкар-Олы

Основан в 1996 году. Расположен на одной из самых старейших живописных улиц города — Вознесенской (бывшая Карла Маркса) в старинном купеческом особняке начала XX века, который является памятником истории и архитектуры. До революции 1917 года дом принадлежал купцу Трофиму Чулкову. Фонды музея насчитывают более 20 тысяч единиц хранения. В экспозиции представлен богатый материал об основании города, его социально-экономическом развитии, быте, занятиях, религиозных верованиях и традициях горожан.
- Национальный музей Республики Марий Эл имени Т. Евсеева

Основан в 1920 году. Носит имя выдающегося марийского краеведа и учёного Т. Е. Евсеева. Это один из ведущих музеев республики. В залах и фондах Национального музея находится более 200 тысяч экспонатов. Наибольшую ценность представляют археологические и этнографические коллекции, в том числе костюмы, украшения, оружие, предметы быта XIX—XX веков марийцев и других народов, а также шедевры прикладного искусства. Уникальны чучела животных и птиц края, выполненные всемирно известным таксидермистом Я. П. Коксиным. В фонд редкой книги входят старопечатные издания XVIII—XIX веков.
- Республиканский музей изобразительных искусств

Основан в 1981 году. Основной раздел экспозиции музея посвящён национальному марийскому изобразительному искусству. Русское искусство XIX века представлено офортами А. Егорова, И. Шишкина, В. Маковского, В. Серова и других. Привлекает внимание также западноевропейская графика XVII—XIX веков, коллекция экслибрисов, уникальные произведения прикладного искусства.
- Национальная художественная галерея

Является структурным подразделением Республиканского музея изобразительных искусств. Экспозиция располагается на двух этажах здания и представлена в форме закручивающейся спирали. Тематические разделы экспозиции показывают зрителям культурное наследие Республики Марий Эл. На здании галереи расположены «часы с осликом» — «Марийские куранты».
- Музей истории и археологии

Является филиалом Национального музея имени Т. Евсеева.
- Музей народно-прикладного искусства

Является филиалом Национального музея имени Т. Евсеева.
- Дом-музей И. С. Ключникова-Палантая

Является филиалом Национального музея имени Т. Евсеева.
- Музей истории православия

Открыт 4 ноября 2016 года. Является филиалом Национального музея имени Т. Евсеева. Экспозиция рассказывает об этапах становления и развития православной веры в Марийском крае с XIV века, храмовом строительстве, деятельности христианских миссионеров и просветителей, гонениях на церковь в советские годы и современной деятельности епархии.
- Мемориальный народный музей истории ГУЛАГа
- Музей сыра

Первый музей сыра в Поволжье. Открыт в марте 2017 года. В экспозиции представлена история сыров в мире, история марийских сыров. Представлены также муляжи сыров и другой продукции Сернурского сырзавода. В музее проводятся интерактивные экскурсии программы для детей и взрослых, включая мастер-классы по сыроварению, дегустации сыров марийских производителей.
- Музей СССР

Открыт на общественных началах в июне 2015 года центральной части города в доме, известном горожанам под названием «Дом крестьянина». В экспозиции представлены предметы быта, фотографии, монеты, книги, символика и многие другие вещи времён СССР.
- Музей керамики и гончарного искусства

Открыт в январе 2017 года в историческом центре города в бывшем доме купца Наумова по улице Советской. Здесь выставлены собранные волонтёрами керамические изделия и работы российских мастеров. Представлены не только старинные изделия, но и работы современных мастеров со всей России.
- Музей марийской сказки

Открыт в феврале 2019 года в историческом здании — доме купца Наумова на улице Советской, 104. Основу интерактивной экспозиции составляют марийские народные сказки и легенды. В музее можно увидеть театрализованные сказочные представления, в которых участвуют дети и взрослые, а народные умельцы показывают гостям мастер-классы.

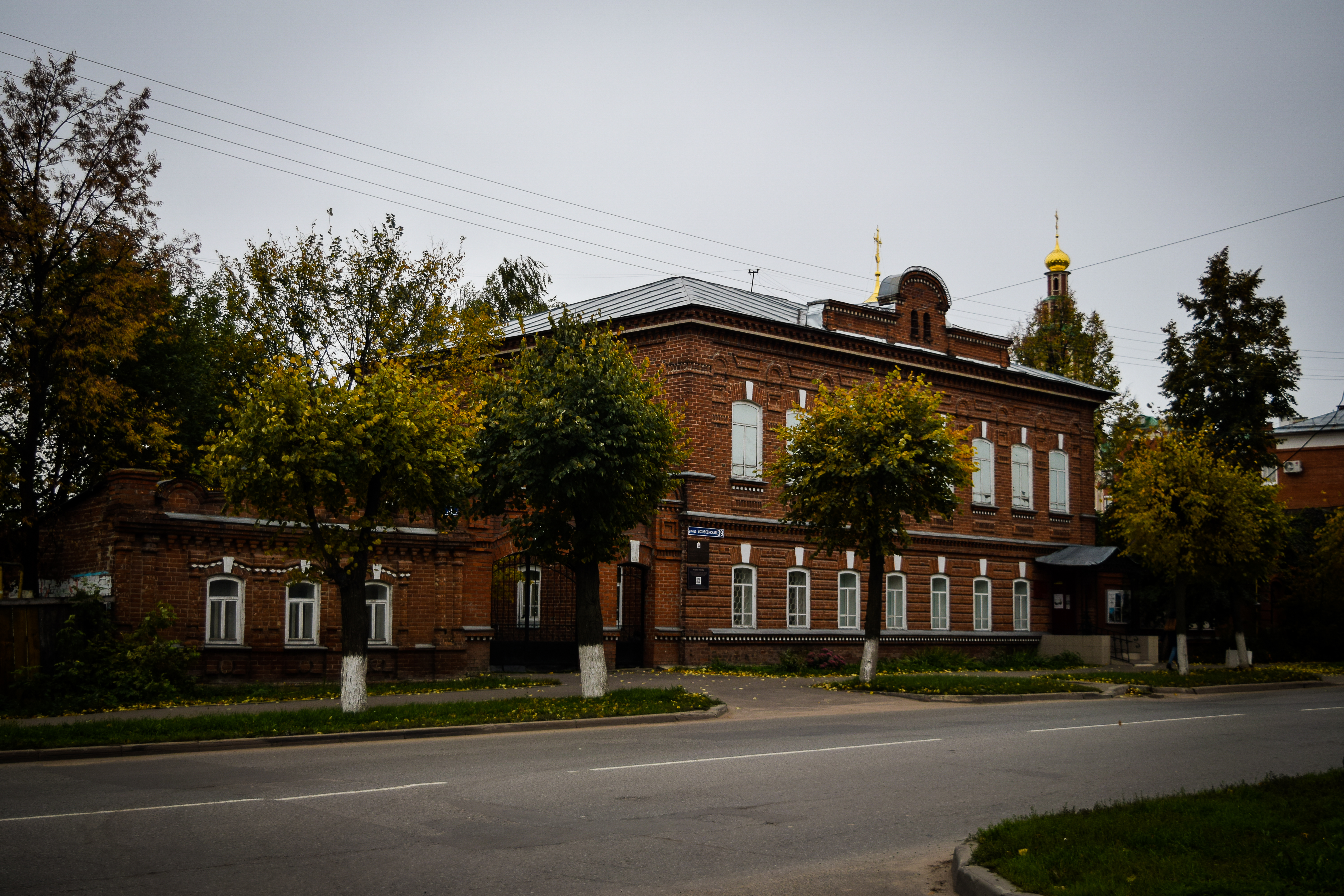
Музей истории города Йошкар-Олы
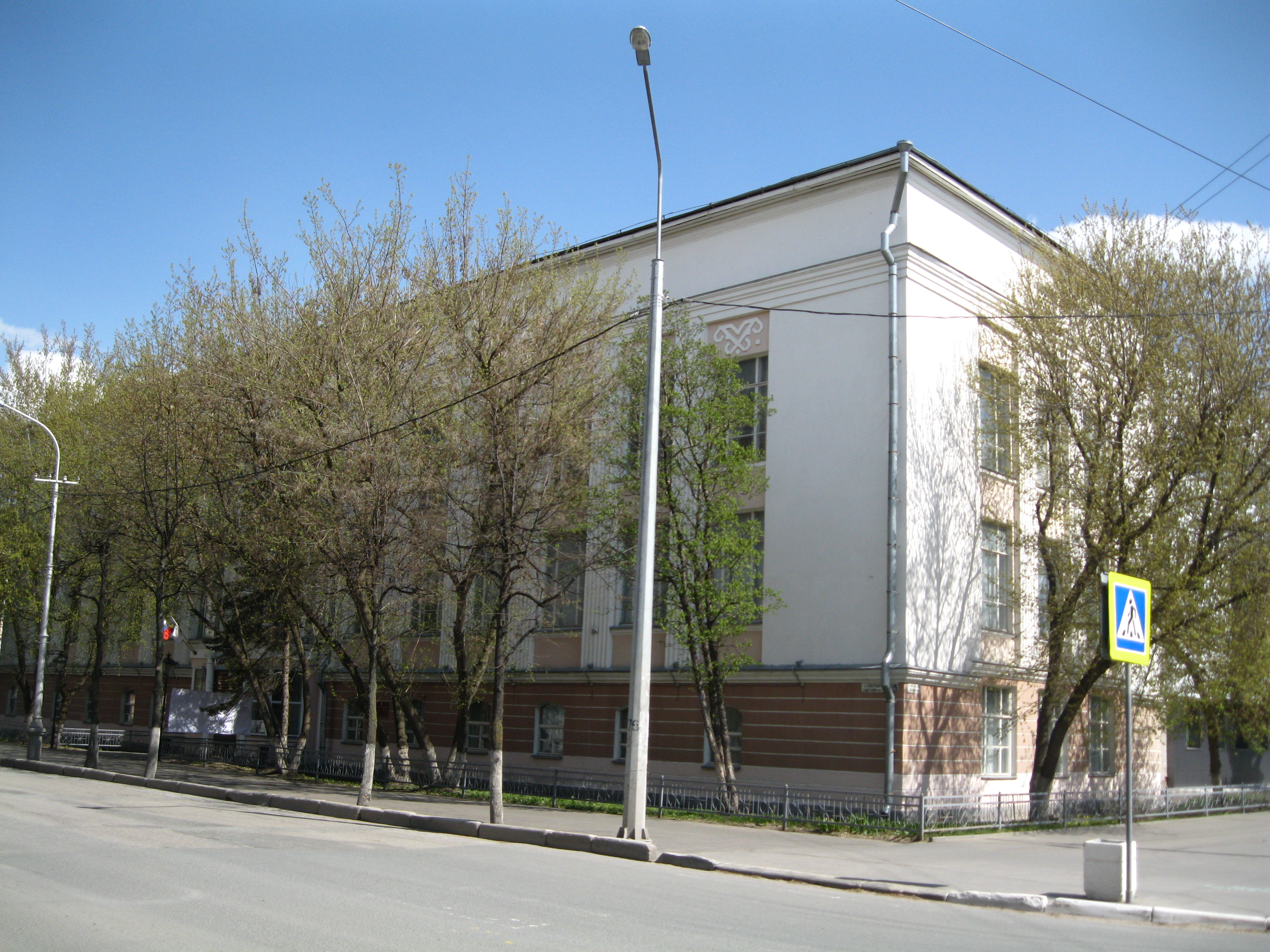
Национальный музей Республики Марий Эл имени Т. Евсеева
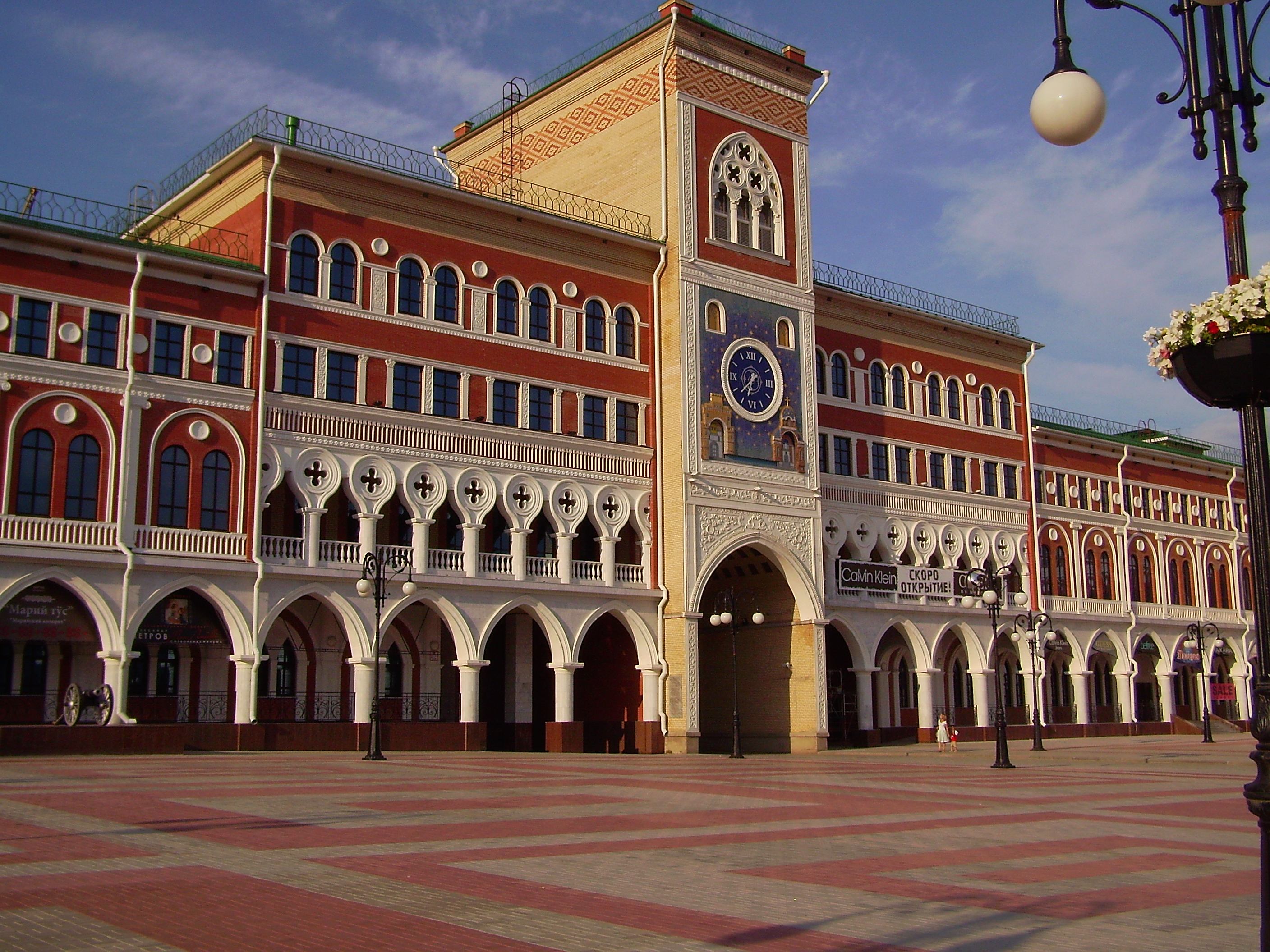
Национальная художественная галерея
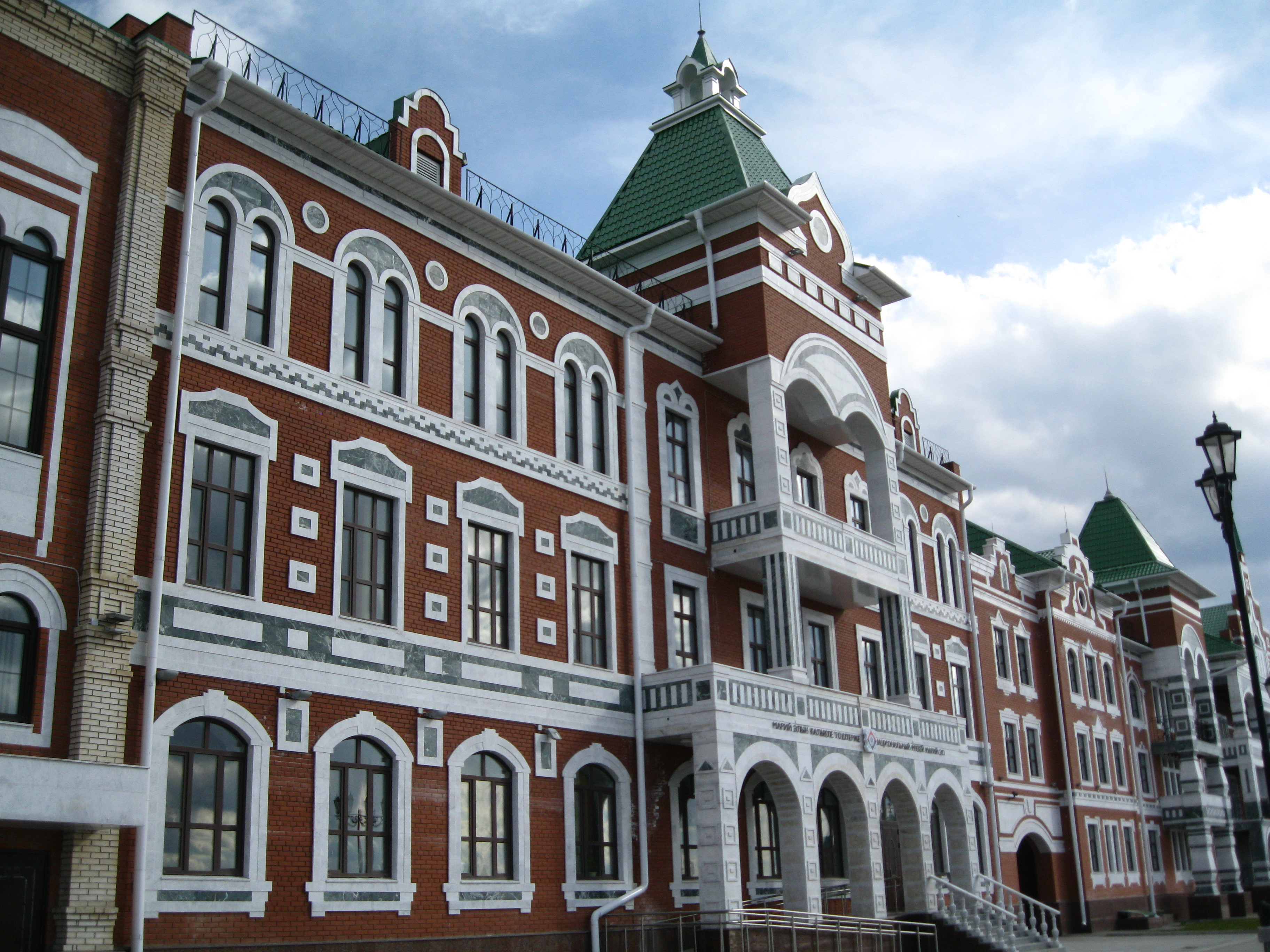
Музей истории и археологии

### Театры и концертные площадки
- Марийский национальный театр драмы имени М. Шкетана

История марийского профессионального театра начинается с 1929 года. В середине 50-х годов на базе объединённого театра были созданы два самостоятельных театра: марийский и русский. В 1992 году театр был переименован в Марийский национальный театр им. М. Шкетана, который стал организатором и участником международных и российских театральных фестивалей. В 1998 году театр в числе 30 лучших российских театров был удостоен приза Ассоциации европейских театров «Золотая пальма». В 2002 году театр был реорганизован в Марийский национальный театр драмы им. М. Шкетана.
- Академический русский театр драмы им. Г. В. Константинова

Театр начал работу в 1937 году спектаклем «Платон Кречет» по пьесе А. Корнейчука. Являлся инициатором проведения Международного фестиваля русских театров республик России и стран ближнего зарубежья (первый фестиваль состоялся в Йошкар-Оле в 1993 году). Сегодня театр занимает видное место в культурной жизни республики. Актуальное прочтение классики и современной драматургии сочетается в постановках с высокой театральной культурой.
- Республиканский театр кукол

Театр основан в 1942 году. В театре играются спектакли на русском и марийском языках
Детский репертуар широко представлен постановками по произведениям классиков детской прозы: Х. К. Андерсена, Ш. Перро, Е. Шварца, А. С. Пушкина, А. Толстого, С. Маршака, К. Чуковского, а также современных авторов: М. Бартенева, Г. Владычиной, М. Поливановой, Е. Чеповецкого.
В сентябре 2014 года открылось новое здание театра кукол, построенное на Патриаршей площади. Театр напоминает баварский замок Нойшванштайн.
- Марийский государственный театр оперы и балета имени Эрика Сапаева

Создан в 1968 году как музыкально-драматический театр. 24 июня 2014 года состоялось открытие нового здания Марийского государственного театра оперы и балета им. Эрика Сапаева. По оснащению это один из лучших театров Поволжья: здесь есть орган, изготовленный в Страсбурге. Является единственным в мире театром, где проводятся, начиная с 2002 года, фестивали в честь великой русской балерины Галины Улановой, благодаря этому, в последние годы в работе балетной труппы отмечается большой прогресс. В 2011 году был основан фестиваль спектаклей под открытым небом «Летние сезоны».
В репертуаре театра более 50 произведений оперной, балетной и опереточной классики, спектакли для детей. С первых лет театр плодотворно работает с марийскими композиторами. В настоящее время в репертуаре две национальные оперы — «Акпатыр» Эрика Сапаева и «Алдиар» Элины Архиповой, а также балет «Лесная легенда» на музыку Анатолия Луппова.
Театр активно сотрудничает с режиссёрами и балетмейстерами Акихико Озаки (Япония), Тамазом Вашакидзе (Грузия), Мурдмаа (Эстония), Ольгой Маликовой (Санкт-Петербург), Екатериной Парчинской (Москва), Владимиром Соболевым (Киров), Сергеем Миндриным (Нижний Новгород) и другими.
- Марийский театр юного зрителя

Создан в 1991 году. С 2002 по 2015 год являлся филиалом Марийского национального театра драмы им. М. Шкетана. До сентября 2014 года, когда было построено новое здание Республиканского театра кукол, размещался в одном здании с ним.
С середины 1990-х годов театр ставит спектакли на двух языках — марийском и русском. Значительная их часть адресована массовому зрителю, кроме этого в репертуаре театра имеются много спектаклей для юных зрителей и учащихся старших классов. Это спектакли по пьесам классиков марийской и русской литературы, зарубежных авторов.
В мае 2023 года началась полная реконструкция здания. Все фасады театра привели к единому с набережной стилю. Работы завершены в декабре 2024 года.
- Марийская государственная филармония имени Якова Эшпая

Создана в 1938 году. Более 80 лет вела свою культурно-просветительскую деятельность на арендуемых площадках других театральных учреждений. 13 августа 2021 года состоялось открытие нового собственного здания, возведённого на набережной города, где созданы все условия для творческой деятельности пяти профессиональных коллективов, работающих в составе филармонии.

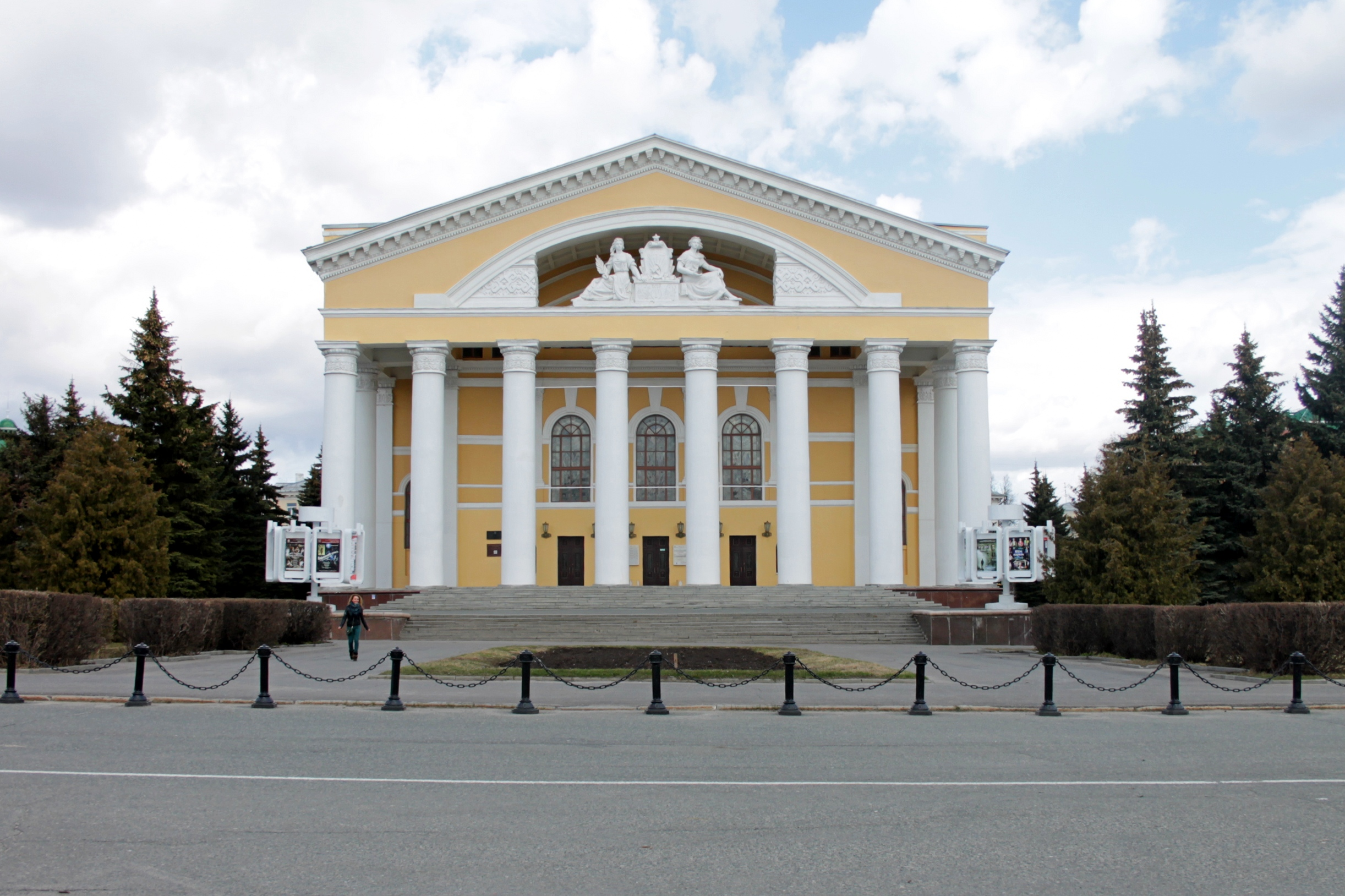
Марийский национальный театр им. М. Шкетана
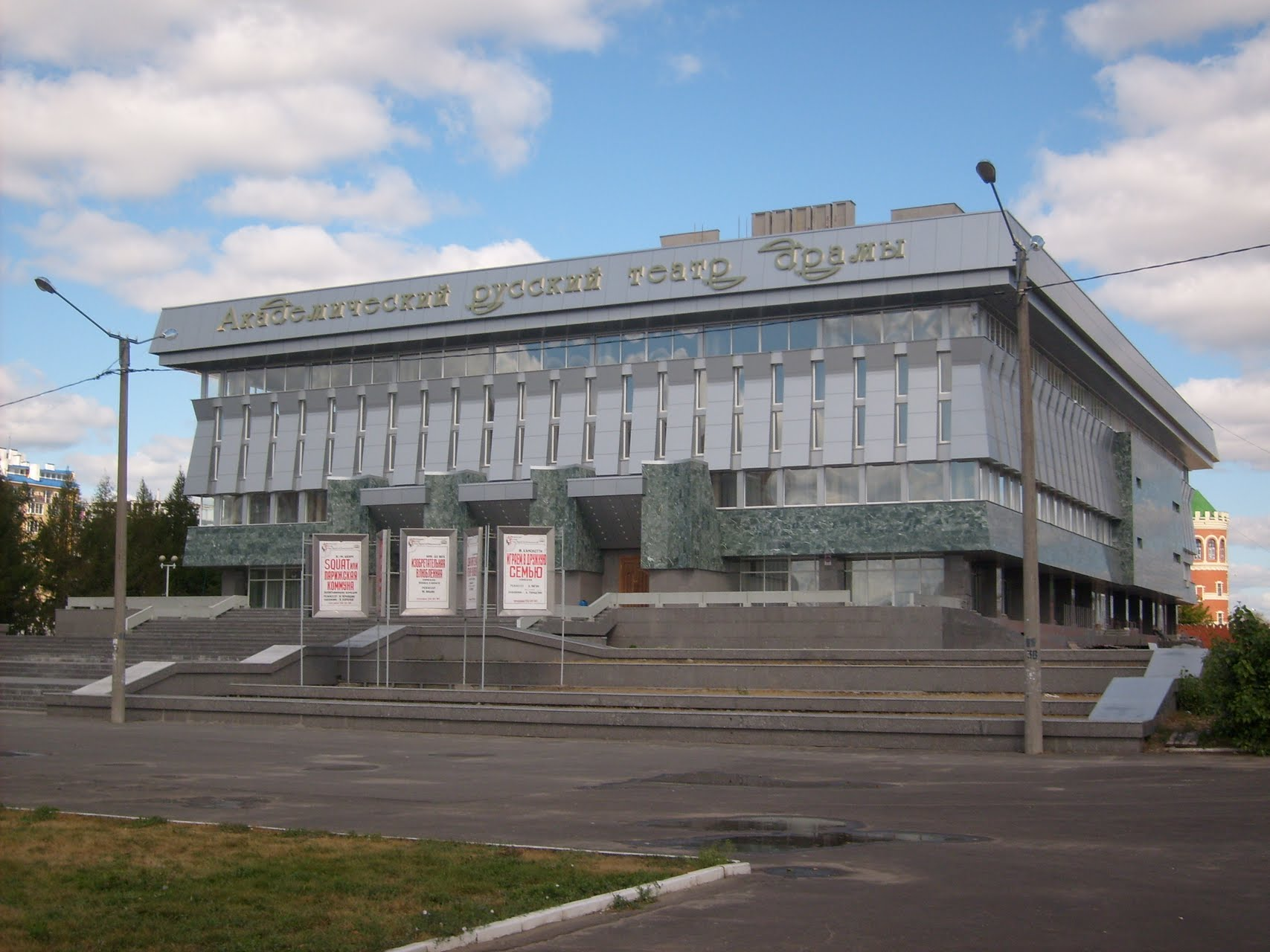
Академический русский театр драмы им. Г. В. Константинова
Республиканский театр кукол
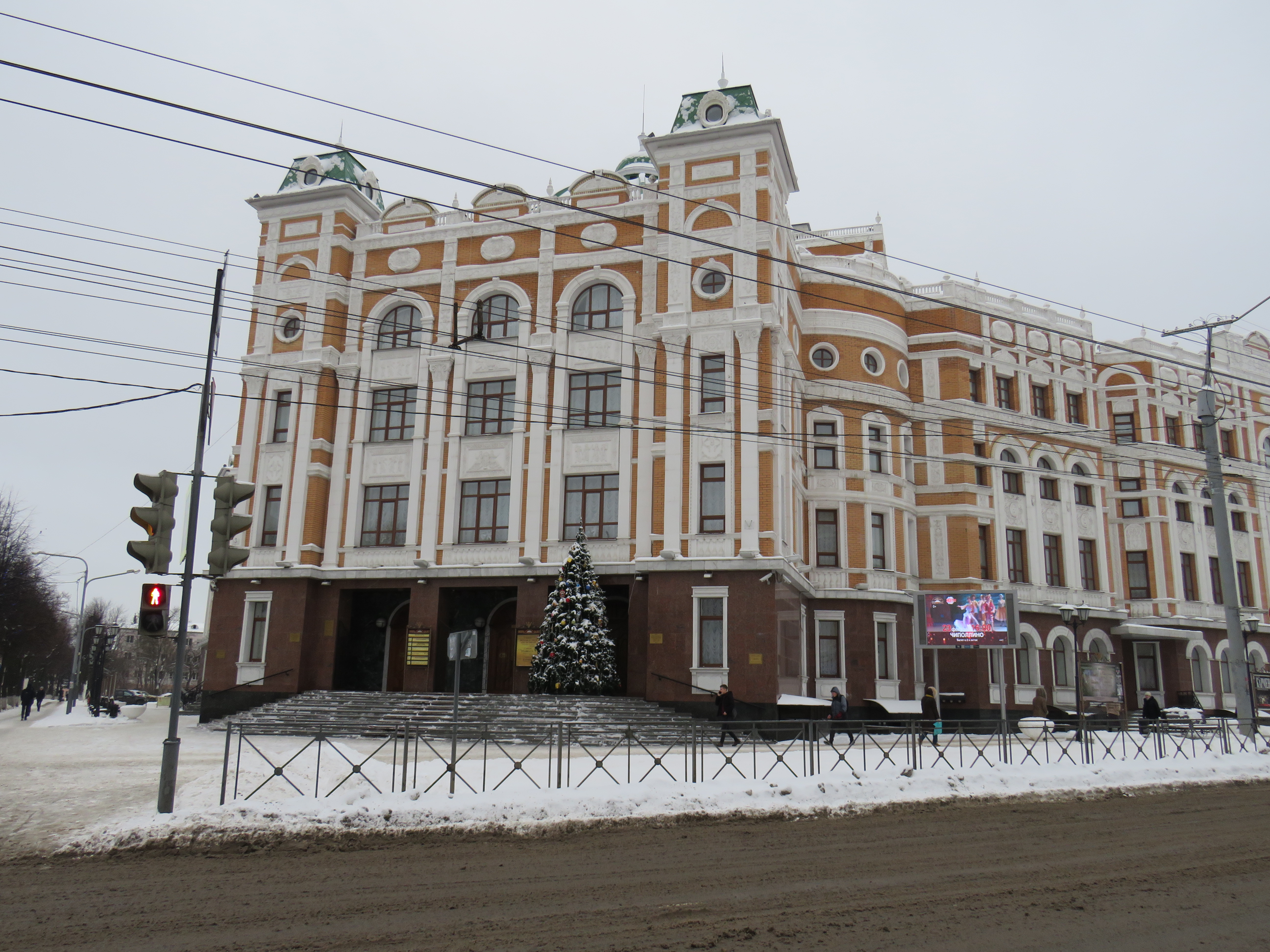
Марийский государственный театр оперы и балета имени Эрика Сапаева
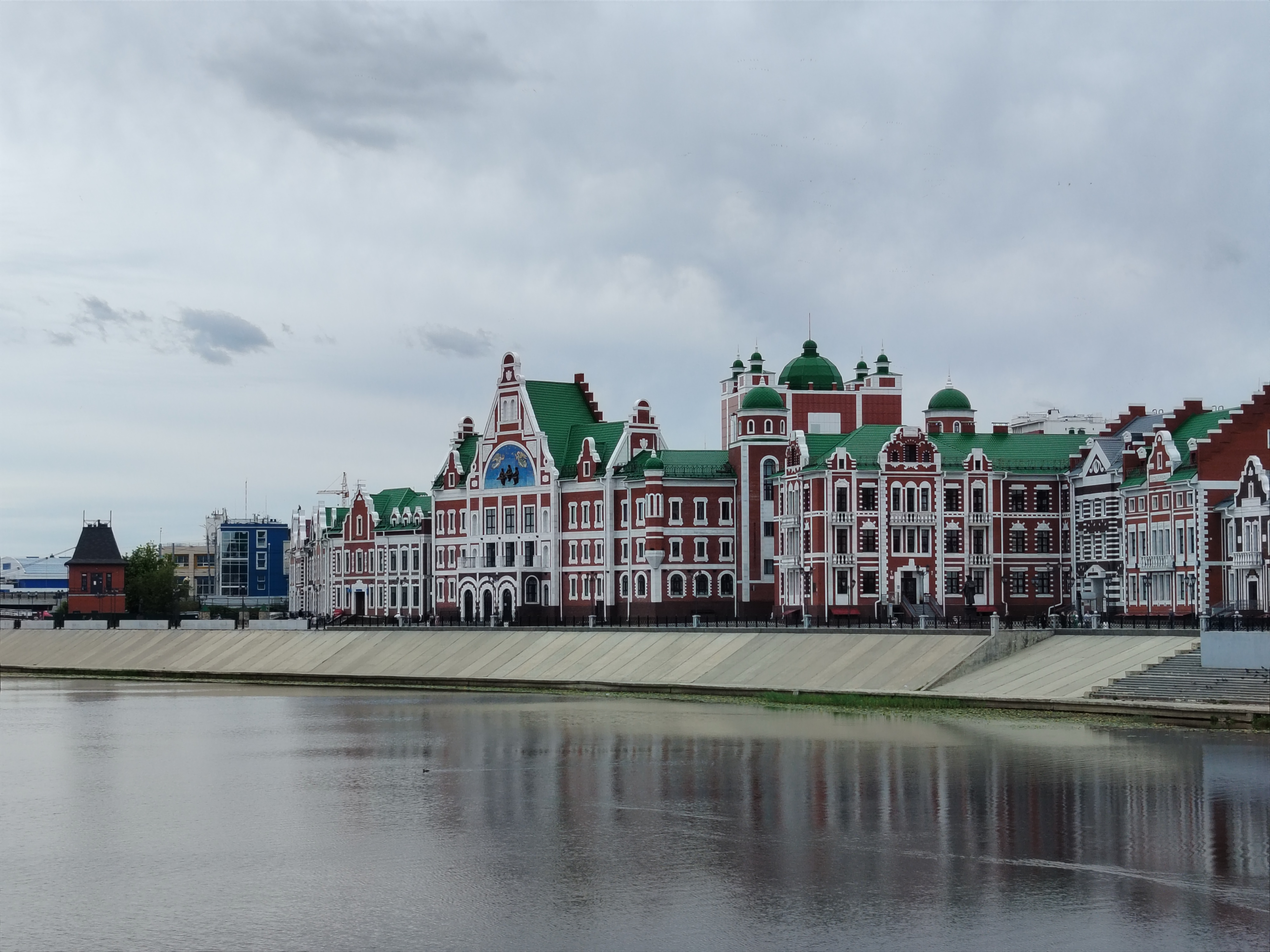
Марийский театр юного зрителя
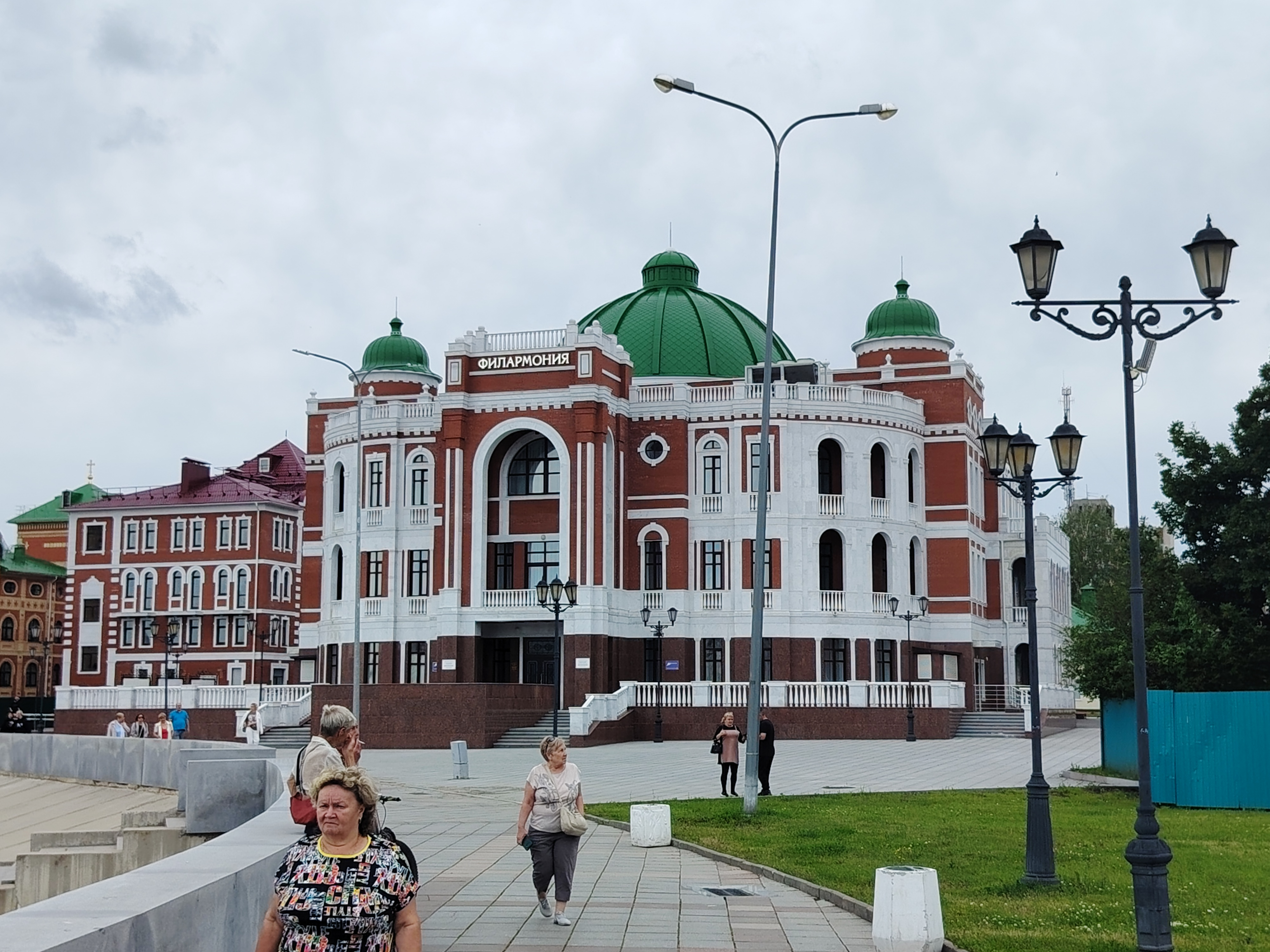
Марийская государственная филармония имени Якова Эшпая

### Кинотеатры
Действующие кинотеатры:
- «Октябрь»

Строительство первого однозального широкоэкранного кинотеатра по ул. Коммунистическая было начало в 1956 году. Кинотеатр, получивший впоследствии название «Октябрь», был открыт в сентябре 1959 года и был рассчитан на 500 мест. Первыми фильмами, показанными в кинотеатре, были три части исторической драмы по роману Алексея Толстого «Хождение по мукам»: «Сёстры», «Восемнадцатый год» и «Хмурое утро». В 1974 году в кинотеатре была произведена реконструкция зрительного зала. В начале 2000-х годов кинотеатр был закрыт, здание кинотеатра было переоборудовано под торговый центр.
12 ноября 2009 года после капитальной реконструкции помещений в здании кинотеатр был открыт вновь, число залов было увеличено до четырёх. Премьерным показом на открытии кинотеатра стал фильм «2012». В апреле 2012 года кинотеатр подвергся очередной реконструкции, в результате которой число кинозалов было увеличено до пяти.
В настоящее время в залах 1, 2 и 3 установлен комплект оборудования для 3D-показа компании XpanD, кинотеатральный звуковой процессор Dolby CP750 со стандартом звука Dolby Digital Surround EX. В залах 4 и 5 — кинотеатральный звуковой процессор Dolby CP650 со стандартом звука Dolby Digital. Залы 1 и 3 оборудованы цифровым проектором Christie CP2000-ZX, в зале 2 установлен цифровой проектор BARCO DP20-C, в залах 4 и 5 — плёночный проектор Meopta Meo 5 c цифровой считывающей головкой Dolby Cat.702. Общая вместимость кинотеатра — 168 мест, из них: зал 1 — 68 мест (размер экрана 10 x 4,2 м), зал 2 — 40 мест (размер экрана 10,2 x 4,3 м), зал 3 — 30 мест (размер экрана 8,5 x 3,6 м), зал 4 — 10 мест (размер экрана 5,8 x 2,5 м), зал 5 — 20 мест (размер экрана 5,8 x 2,5 м).
- «Super 8»

Открылся в 2015 году в торговом центре «Yolka», название кинотеатра дано в честь 8-мм киноплёнки. Первый показ фильма состоялся 6 января 2015 года. В кинотеатре 5 залов общей вместимостью 817 мест, из них: зал 1 — 87 мест (диагональ экрана 9,6 м), зал 2 — 100 мест (диагональ экрана 11,3 м), зал 3 — 148 мест (диагональ экрана 14,2 м), зал 4 — 148 мест (диагональ экрана 14,2 м), зал 5 — 334 места (диагональ экрана 18,5 м). В залах 1-4 установлен проектор Christie CP2210 с разрешением 2K. В зале 5 установлен проектор Christie CP4230 с поддержкой разрешения 4K HFR.
- «Синема Эл»

Кинотеатр открылся 27 декабря 2018 года в торговом центре «Планета мебели». Имеется 4 кинозала общей вместимостью 258 места, из них: зал 1 — 50 мест (из которых два места для инвалидов), зал 2 — 84 места, зал 3 — 81 место (из которых два места для инвалидов), зал 4 — 43 места. Качество звука обеспечивает оборудование системы Dolby Digital Surround 7.1. Также кинотеатр имеет возможность демонстрировать кинофильмы в формате 3D.
Закрытые кинотеатры:
- «Октябрь» (1928—1944)

Первый кинотеатр в Йошкар-Оле был открыт в 1928 году в помещении Воскресенской церкви на ул. Карла Маркса и получил название «Октябрь» — в честь Октябрьской революции. Этому событию предшествовало постановление Президиума Мароблисполкома от 20 сентября 1928 года о закрытии Воскресенской церкви и переоборудовании здания под клуб. Кинотеатр был однозальным, его возможности ограничивались прокатом только немых чёрно-белых лент, в то же время часть показов сопровождалась тапёром. 2 октября 1944 года решением Совета по делам Русской Православной Церкви в Воскресенской церкви города вновь была возобновлена служба, и кинотеатр был закрыт.
- Рекорд (1938—2006)

Первый специализированный кинотеатр на 360 мест был открыт в Йошкар-Оле 31 декабря 1938 года в новом здании по проекту архитектора В. П. Калмыкова на перекрёстке улиц Пушкина и Комсомольская, строительство осуществлялось Марийским строительным трестом. Закрыт в середине 2000-х годов, полностью здание кинотеатра было снесено в 2006 году.
- «Мир» (закрыт)

Однозальный широкоэкранный кинотеатр «Мир» был открыт в октябре 1961 года по адресу Куярский проезд, д. 2 (позднее — ул. Мира, д. 2) рядом с Парком культуры и отдыха им. Гагарина, был рассчитан на 325 мест. Закрыт в начале 1990-х годов.
- «Эрвий» (1971—2016)

В 1971 году на ул. Волкова, д. 208 был построен первый в Йошкар-Оле широкоформатный однозальный кинотеатр, получивший название «Эрвий» (марийское имя, переводится как «Утренняя сила»). В 2002 году кинотеатр был оборудован системой Dolby Digital, в 2011 году установлено оборудование для показа фильмов в формате 3D. В 2014 году проведена полная реконструкция кинотеатра, в результате число кинозалов было увеличено до 5 с общей вместимостью 575 мест, из них: зал 1 — 411 мест, залы 2-4 по 48 мест, зал 5 — 20 мест. Закрыт 21 декабря 2016 года и был снесён в 2019—2020-х годах.
- «Россия» (1988—2016)

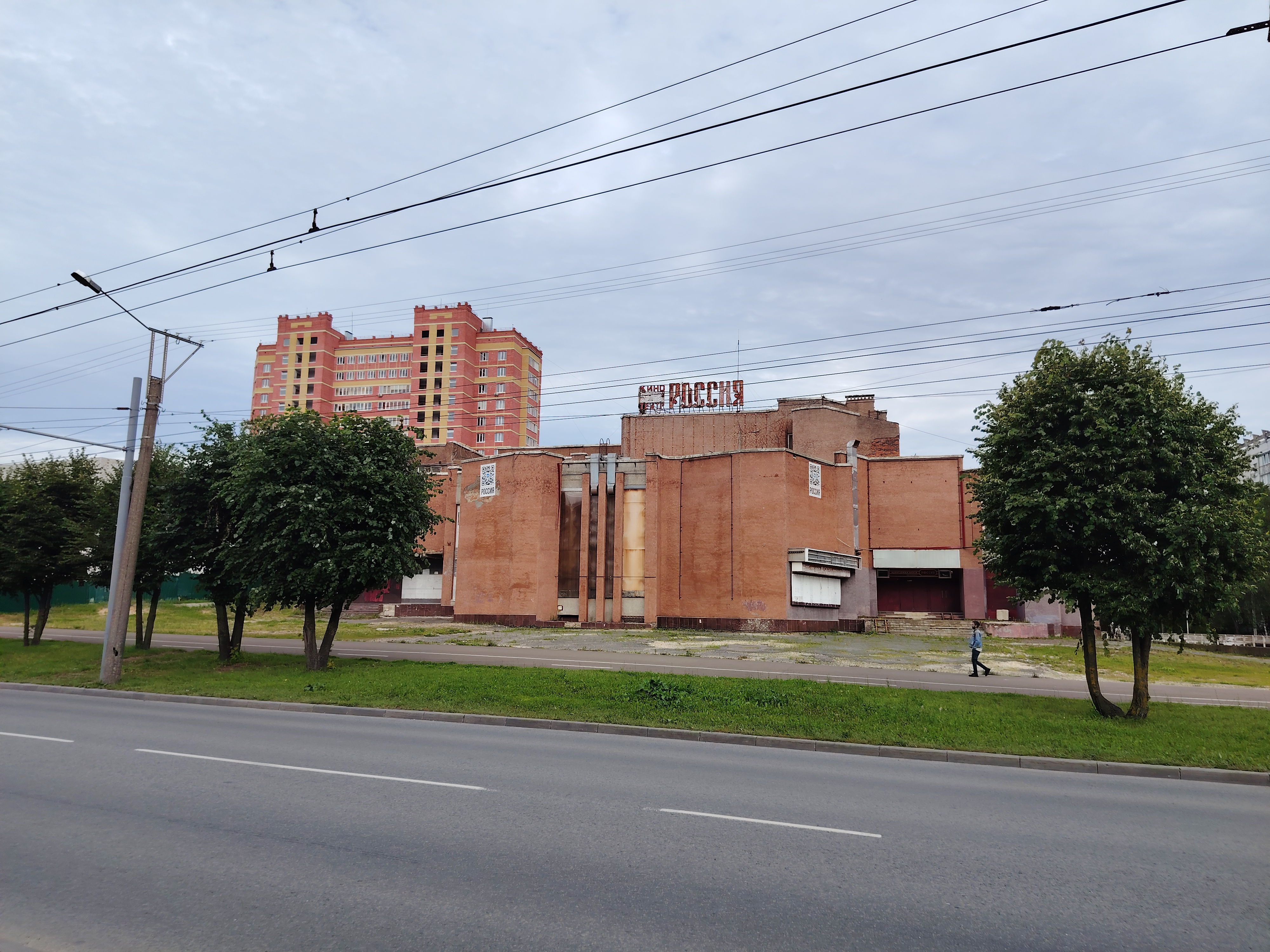
Кинотеатр «Россия»

Кинотеатр был открыт 6 ноября 1988 года, располагался в новом кирпичном здании по адресу ул. Эшкинина, д. 18 и состоял из двух залов — большого и малого. Первый билет был продан на фильм «Заклятие долины змей». В начале 2000-х годов кинотеатр был преобразован в культурно-развлекательный центр. В мае 2001 года большой зал кинотеатра был оборудован системой цифрового многоканального звука Dolby Digital, 11 мая 2001 года обновлённый большой зал «России» открылся премьерой фильма «Братство волка». В дальнейшем звуковая система большого и малого зала была модернизирована до формата Dolby Digital Surround EX на базе кинотеатрального звукового процессора Dolby CP650.
17 ноября 2008 года в «России» в большом зале установили первый в Йошкар-Оле цифровой кинопроектор Christie CP2000-X. Покупка цифрового проектора позволила организовать показ стереоскопических фильмов по технологии XpanD с применением затворных очков, синхронизированных с проектором. В малом зале был установлен цифровой проектор Christie CP2220, помимо этого оба зала были оборудованы плёночным проектором Meopta Meo 5 c цифровой считывающей головкой Dolby Cat.702.
Кинотеатр состоял из 2 залов — большого (размеры экрана 15,2 x 7 м) и малого (размеры экрана 11,1 x 4,8 м). Вместимость большого зала составляла 486 мест, малого — 206 мест. Последний сеанс в кинотеатре «Россия» состоялся 24 июля 2016 года, после чего кинотеатр был закрыт, однако, начиная с 2021 года производится реконструкция здания.

### Библиотеки

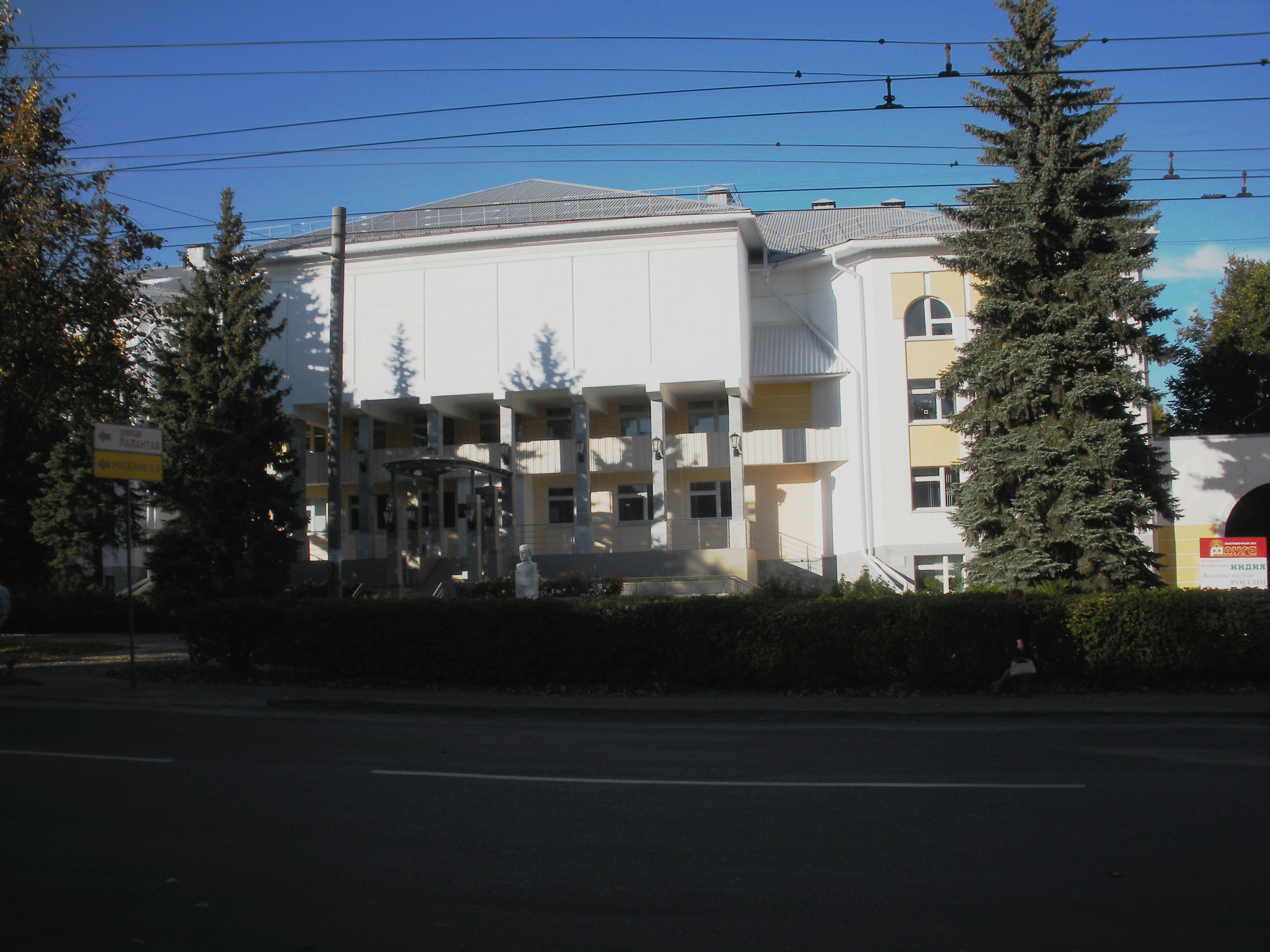
Национальная библиотека имени С. Г. Чавайна

- Национальная библиотека имени С. Г. Чавайна

Крупнейшая библиотека Марий Эл. Является главным и ведущим центром информации и документации в республике, гармонично сочетает функции публичной и библиотеки научного типа. Ежегодно услугами библиотеки пользуются 37—38 тысяч читателей, им выдаётся около 1 миллиона 30 тысяч документов. Фонд библиотеки — 1 миллион 200 тысяч экземпляров, в том числе документы и аудиовизуальные материалы, книги на марийском языке. Ежегодно в библиотеку поступают 16 тысяч новых документов, из них 8 тысяч — книги; выписывается около 800 наименований журналов и газет, в том числе более 150 названий местных периодических изданий.
В скором времени в большом читальном зале организуют зону бесплатного Wi-Fi для читателей.

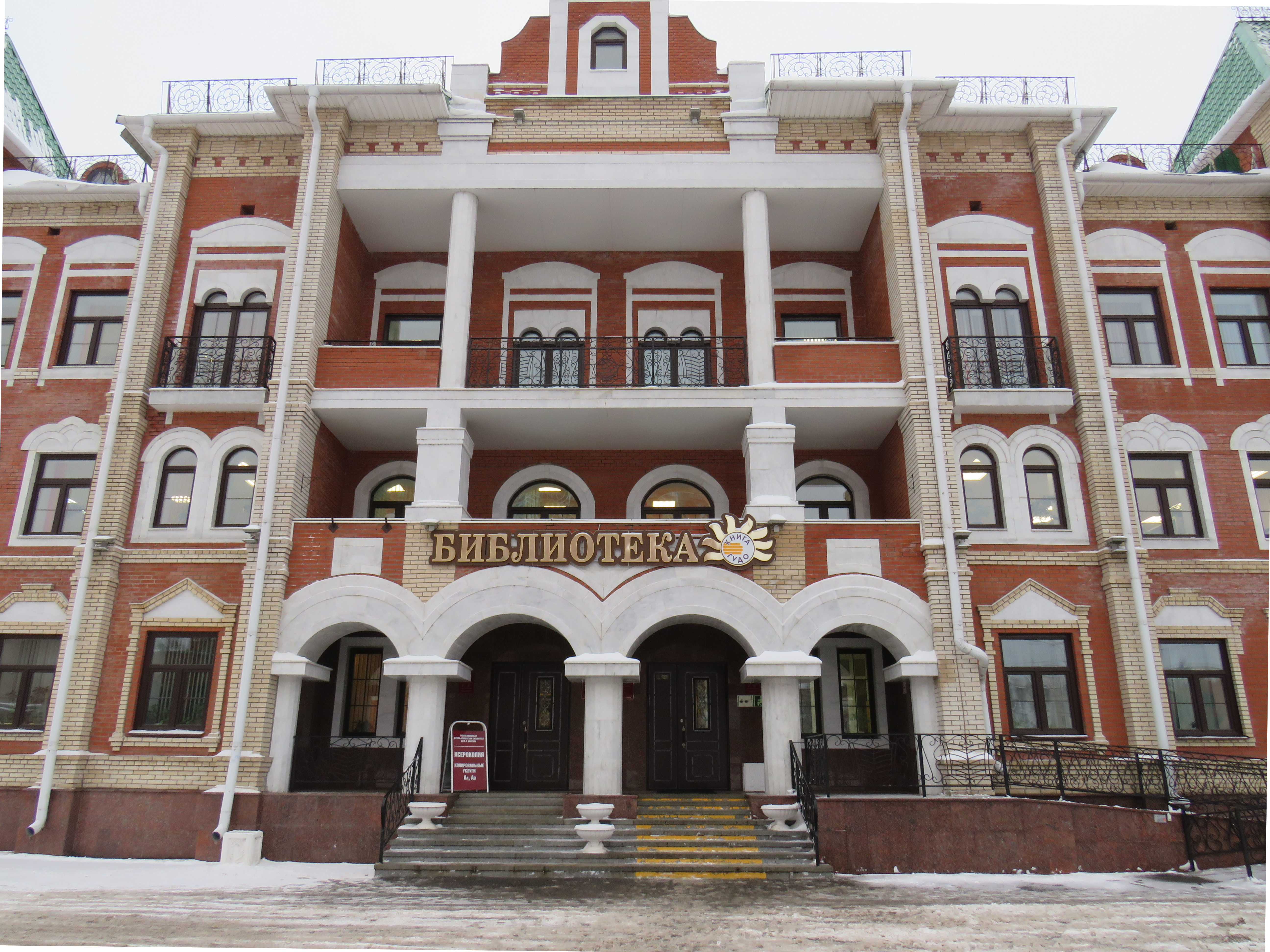
Республиканская детско-юношеская библиотека имени В. Х. Колумба

- Республиканская детско-юношеская библиотека имени В. Х. Колумба

Образована в июне 2015 года слиянием Республиканской юношеской библиотеки имени В. Х. Колумба и Республиканской детской библиотеки. Новое здание было открыто 2 сентября 2015 года.
- Центральная городская библиотека
- Центральная детская библиотека
- Библиотека Всероссийского общества слепых

## Средства массовой информации

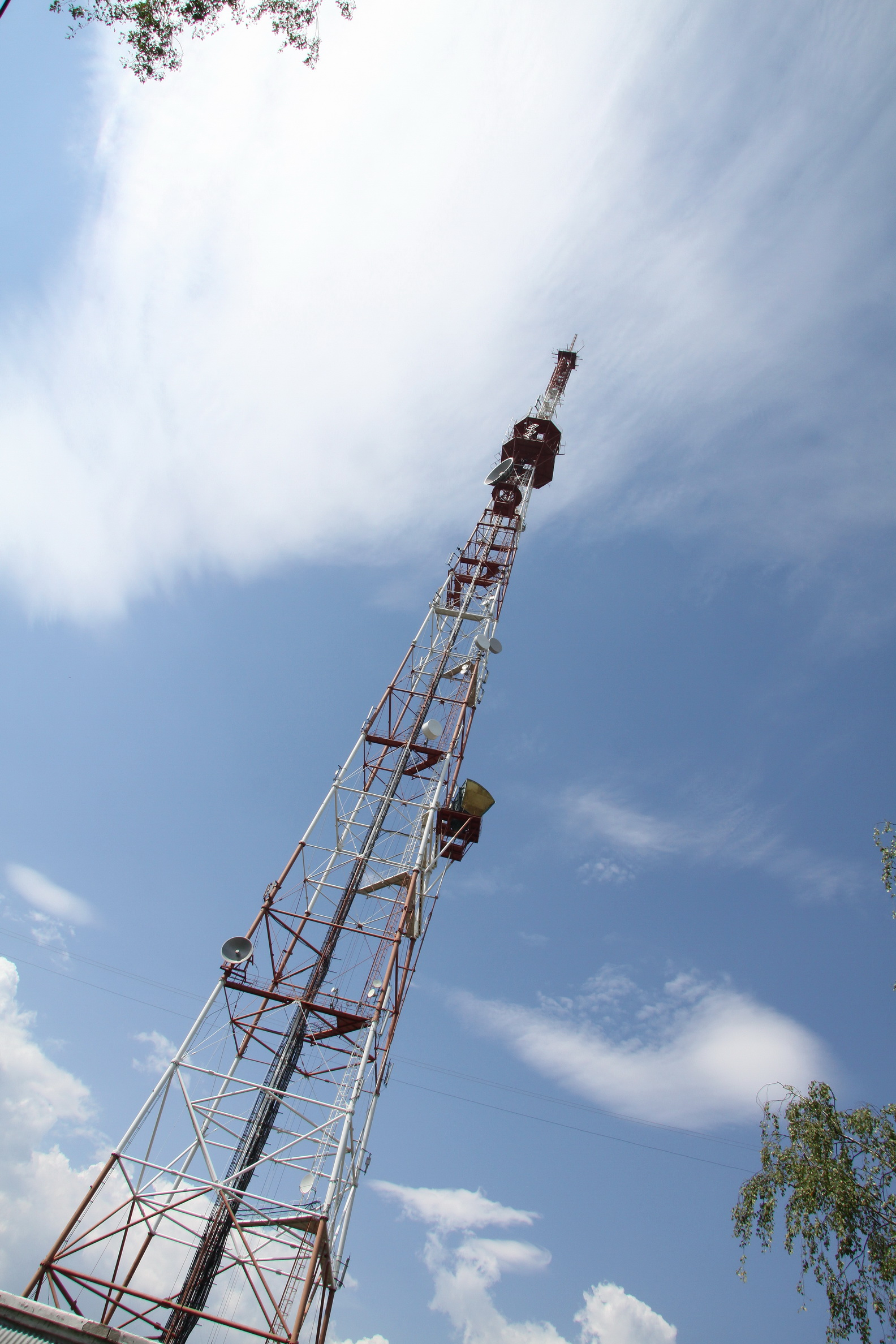
Телебашня на улице Осипенко

В Республике Марий Эл можно принимать российские каналы ТВ, республиканские местные каналы, российские и международные каналы спутникового телевидения, а также каналы кабельного ТВ.
Помимо общероссийских каналов в городе работают 2 местных телеканала (МЭТР, ГТРК «Марий Эл») осуществляющих своё вещание на частотах телеканалов «РЕН ТВ» и «Россия-1» соответственно.
Из республиканского бюджета Республики Марий Эл дополнительно к основному эфирному времени финансируется производство тематических телепрограмм на русском и марийском языках на телеканалах «Россия 1», «ОТР».
30 июля 2013 года в Йошкар-Оле состоялся запуск первого передатчика цифрового эфирного телевидения (первый мультиплекс: 10 телеканалов и 3 радиоканала). 28 мая 2015 года началось вещание ещё 10 каналов, входящих во второй мультиплекс цифрового эфирного телевидения). 3 июня 2019 года состоялся переход на цифровое эфирное телевизионное вещание и отключение аналогового телевещания. В настоящий момент в Йошкар-Оле доступно 20 каналов эфирного телерадиовещания в цифровом формате и 3 радиоканала (первый и второй мультиплексы).
Население Республики Марий Эл имеет возможность слушать радиопрограммы на русском, марийском и татарском языках, производство которых осуществляется за счёт средств республиканского бюджета: «Радио Республики Марий Эл» (филиал ВГТРК ГТРК «Марий Эл»), «Марий Эл Радио — Радио Марий Эл».
Возможен приём следующих радиостанций:
| Частота, МГц | Название                         |
| ------------ | -------------------------------- |
| 73,49        | «Марий Эл Радио»                 |
| 88,7         | «Радио Вера»                     |
| 89,2         | «Радио Пи FM»                    |
| 90,9         | «Вести FM»                       |
| 91,3         | «Радио Дача»                     |
| 99,7         | «Детское Радио»                  |
| 101,1        | «Дорожное радио»                 |
| 101,8        | «Новое Радио»                    |
| 102,2        | «Русское радио»                  |
| 102,7        | «Радио Маяк»                     |
| 103,2        | «Радио Звезда»                   |
| 103,8        | «Пульс Радио»                    |
| 104,5        | «Европа Плюс»                    |
| 105,1        | «Авторадио»                      |
| 105,5        | «Марий Эл Радио»                 |
| 106,0        | «Радио России» / «ГТРК Марий Эл» |
| 106,5        | «Ретро FM»                       |
| 107,2        | «МЭТР FM»                        |
| 107,6        | «Love Radio»                     |

Совместно с Собранием депутатов городского округа «Город Йошкар-Ола» администрация является учредителем еженедельной газеты «Йошкар-Ола» (тираж 3300 экз.), где печатаются наиболее актуальные материалы, даётся объёмная информация о жизни города и горожан, публикуются документы.
В Йошкар-Оле также находятся редакции газет «Кугарня», «Марий Эл», «Марийская правда», «МК в Марий Эл», «Пенсионер. Ваш друг и советчик», «Телесемь», «Семейная газета», «Красный город» и других. Кроме того, в столице Марий Эл работают информационные агентства, такие как «МедиаПоток».
Кабельное (в том числе цифровое) телевизионное вещание осуществляют филиал «Ростелеком» в Республике Марий Эл и «ЭР-Телеком» («Диван ТВ»). Охват населения телевизионным вещанием — 98 %.

## Здравоохранение

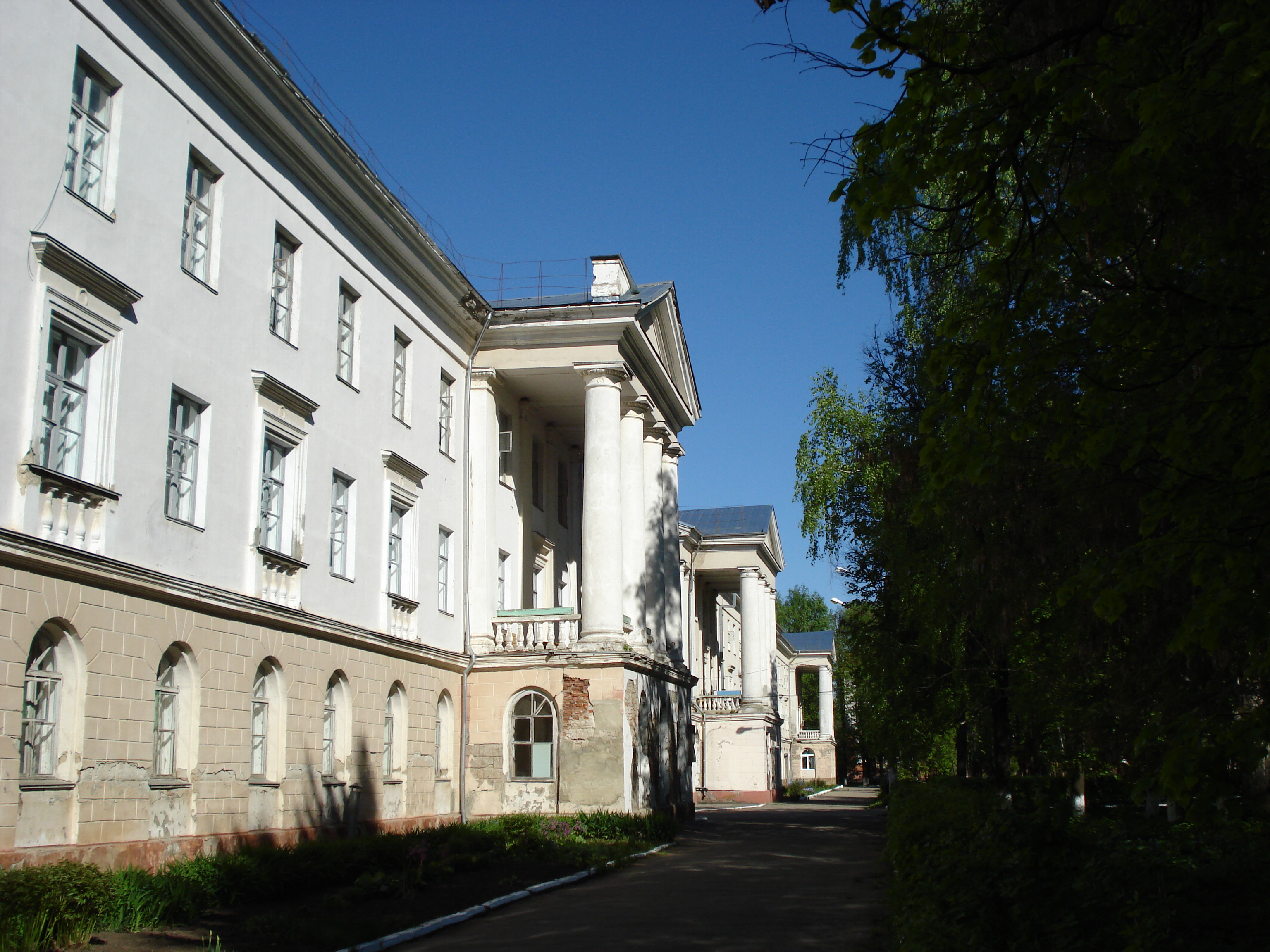
Республиканская клиническая больница

Медицинская помощь населению Йошкар-Олы до 2006 года оказывалась 27 муниципальными учреждениями здравоохранения. С 2006 года в связи с административными преобразованиями структура муниципального здравоохранения городского округа «Город Йошкар-Ола» представлена 12 муниципальными учреждениями здравоохранения: городской больницей, детской городской больницей (которая включает в себя также все детские поликлиники города), перинатальным центром, медико-санитарной частью № 1, врачебной амбулаторией, 4 поликлиниками, двумя стоматологическими поликлиниками, станцией скорой помощи, двумя фельдшерско-акушерскими пунктами, онкологическим диспансером. В городе также находятся медицинские учреждения республиканского подчинения, станцией переливания крови, центры социально-психологической помощи населению, травматологический пункт, диспансеры, санитарно-профилактические учреждения (ФБУЗ «Центр гигиены и эпидемиологии в Республике Марий Эл», Республиканский центр здоровья).

## Преступность

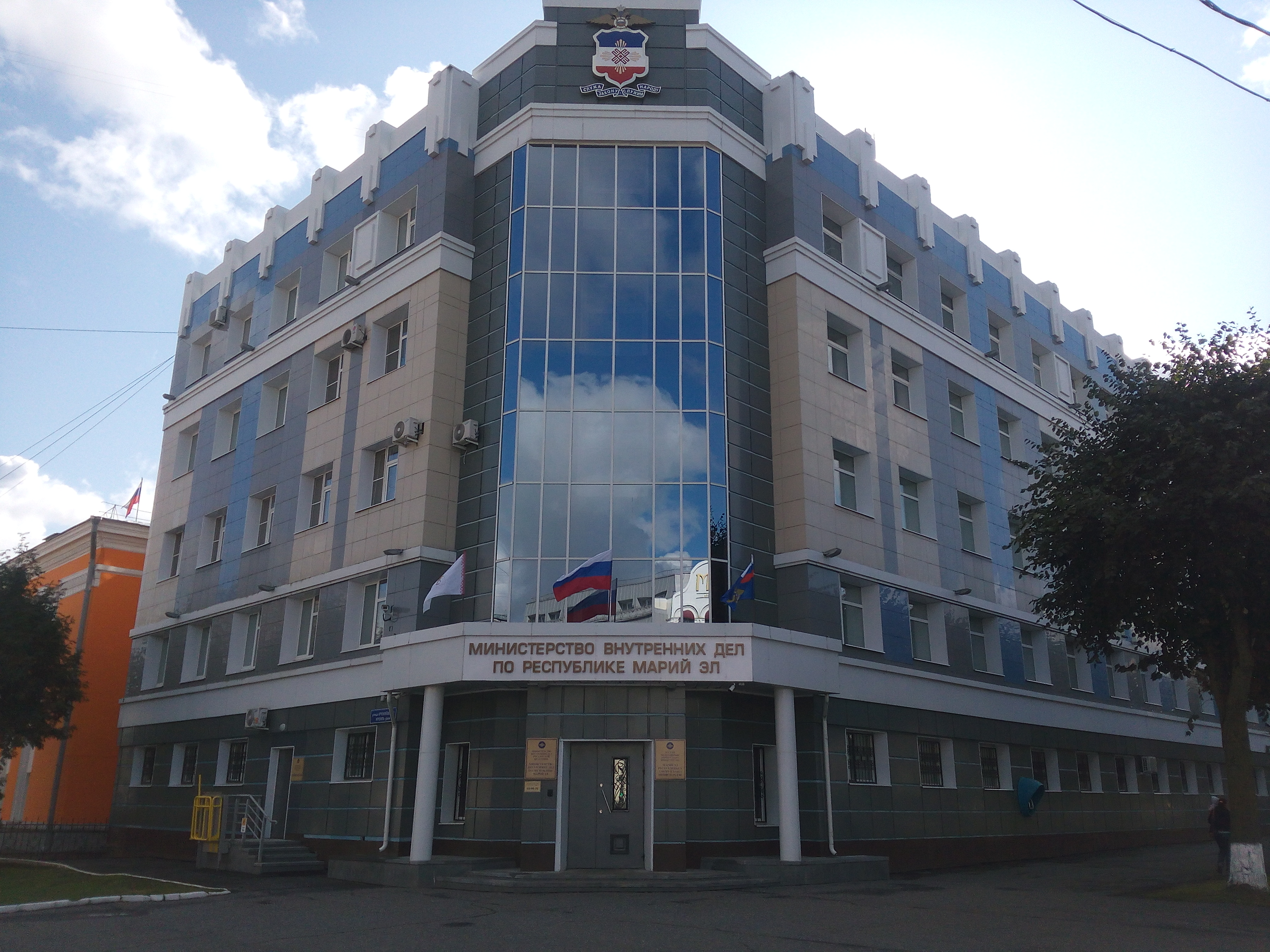
Здание МВД по Республике Марий Эл

Йошкар-Ола остаётся относительно безопасным городом для проживания с точки зрения криминогенной обстановки. Начиная с 2008 года наблюдается значительное уменьшение числа зарегистрированных преступлений (более чем в 3,5 раза) и общее снижение уровня преступности (122 преступления в расчёте на 10 тысяч населения). Помимо этого, по сравнению с 2008 годом число грабежей сократилось в 7 раз, разбоев — в 4 раза, случаев краж чужого имущества — более чем в 2,5 раза. Также сокращается число угонов и случаев умышленного причинения тяжкого вреда здоровью, снижается уровень уличной преступности. В то же время, увеличивается число преступлений, связанных с незаконным оборотом наркотиков.
Так, за 2014 год зарегистрировано 2984 преступления, в том числе 46 случаев умышленного причинения тяжкого вреда здоровью, 20 разбоев, 155 грабежей, 1113 краж (из них: 66 квартирных, 107 краж из автотранспорта), 40 угонов. Общая раскрываемость преступлений в 2014 году составила 46,5 %.

## Религия
25 июля 1993 года решением Святейшего Патриарха и Священного Синода на территории Республики Марий Эл была учреждена Йошкар-Олинская и Марийская епархия. При Йошкар-Олинской епархии работают воскресные школы, библиотеки, благотворительные столовые, кружки, курсы сестёр милосердия. Сотрудники центров патронируют многодетные семьи, больницы, дома инвалидов. При епархии действует Мироносицкое православное братство.
В городе присутствуют последователи марийской традиционной религии (чимарий), которая основывается на вере в силы природы, которую человек должен почитать и уважать.
16 марта 1999 года Указом Верховного муфтия, Председателя Центрального духовного управления мусульман России Талгата Таджуддина создано Региональное духовное управление мусульман Республики Марий Эл. В августе этого же года открыта Соборная мечеть Йошкар-Олы.
В городе действует церковь Святого Креста Евангелическо-лютеранской церкви Ингрии.

Здание Марийской епархии (дом купца Пчелина) и Вознесенский собор 1756 года постройки
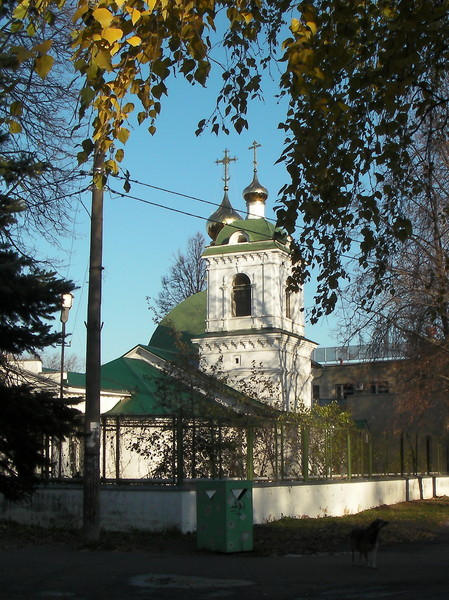
Тихвинская церковь 1774 года постройки
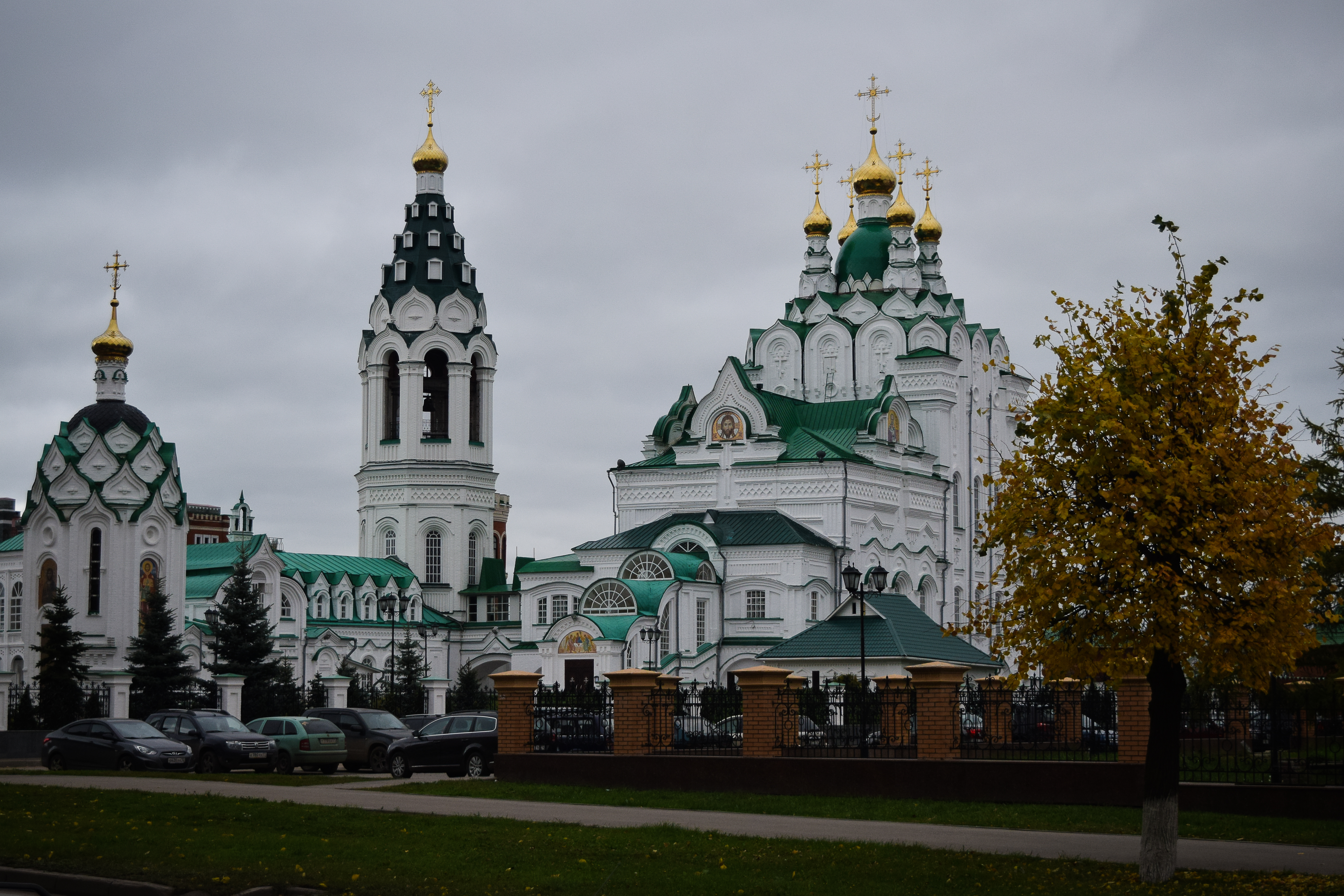
Свято-Троицкий храм 2003 года постройки
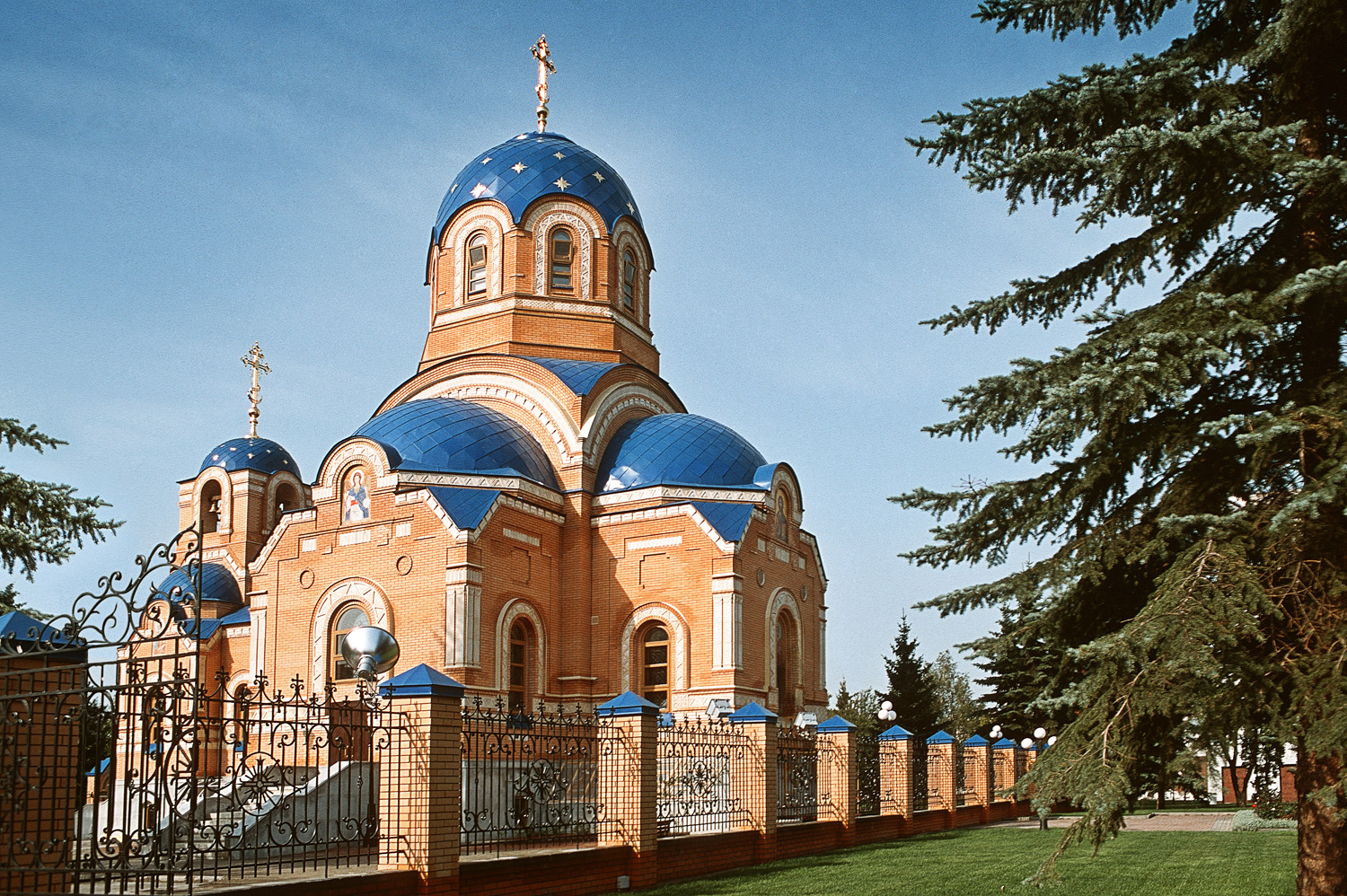
Успенский храм 2006 года постройки
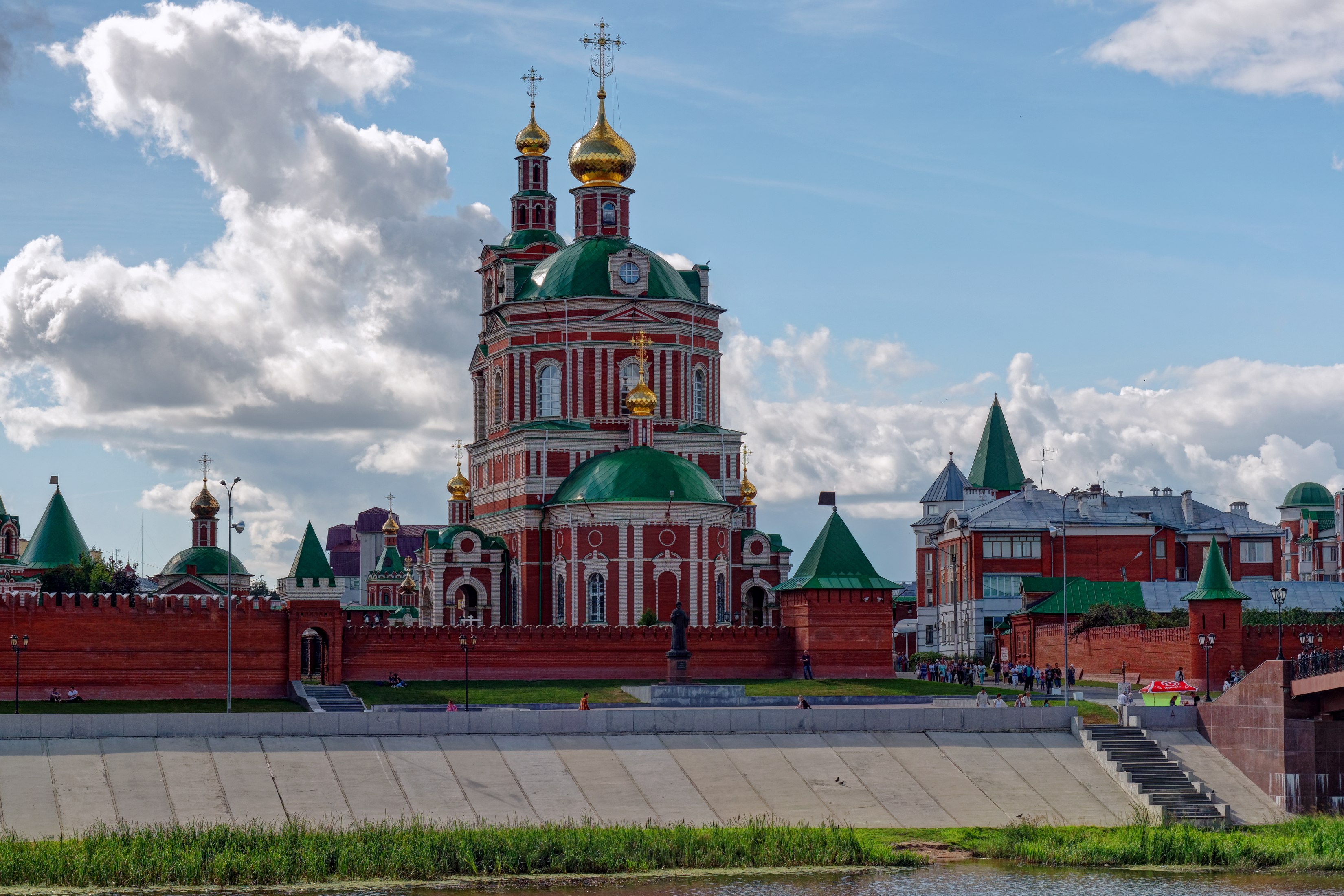
Воскресенский собор 2010 года постройки
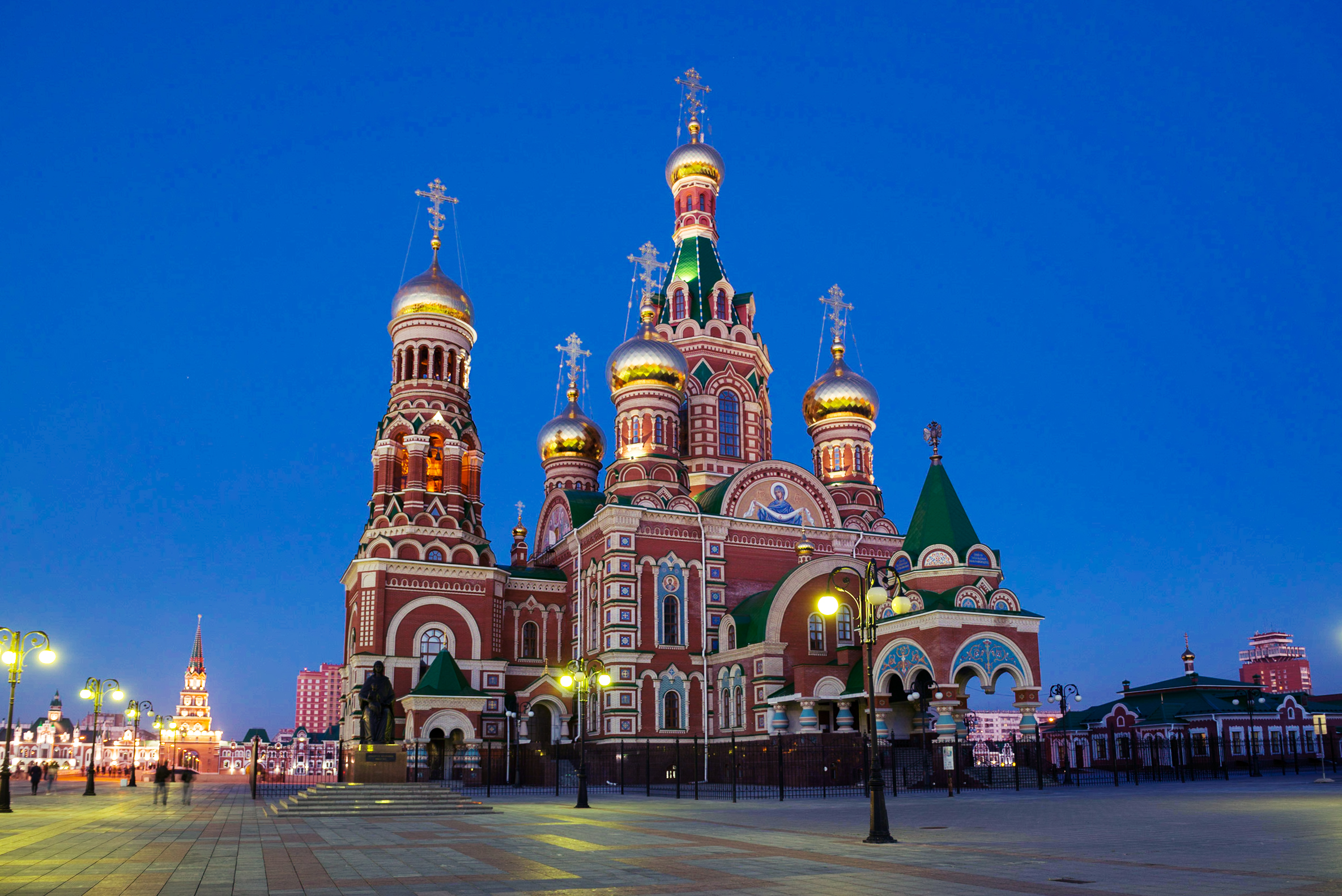
Благовещенский кафедральный собор 2014 года постройки
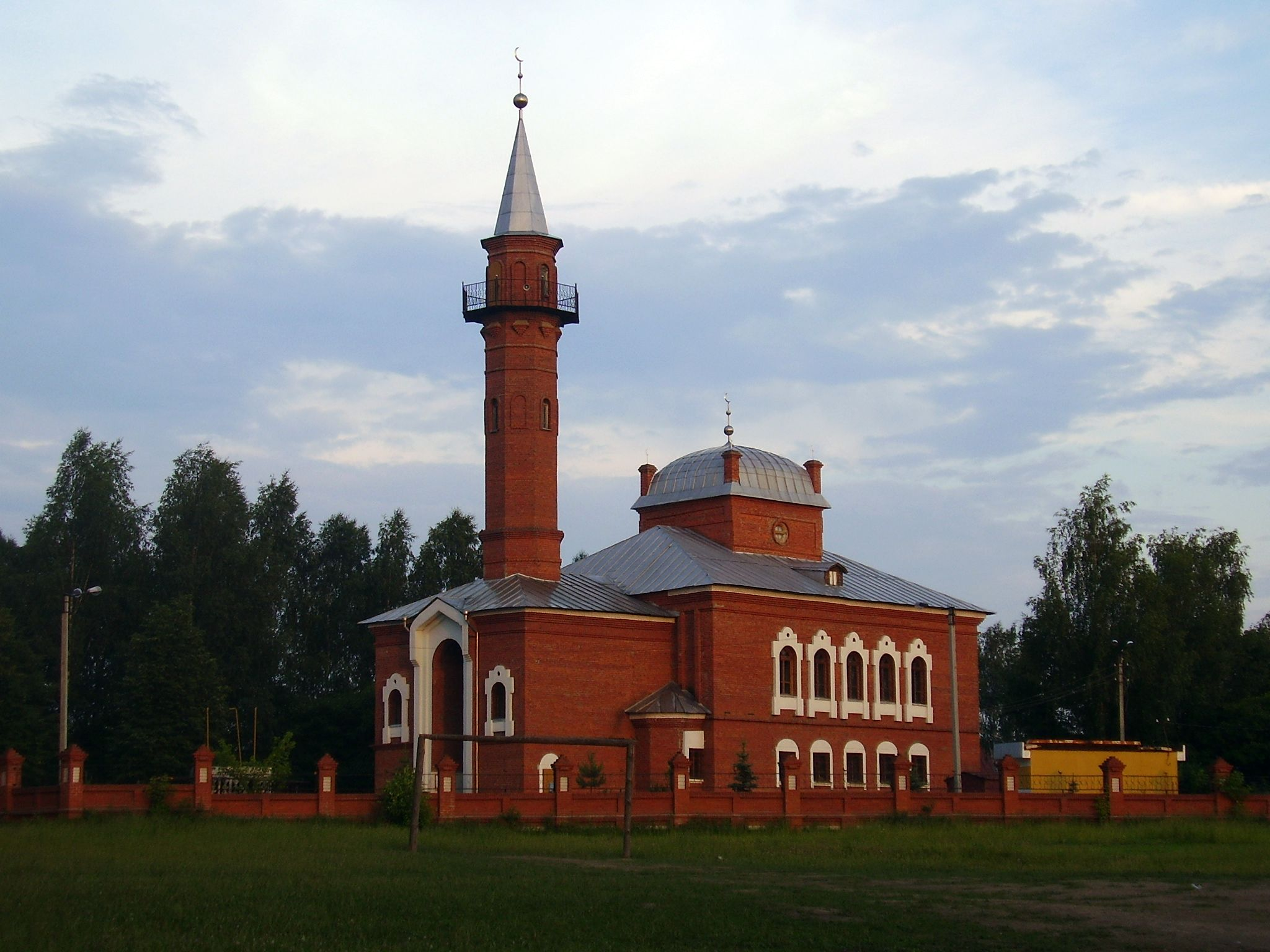
Соборная мечеть 1992 года постройки
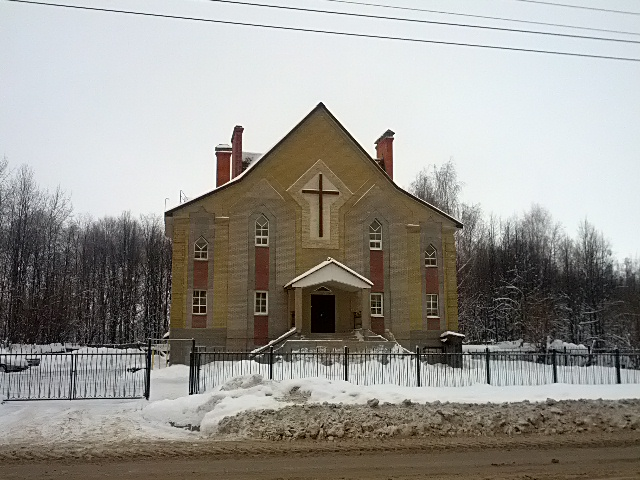
Церковь евангельских христиан-баптистов «Примирение»
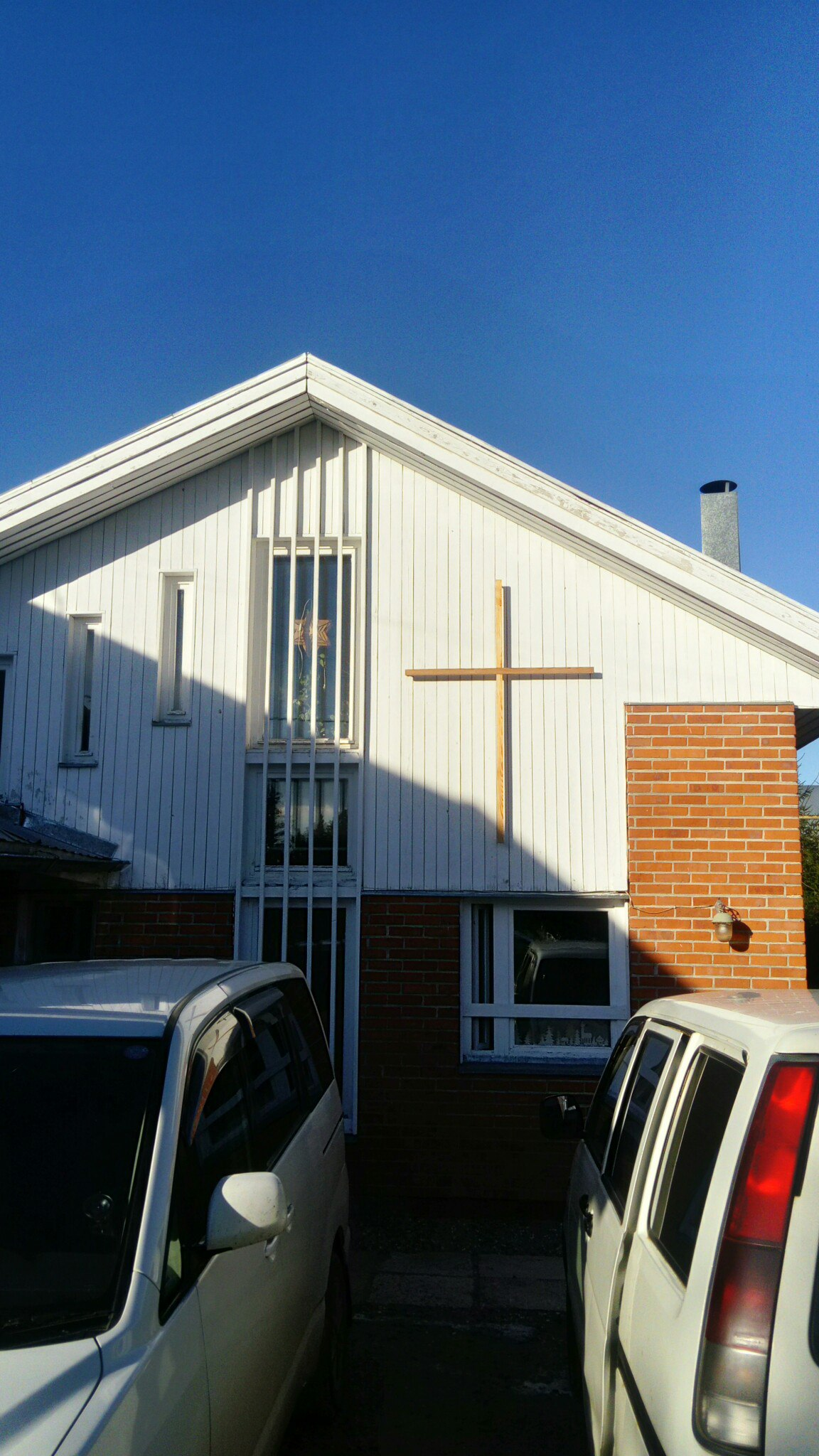
Церковь Святого Креста Евангелическо-лютеранской церкви Ингрии

### Православные храмы и монастыри
Церковь Пресвятой Троицы в Йошкар-Оле
Первым каменным храмом Царевококшайска являлась Троицкая церковь, которая была построена в 1736 году во времена царствования императрицы Анны Иоанновны на средства царевококшайского купца Стефана Вишнякова и крестьянина деревни Жуково Алексея Осокина. Церковь являлась типичным памятником русского зодчества XVII века, сохранившим и в XVIII веке традиционные формы церковной архитектуры XV—XVII веков. Церковь была двухуровневой, на верхнем этаже размещался главный храм во имя Святой Троицы, а на нижнем — храм во имя святителя Николая Чудотворца. В 20-е-30-е годы XX века храм пустовал и разрушался. В 1930-е годы на первом этаже храма размещались автомастерские. По рассказам старожилов, во время Великой Отечественной войны там проверялись партии броневых листов. С 1995 года храм восстановлен в иных архитектурных формах. По сути, это новое здание на месте старого.
Храм Успения Пресвятой Богородицы
28 августа 2006 года, в день празднования Успения Богородицы, на территории Дома правительства Республики Марий Эл состоялось освящение нового храма Успения Пресвятой Богородицы. Возведением храма было решено ознаменовать 60-летие Победы в Великой Отечественной войне. И название в честь Успения Пресвятой Богородицы храм получил не случайно, в честь главного собора России — Успенского храма в Москве, который был тесно связан со всеми важнейшими событиями в жизни нашего Отечества и до конца XVII века служил образцом при строительстве многих соборов в городах и монастырях допетровской Руси.
Собор Вознесения Господня
Вознесенский храм в Царевококшайске был построен в 1756 году во времена царствования императрицы Елизаветы Петровны старанием и на средства купца Ивана Андреевича Пчелина, дом которого находился рядом с храмом. По своим архитектурным формам Вознесенскийая храм — типичный памятник русского зодчества XVIII века. Он построен по типу «восьмерик на четверике», двухэтажный. Восьмерик завершается сферическим куполом, на котором возносится световой барабан с главой. С западной стороны к храму примыкает трапезная. До октябрьской революции на колокольне храма были установлены механические часы. Колокольня использовалась и в качестве пожарной каланчи. В январе 1937 года президиум исполкома МАССР принял постановление о закрытии Вознесенскогой храма. Поводом стало провокационное заявление о том, что якобы община верующих нарушает договор 1922 года об использовании здания. В течение десятилетий храм разрушался: в здании был размещён пивзавод. В 1992 году здание было передано Церкви, начался сбор средства на восстановление храма. Уже в 1995 году на Пасху состоялось в возрождённом храме первое богослужение, был освящён верхний храм собора, затем — нижний. Реконструкция храма продолжается, хоть и в несколько изменённом виде. В 2009 году была восстановлена снесённая во время Великой Отечественной войны колокольня храма.

## Достопримечательности
Объекты культурного наследия Йошкар-Олы отражают различные исторические периоды формирования города, начиная с ранних этапов градостроительного развития XVIII века до зданий середины XX века, и сосредоточены в основном в пределах исторической территории города по следующим улицам — пер. Анисимовский, ул. Набережная, ул. Карла Маркса, ул. Вознесенская, ул. Пушкина, ул. Советская, ул. Комсомольская, ул. Волкова, Ленинский проспект, пл. Ленина, бульвар Чавайна.
К сохранившимся объектам дореволюционного периода относятся жилые дома, принадлежавшие зажиточным гражданам Царевококшайска: усадьба Чулкова (конец XIX века); дом Кореповых (середина XIX века); дом Булыгина (1835 г.); дом Карелина (середина XVIII века); дом Наумова и другие.
Самыми старинными зданиями, сохранившимися до наших дней, считаются дом купца Пчелина (1756 г.), Вознесенская церковь (1759 г.) и кладбищенская Тихвинская двупрестольная церковь (1779 г.). К памятникам истории и архитектуры 20-40-х годов XX века относятся: здание Республиканской библиотеки (1938 г.); управление МВД (1939 г.), баня № 2 (1939 г.); корпус главной Республиканской больницы (1940 г.); Дом Советов (1937 г.); жилые дома и другое.
Многие объекты культурного наследия г. Йошкар-Олы отражают в основном период формирования города середины XX века — «советский неоклассицизм».

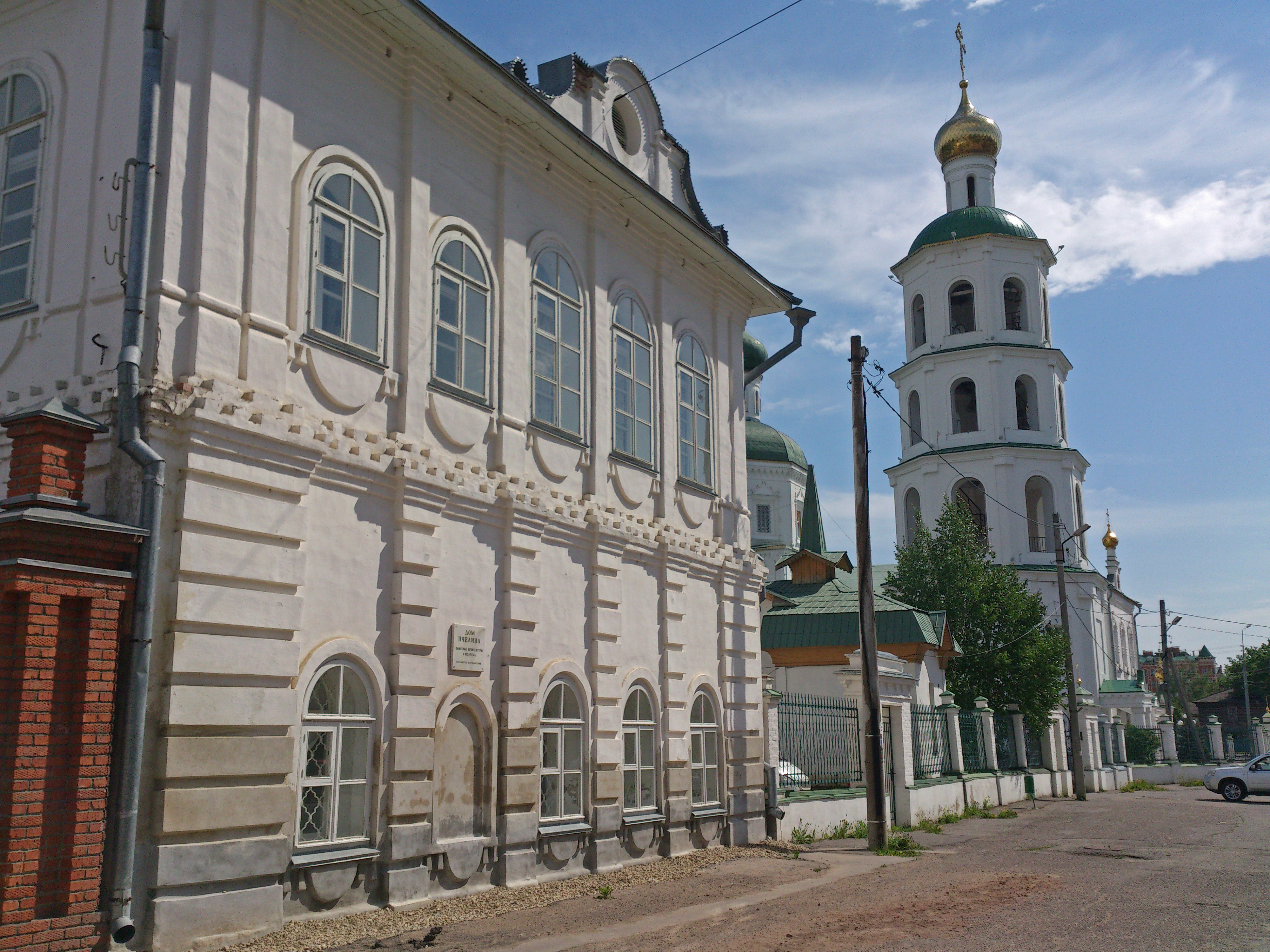
Дом купца Пчелина 1756 года
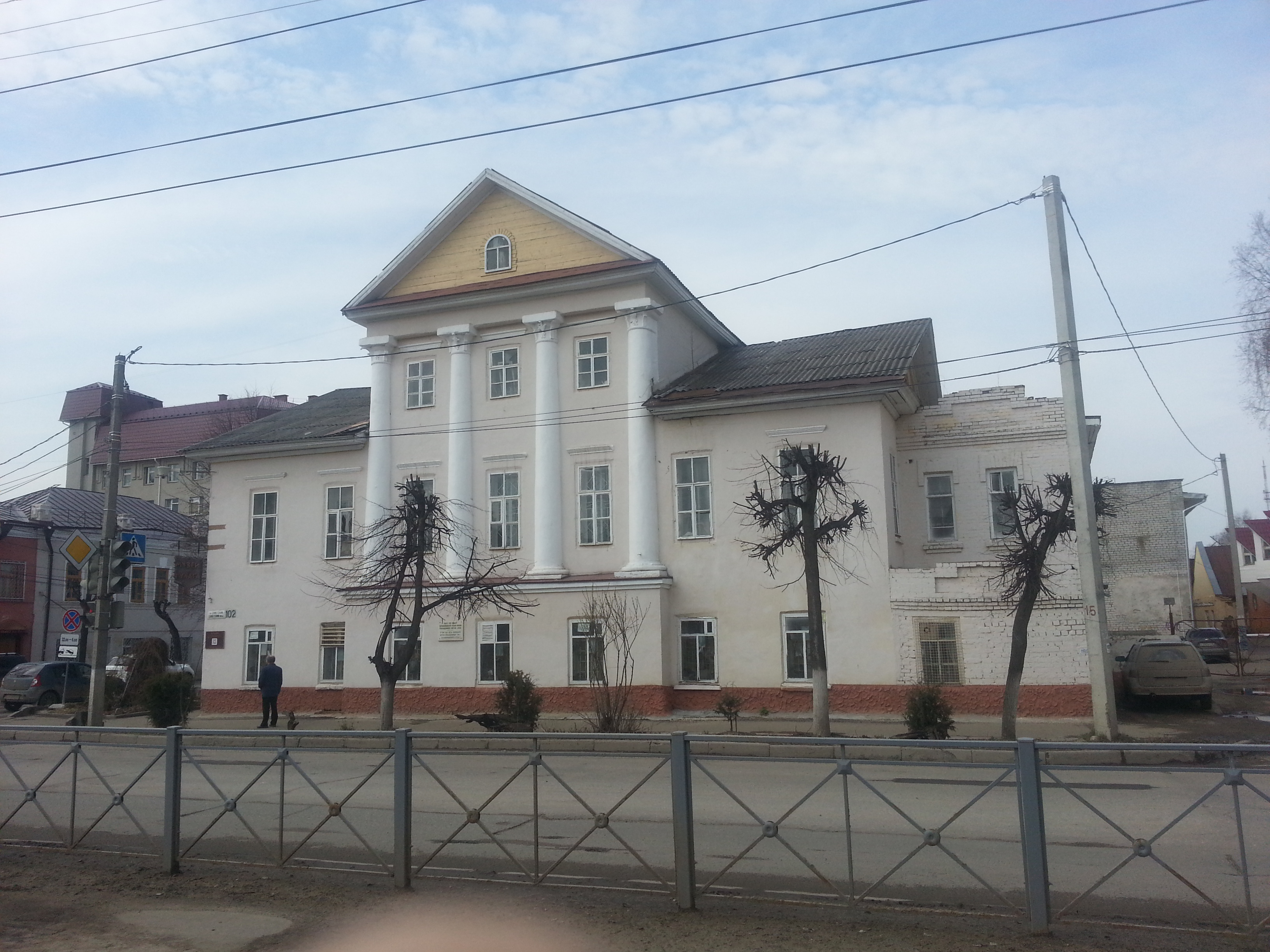
Дом лесопромышленника Булыгина 1835 года
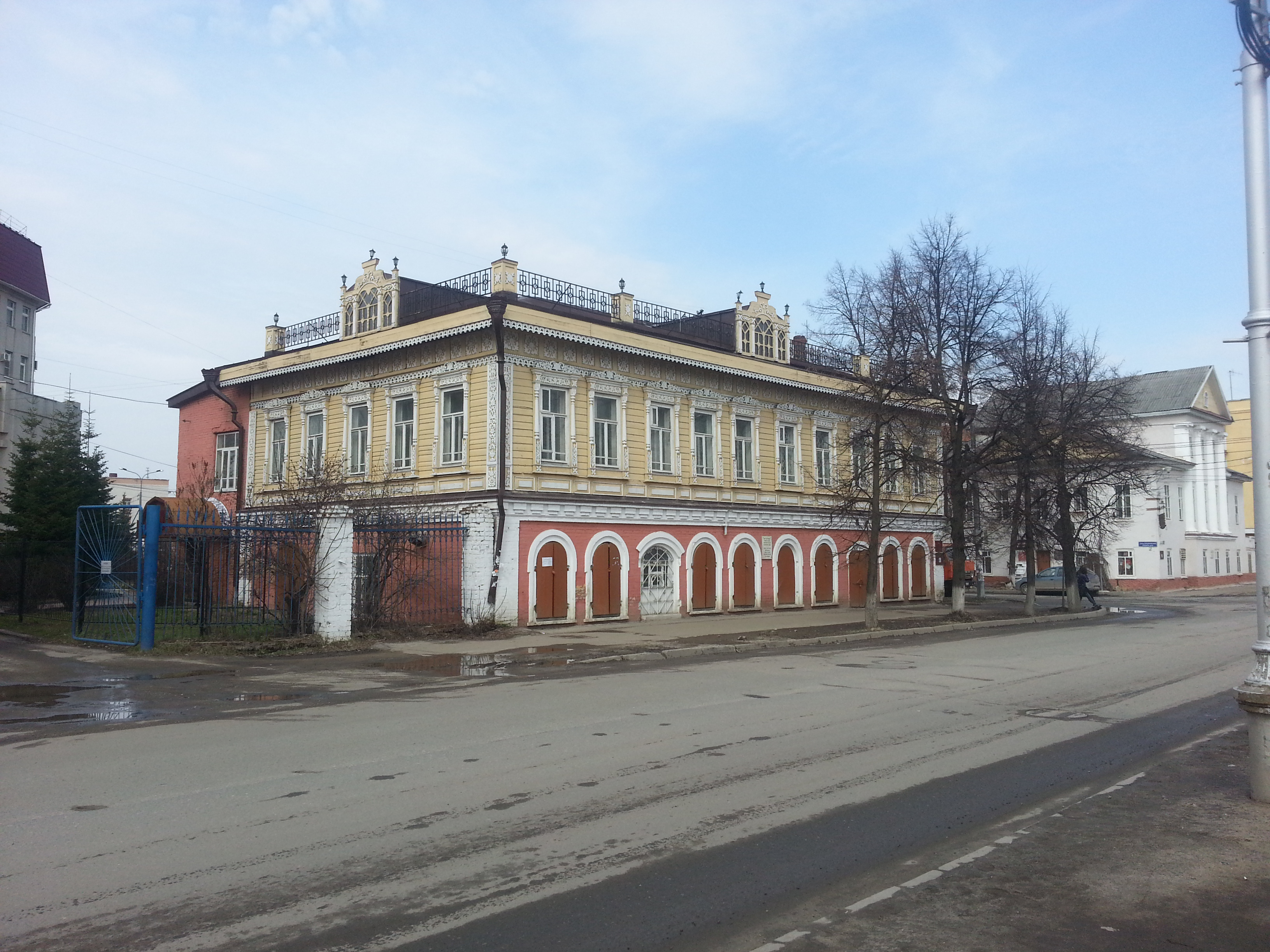
Дом Наумова конца XIX века
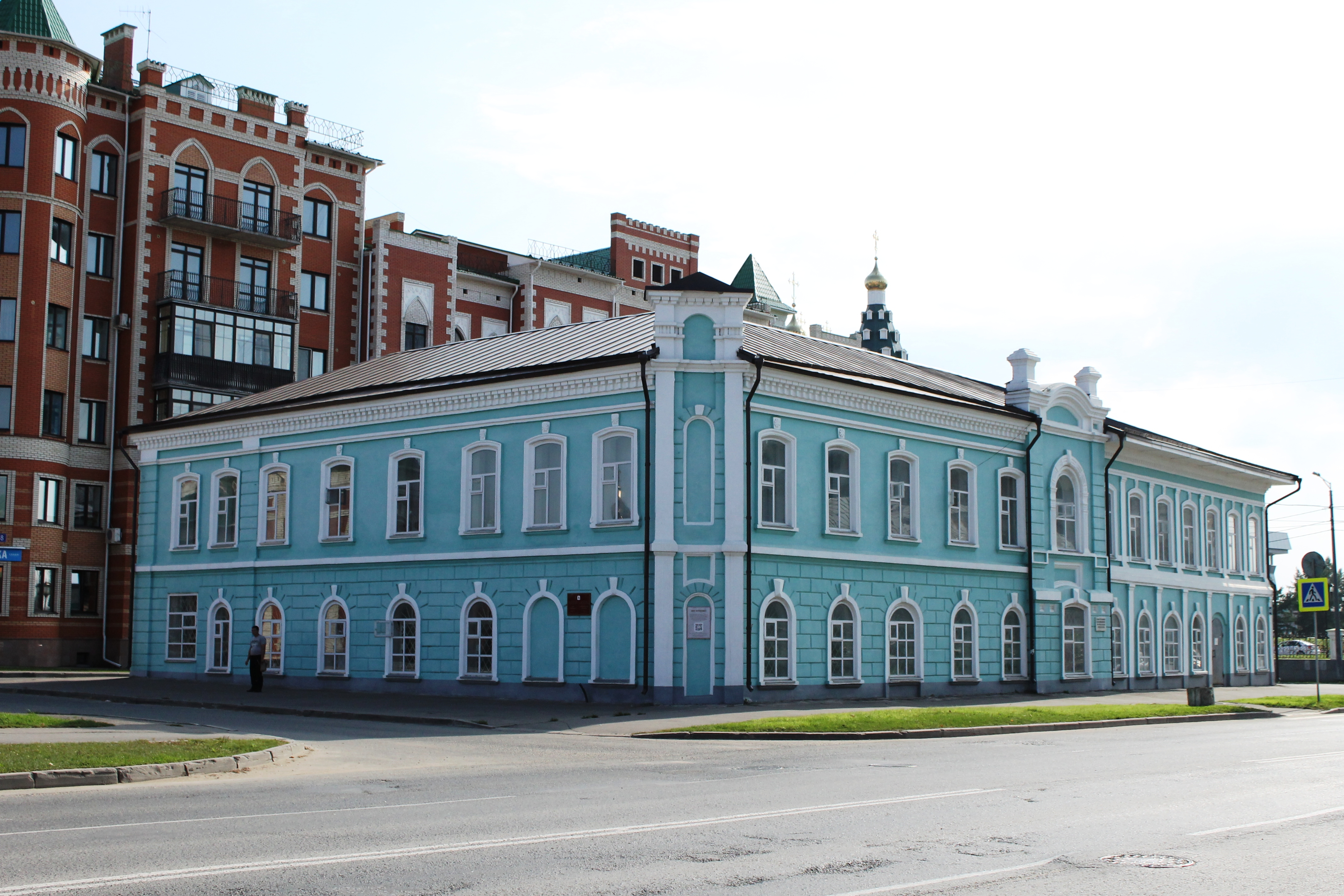
Дом Кореповых 1901 года

В 2007 году на государственную охрану взяты вновь выявленные объекты археологического наследия г. Йошкар-Олы: территория древнего острога с системой укреплений (XVI век); территория г. Царевококшайска (XVIII—XIX века); два поселения эпохи неолита (V—IV века до н. э.); фундамент Входо-Иерусалимской церкви (1754 г.); фундамент Воскресенского собора (1584—1817 гг.); фундамент дома воеводы (XVI век); кладбище первых жителей Царевококшайска (XVI век); остатки фундаментов домов (XVII—XVIII века).

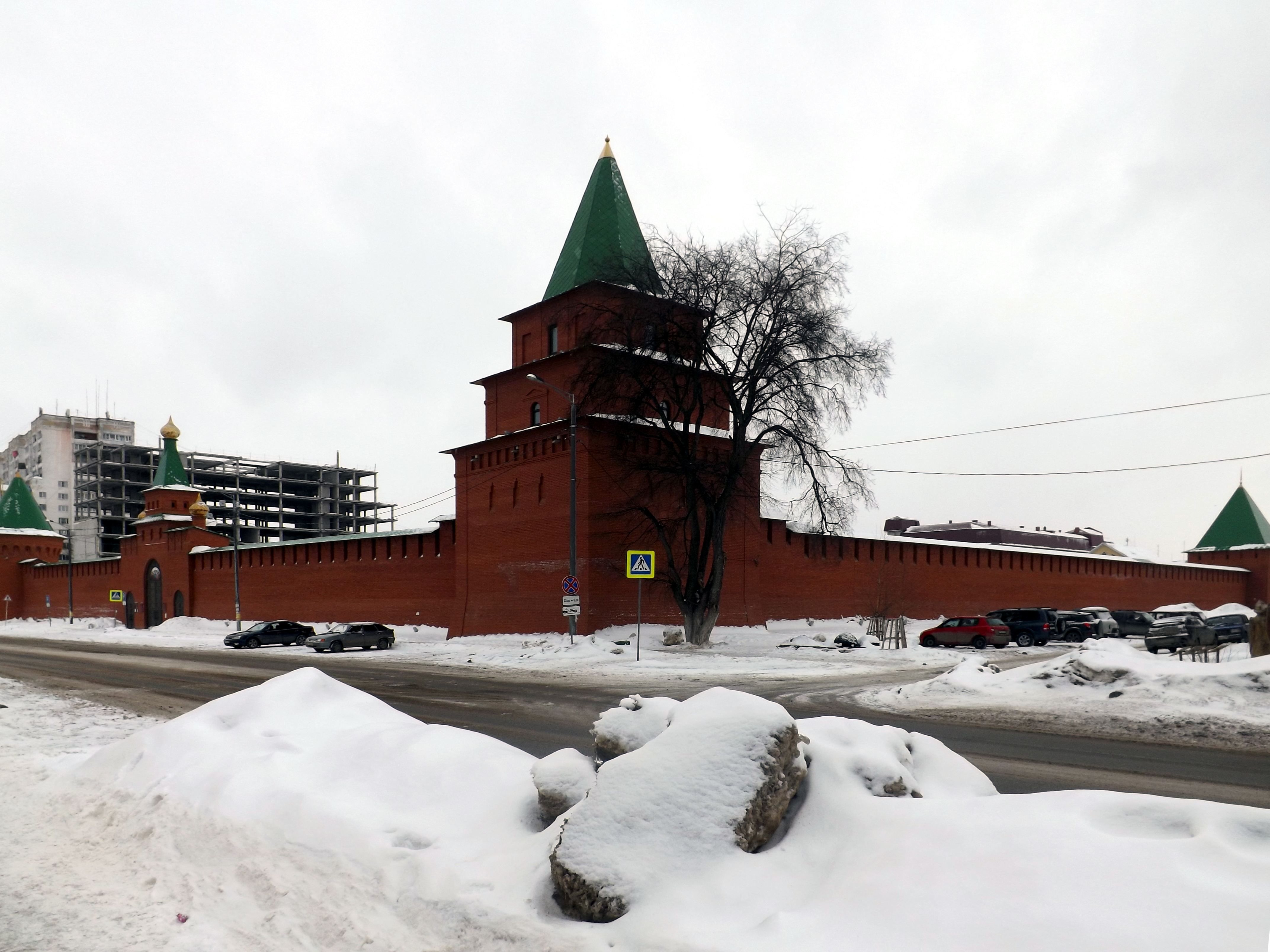
Царевококшайский кремль

Также с 2007 года начали активно перестраивать и реконструировать центральную и прибрежную части города. Возникли новые площади и улицы (площадь Оболенского-Ноготкова, площадь Республики и Пресвятой Девы Марии, Патриаршая площадь, набережная Брюгге), переименованы старые (бульвар Свердлова в бульвар Победы, улица Коммунистическая в улицу Кремлёвскую, участок улицы Карла Маркса в улицу Вознесенскую, часть улицы Вашская в улицу Успенскую, улица Анисимовская в Воскресенскую набережную). В 2009 году построен Царевококшайский кремль, обустроена набережная Малой Кокшаги.

### Площадь им. Оболенского-Ноготкова
Была открыта 4 ноября 2007 года в центре Йошкар-Олы, напротив дома правительства и мэрии города, по случаю 87-й годовщины образования Марийской автономной области — Республики Марий Эл и дня народного единства. Площадь и окружающий её комплекс зданий выдержаны в едином венецианском стиле. Сейчас на площади находятся административные здания, национальная художественная галерея, торговый центр, копия Царь-пушки, две малых полевых пушки, памятник первому воеводе города — князю Ноготкову-Оболенскому, памятник Священномученику Леониду — Епископу Марийскому, а также «Марийские куранты» — часы на здании художественной галереи.

Часы на здании национальной художественной галереи
Запущены в эксплуатацию 4 ноября 2007 года в 11:00. Проект реализован лабораторией «Новая техника» Поволжского Государственного Технологического университета, над проектом работало около 50 человек. В основу сюжета положена история спасения Иконы Божией Матери «Троеручица»: по преданию, во время турецкого вторжения в Сербию икона была водружена на осла, который смог донести её до ворот Хиландарского монастыря на Афоне. С началом каждого часа, под песнопение (часть литургии С. Рахманинова «Дева Богородица»), в верхнем левом углу часов в открывающихся вратах появляется образ Божией Матери, а после в нижнем левом углу движется ослик с её образом, символизирующий чудесное спасение иконы и пришествие Богородицы на марийскую землю. Ослик въезжает в правые нижние врата. Они закрываются, а в правом верхнем углу снова появляется благословляющий образ Царицы Небесной. Скульптуры для часов создавал народный художник России Андрей Ковальчук. Масса иконы — 120 кг, масса ослика — 480 кг. Эти часы — самые точные в республике, время на них корректируется сигналом со спутника.

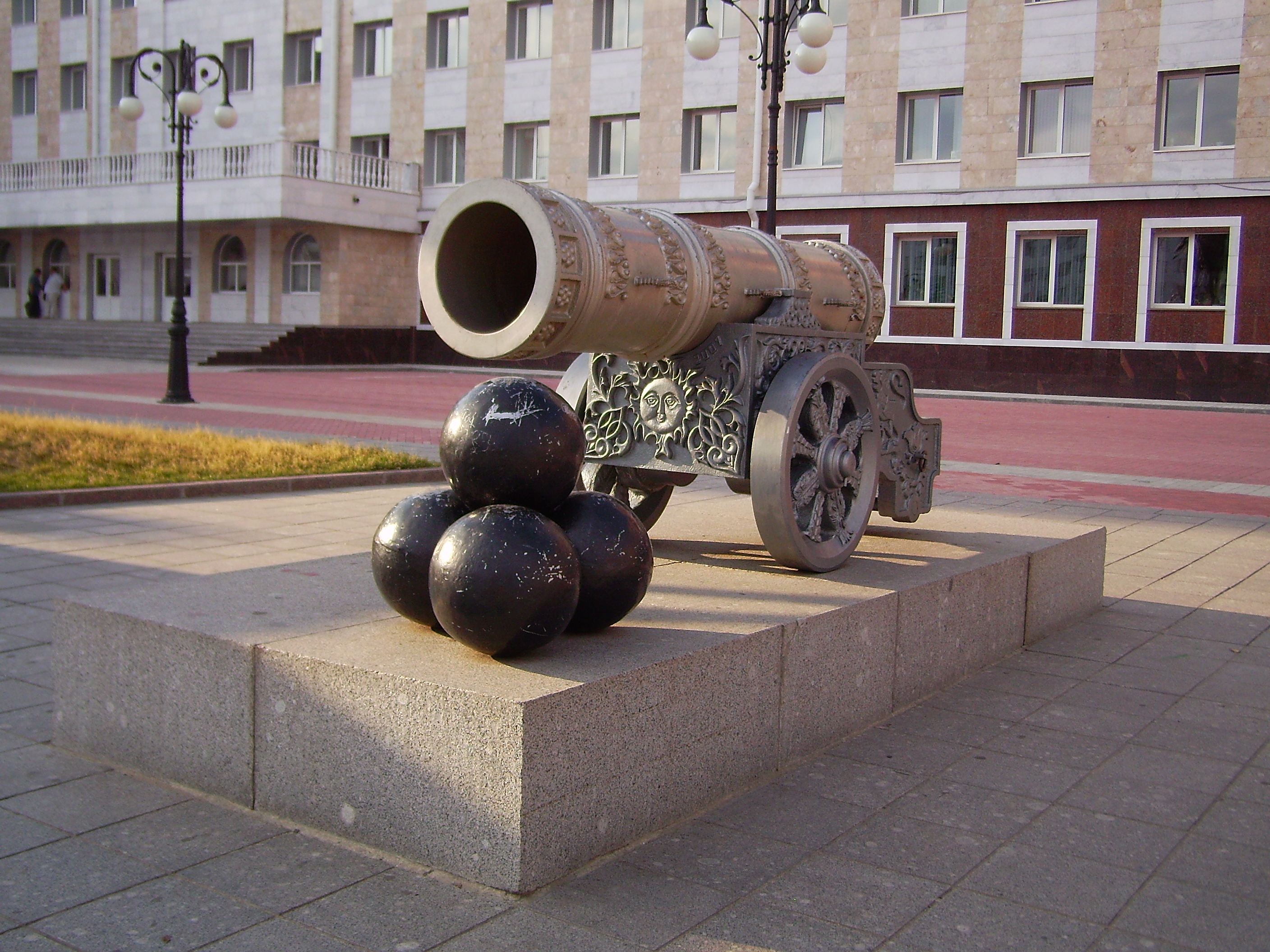
Копия Царь-пушки
Установлена в 2007 году на площади Оболенского-Ноготкова перед зданием Национальной художественной галереи. Является уменьшенной копией (1:2) московской Царь-пушки, при этом сходство неполное: орнамент на стволе и лафете изменён, на стволе уменьшено число скоб, отсутствуют рельефные надписи. Вес пушки с ядрами около 12 тонн, ствол и лафет — стальные, колёса — цельнолитые, на стволе с каждой стороны размещаются по три скобы, предназначенные для крепления канатов при перемещении пушки. Отлита на Звениговском судостроительно-судоремонтном заводе им. Н. С. Бутякова. Изначально рельефы вырезались из дерева, и только потом отливались из металла. Копия Царь-пушки пригодна для стрельбы, поэтому в ствол было вварено ядро. Рядом с пушкой расположены четыре декоративных пушечных ядра.

### Площадь Республики и Пресвятой Девы Марии

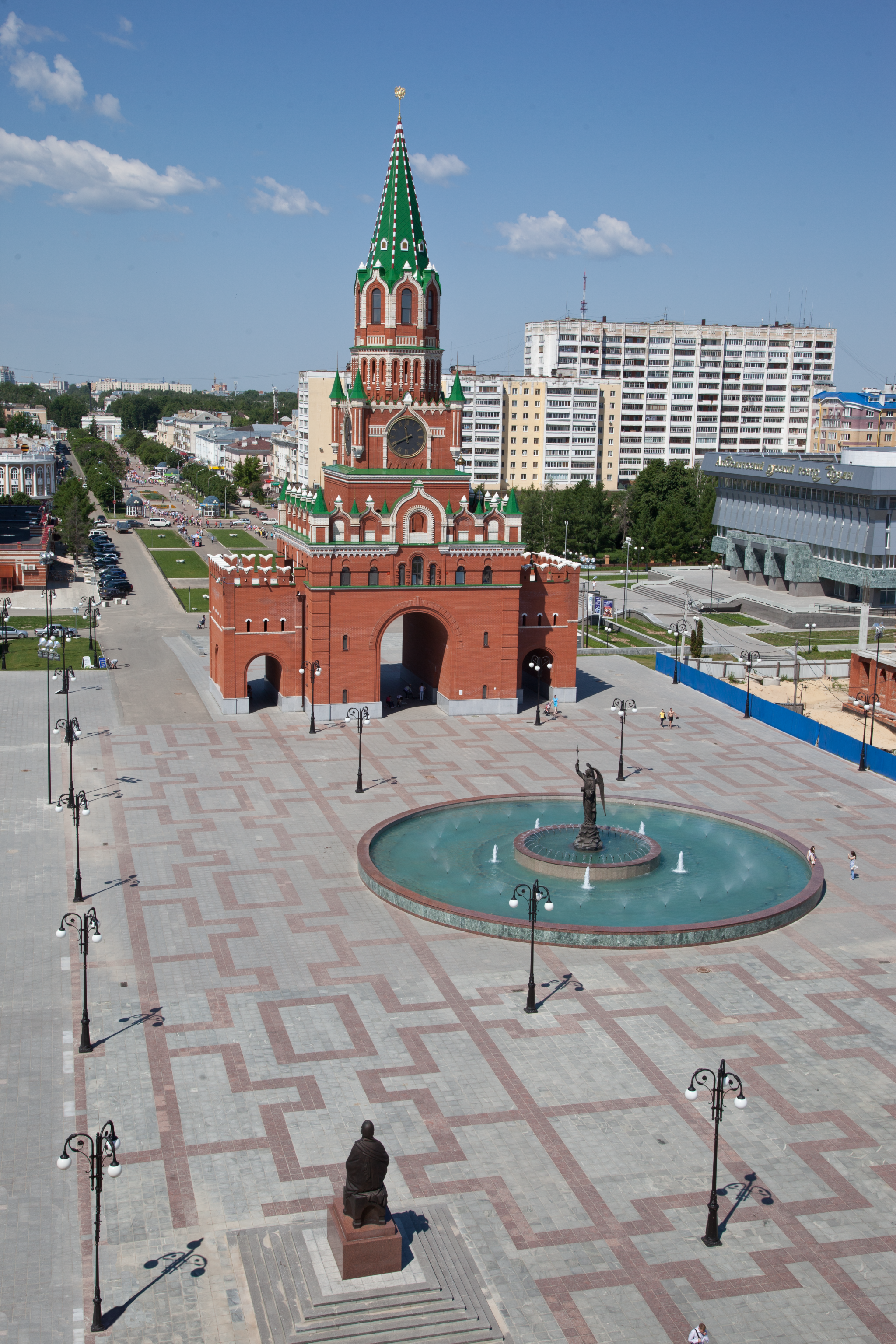
Площадь Республики и Пресвятой Девы Марии и Благовещенская башня

Образована 25 июня 2007 года. Ограничена с севера Итальянским парком, с юга — Архангельской слободой, с запада — площадью Никонова, с востока — Воскресенской набережной и рекой М. Кокшага. С обращением назвать площадь в честь Республики и Пресвятой Девы Марии обратились в администрацию города глава Республики Марий Эл Леонид Маркелов и архиепископ Йошкар-Олинский и Марийский Иоанн. Двойное название обусловлено стремлением показать взаимосвязь Республики Марий Эл и Богородицы, которая после своего явления на марийской земле в образе царевококшайской мироносицкой иконы Божьей Матери в XVI веке, является покровительницей края.
На площади расположены фонтан с фигурой архангела Гавриила, скульптура Богородицы с младенцем Христом, здание Собора Благовещения Пресвятой Богородицы и Благовещенская башня, с уменьшенной копией кремлёвских курантов. Таким образом, на площади реализована иллюстрация событий евангельского сюжета Благовещения, в честь которого на площади построен собор и возведена башня.
Благовещенская башня
Открыта 24 июня 2011 года. Высота — 53 метра. Проектированием башни занимались специалисты «Марийскгражданпроекта». По периметру башни расположено 4 циферблата, диаметром 3,5 м, являющихся уменьшенными копиями часов на Спасской башне в Москве. Проектирование часов осуществляли специалисты лаборатории «Новая техника» ПГТУ. Каждый час с башни доносится бой курантов. Звук распространяется на расстояние до 3 км от башни при помощи восьми динамиков, размещённых по периметру здания. Время на часах корректируется сигналом со спутника. Здесь располагается культурно-выставочный центр «Башня» — филиал Национального музея имени Т. Евсеева.
Собор Благовещения Пресвятой Богородицы

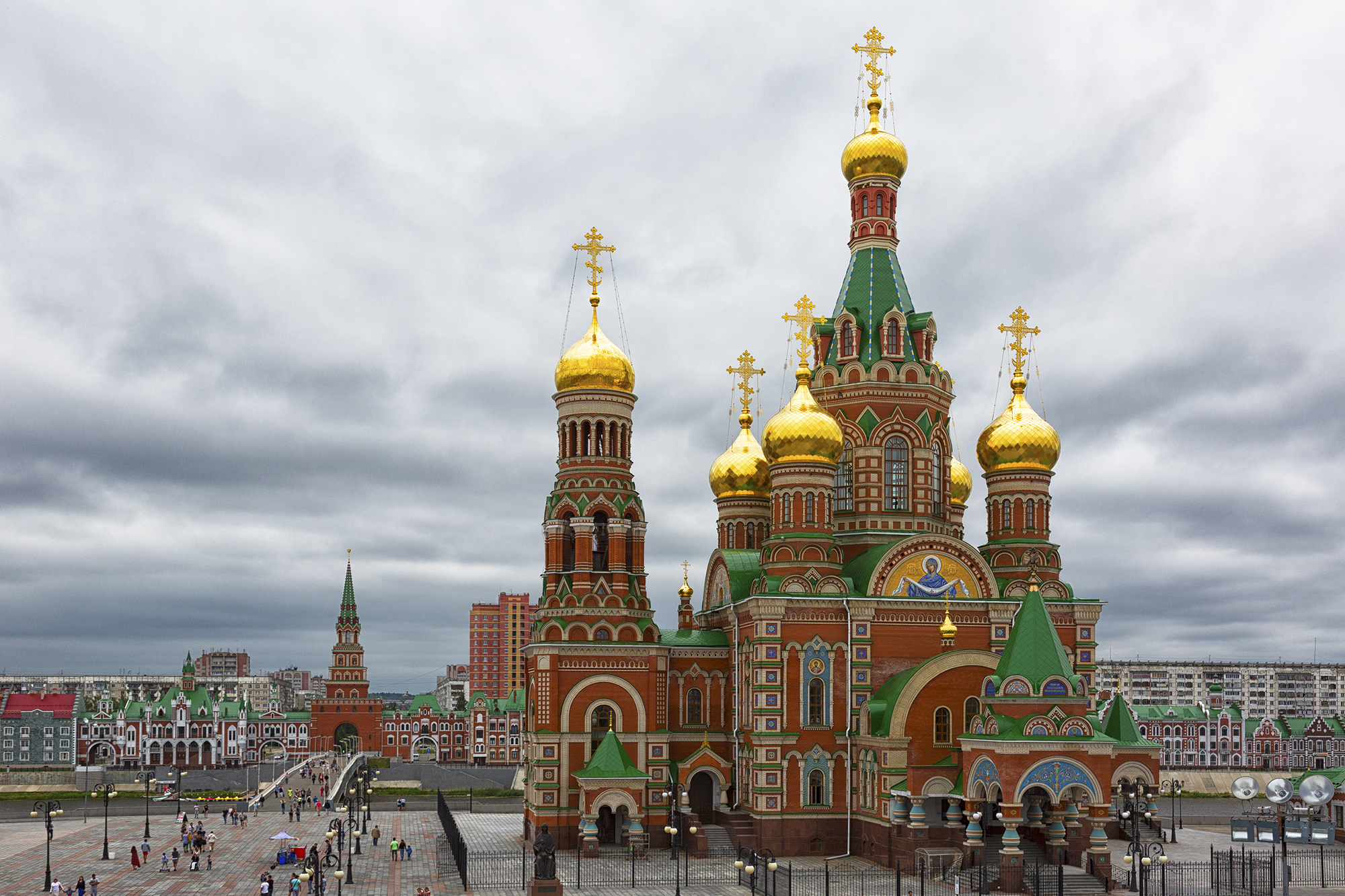
Благовещенский собор

В Благовещенском соборе перекликаются элементы архитектуры московского Храма Василия Блаженного и Храма Спаса-на-Крови в Санкт-Петербурге. На соборе 7 золотых куполов, изготовленных мастерами из Санкт-Петербурга.

### Патриаршая площадь

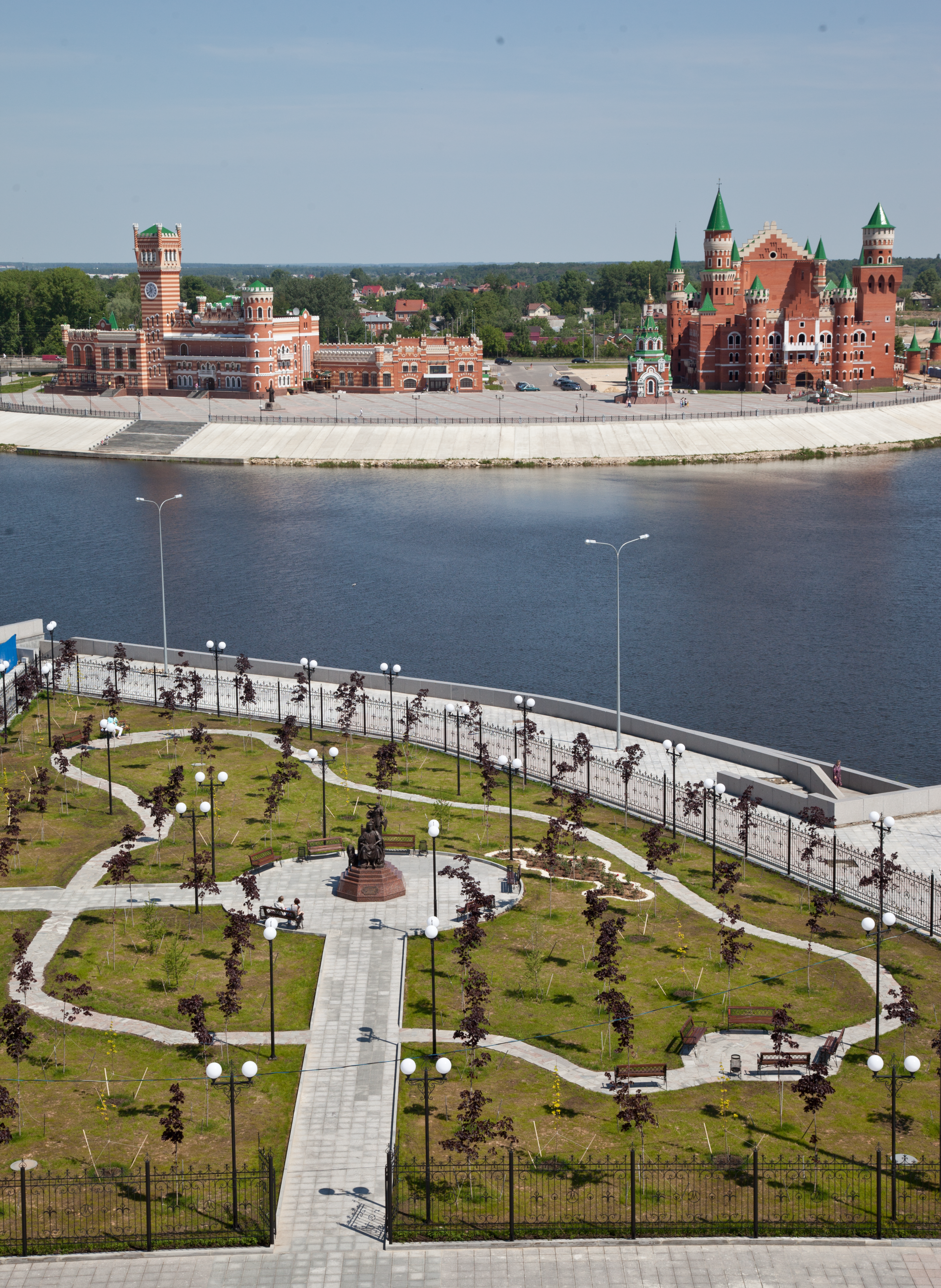
Итальянский парк и Патриаршая площадь

Образована 29 октября 2010 года. Ограничена с севера комплексом общественно-административных зданий и Царьградским проспектом; с востока, запада и юга — набережной Брюгге и рекой Малая Кокшага. В настоящее время на площади находятся памятник патриарху Московскому и Всея Руси Алексию II, фонтан-памятник Святым преподобным Петру и Февронии, часовня Петра и Февронии Муромских, часы «12 апостолов».
Часы «12 апостолов»
Запущены в эксплуатацию 4 ноября 2011 года, открытие было приурочено к 91-й годовщине образования Марийской автономной области — Республики Марий Эл и Дню народного единства. Автор идеи — глава Республики Марий Эл Леонид Игоревич Маркелов, реализатор проекта — лаборатория «Мехатронные системы» ПГТУ, автор скульптур — народный художник РФ Андрей Ковальчук. В основу сюжета положена иллюстрация евангельского события Входа Господня в Иерусалим: впереди на ослике — Иисус Христос, за ним показаны 12 апостолов — двенадцать непосредственных учеников Иисуса Христа (Андрей Первозванный, Пётр, Иоанн Богослов, Иаков Зеведеев, Матфей, Фома, Филипп, Варфоломей, Иаков Алфеев, Фаддей, Симон Кананит, Иуда Искариот). Каждые три часа (с 9:00 до 21:00) под песнопение «Да молчит всяка плоть человеча» из левых ворот появляется Иисус и следующие за ним апостолы. Отстающий от всех Иуда Искариот, понурив голову, несёт в руках мешочек с тридцатью сребренниками, которые он получил за предательство Иисуса. Представление длится 7,5 минут. Каждая фигура отлита из бронзы и имеет высоту 1,5 м, общий вес конструкции — 3 т. Скульптуры были привезены из Москвы и расписаны на месте. Некоторые скульптуры динамичны: переданы движения ног, рук, головы. Это достигается благодаря слаженной системе, состоящей из 20 механизмов, работающих от одного привода — двигателя с редуктором, нагрузка на элементы которого достигает 6,5 т.

### Воскресенская набережная

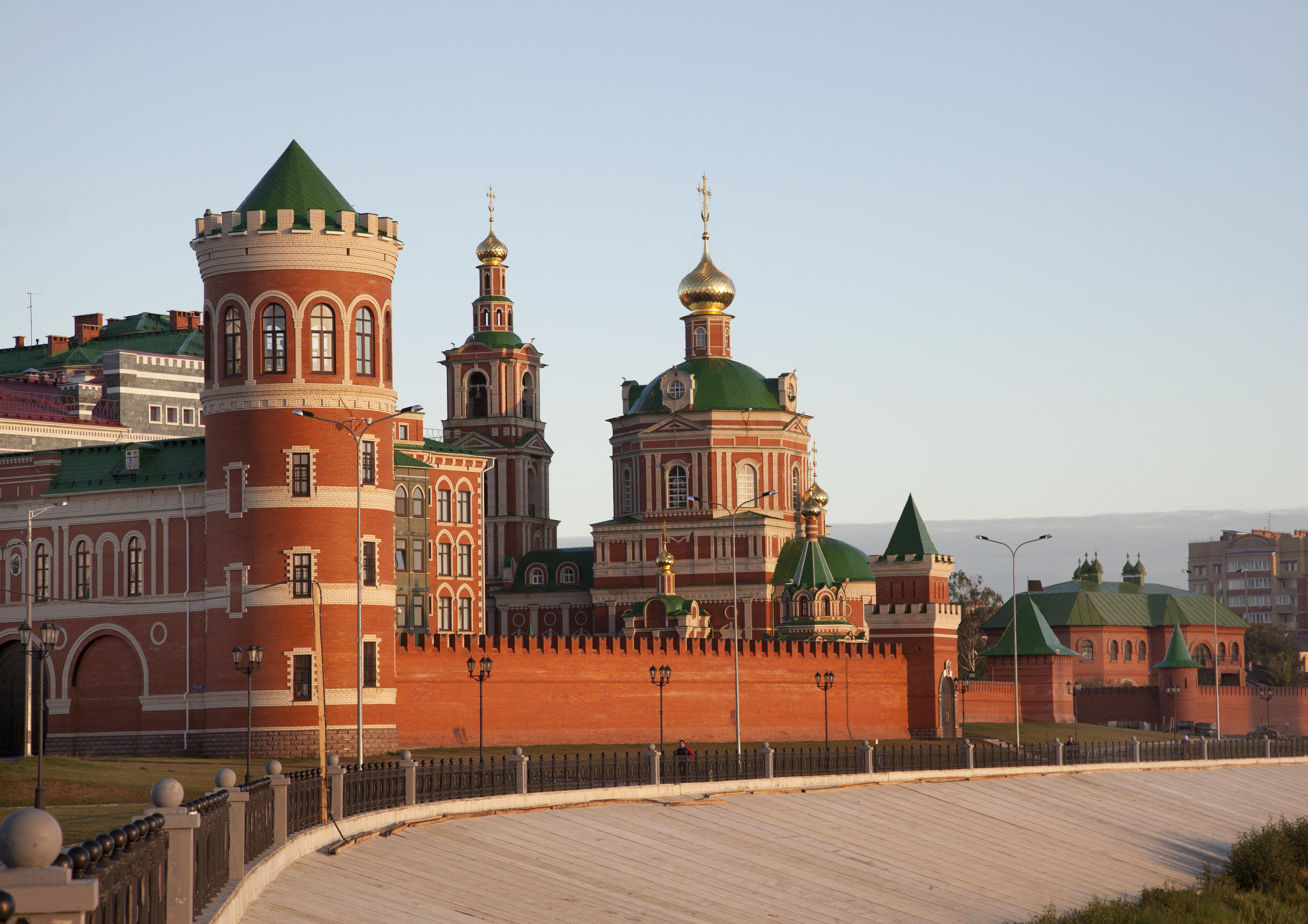
Воскресенская набережная

Образована 27 марта 2009 года путём переименования улицы Анисимовской. Ограничена с севера Царьградским проспектом, с юга — Ленинским проспектом, с запада — комплексной застройкой и улицей Вознесенской (в месте пересечения с бульваром Чавайна — площадью Республики и Пресвятой Девы Марии), с востока — рекой Малая Кокшага. Протяжённость — более 1,5 км. В настоящее время на набережной находятся памятник царю Фёдору Иоанновичу, памятник А. С. Пушкину и Онегину (в месте пересечения с ул. Пушкина), памятник Н. В. Гоголю (в месте пересечения с улицей Гоголя), Итальянский парк, Архангельская слобода (строится), дом купца Карелина (памятник архитектуры, середина XVIII века).
Итальянский парк
Открыт 21 сентября 2012 года, создан полностью на средства меценатов. Ограничен с севера и востока Воскресенской набережной, с юга — площадью Республики и Пресвятой Девы Марии, с запада — комплексом строящихся зданий. Украшением парка является аллея из красного клёна, а также скульптура Синьора Флоренции Лоренцо ди Пьеро де Медичи Великолепного. Парк призван стать символом возрождения Республики Марий Эл, в том числе в области развития искусства и традиций меценатства.
Архангельская слобода

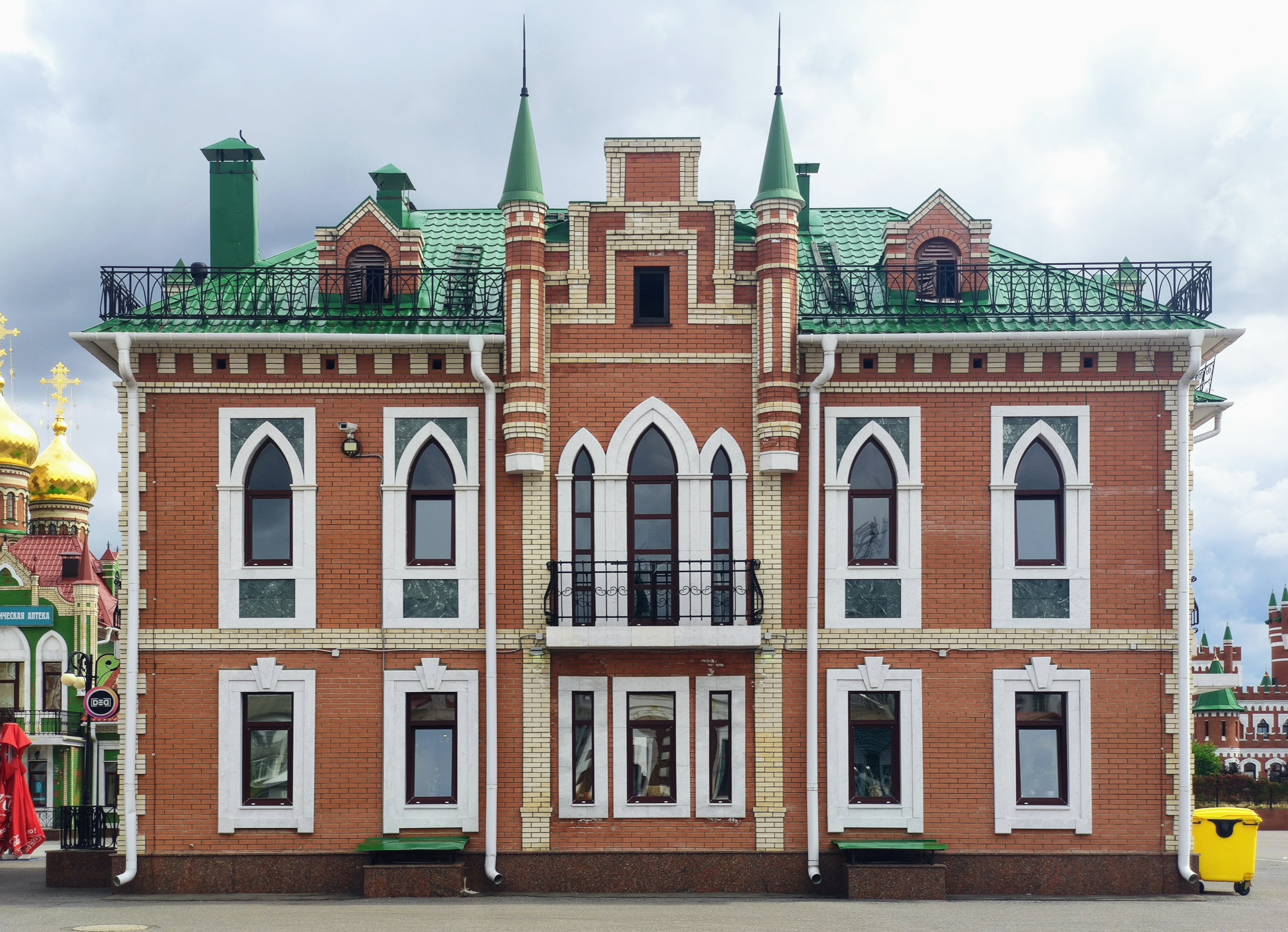
Одно из зданий в Архангельской слободе

Образована 27 сентября 2011 года. Ограничена с севера — площадью Республики и Пресвятой Девы Марии, с юга — Воскресенской набережной, с запада — зданиями по ул. Чернышевского и ул. Вознесенской, с востока — строящимся Собором Благовещения Пресвятой Богородицы. Названа в честь Архангела Гавриила, чья скульптура на площади Республики и Пресвятой Девы Марии обращена строго в сторону возводимого офисно-делового комплекса. Название предложено Главой Республики Марий Эл Леонидом Игоревичем Маркеловым. Архангельская слобода представляет собой комплекс двухэтажных зданий общественного назначения, выдержанных в едином старинном европейском архитектурном стиле ансамблевой застройки. В рамках проекта возведены 11 домов, некоторые из них украшены малыми формами — скульптурами животных и птиц, среди которых: орёл, белка, кот и кошка.

### Набережная Брюгге

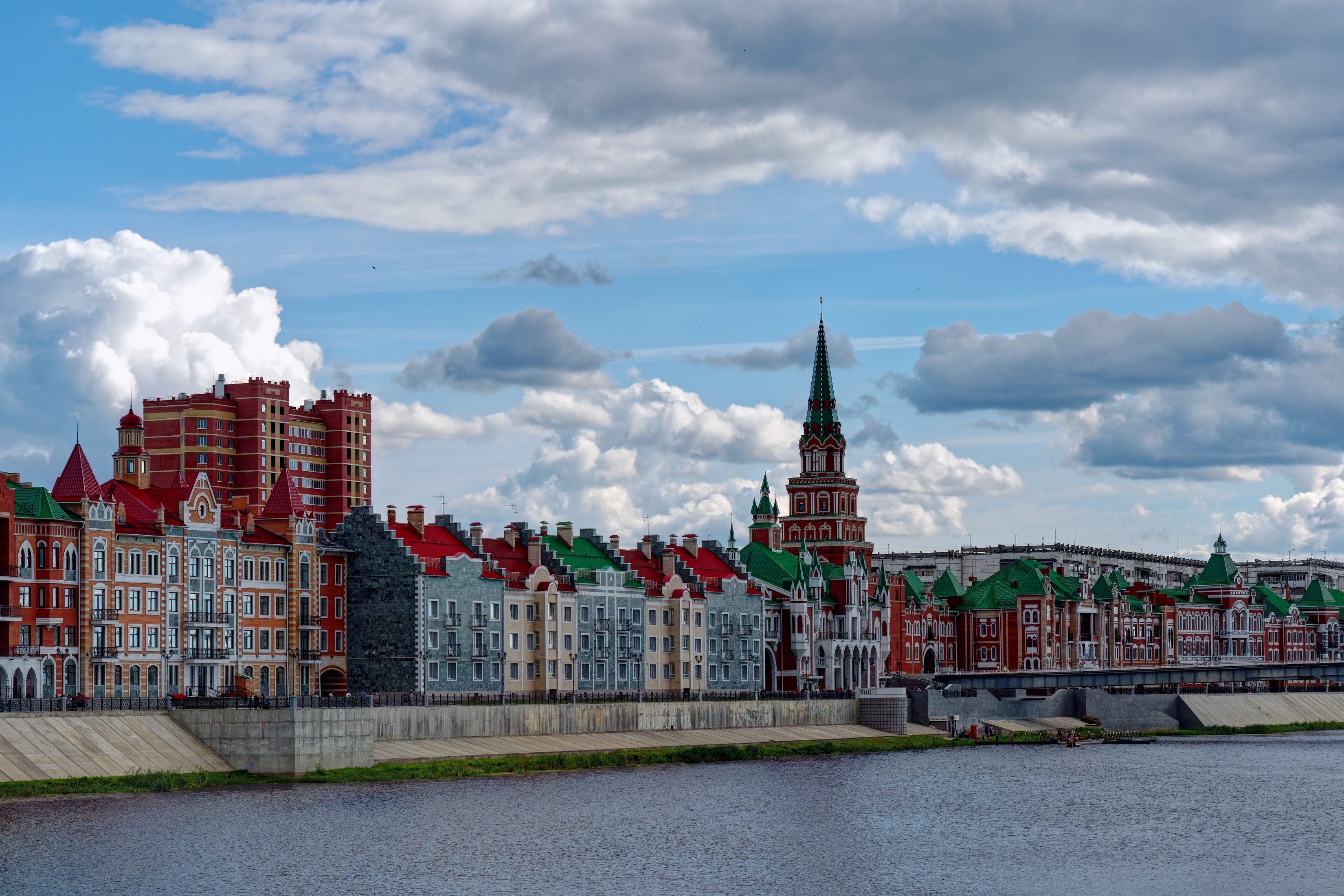
Набережная Брюгге

Образована 10 ноября 2010 года. Ограничена с севера Царьградским проспектом, с юга — Театральным мостом, с запада — рекой Малая Кокшага, с востока — комплексом жилых и общественно-административных зданий и Воскресенским проспектом. Названа в честь бельгийского города Брюгге ввиду определённого сходства архитектуры застройки йошкар-олинской набережной и фламандской архитектуры исторической застройки города Брюгге, который, благодаря огромному числу мостов и каналов также известен как «Северная Венеция».
В архитектуре современной набережной, помимо фламандских мотивов, нашли отражение и элементы северной готики, характерная сомкнутость фасадов, декоративный орнамент, скульптуры, арочное обрамление, ступенчатые и фигурные фронтоны, декоративные башенки, шпили. Все дома построены из разноцветного кирпича, часть фасадов облицована мрамором. В настоящее время на набережной расположены Министерство здравоохранения РМЭ, Министерство социальной защиты населения и труда РМЭ, Министерство государственного имущества РМЭ, Министерство экономического развития и торговли РМЭ, Министерство промышленности, транспорта и дорожного хозяйства РМЭ, Республиканский фонд ОМС, отдел ЗАГС администрации города Йошкар-Олы, Республиканский антикризисный центр, президентская школа-интернат для одарённых детей, башня Дружбы народов (Спасская), жилые дома.

### Памятники
В составе объектов культурного наследия Йошкар-Олы находятся памятники, отражающие различные периоды и памятные даты в истории города. Сейчас активно появляются памятники «нового типа» — охватывающие досоветский и дореволюционный период развития города, затрагивающие духовную сферу жизни общества. Всего в Йошкар-Оле насчитывается более 50 памятников и бюстов, многие из них — памятники монументального искусства республиканского и местного значения.

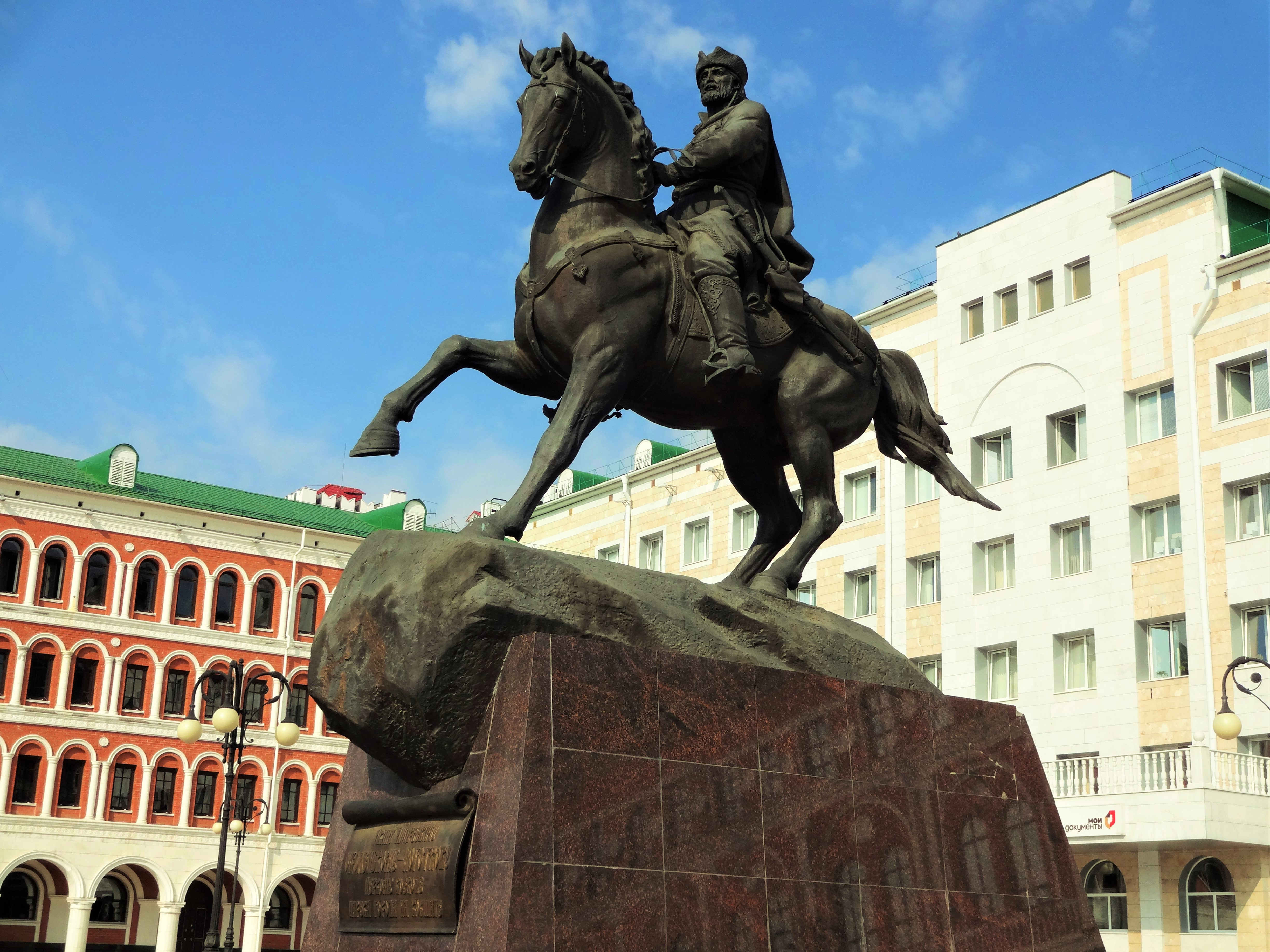
Памятник Оболенскому-Ноготкову на одноимённой площади
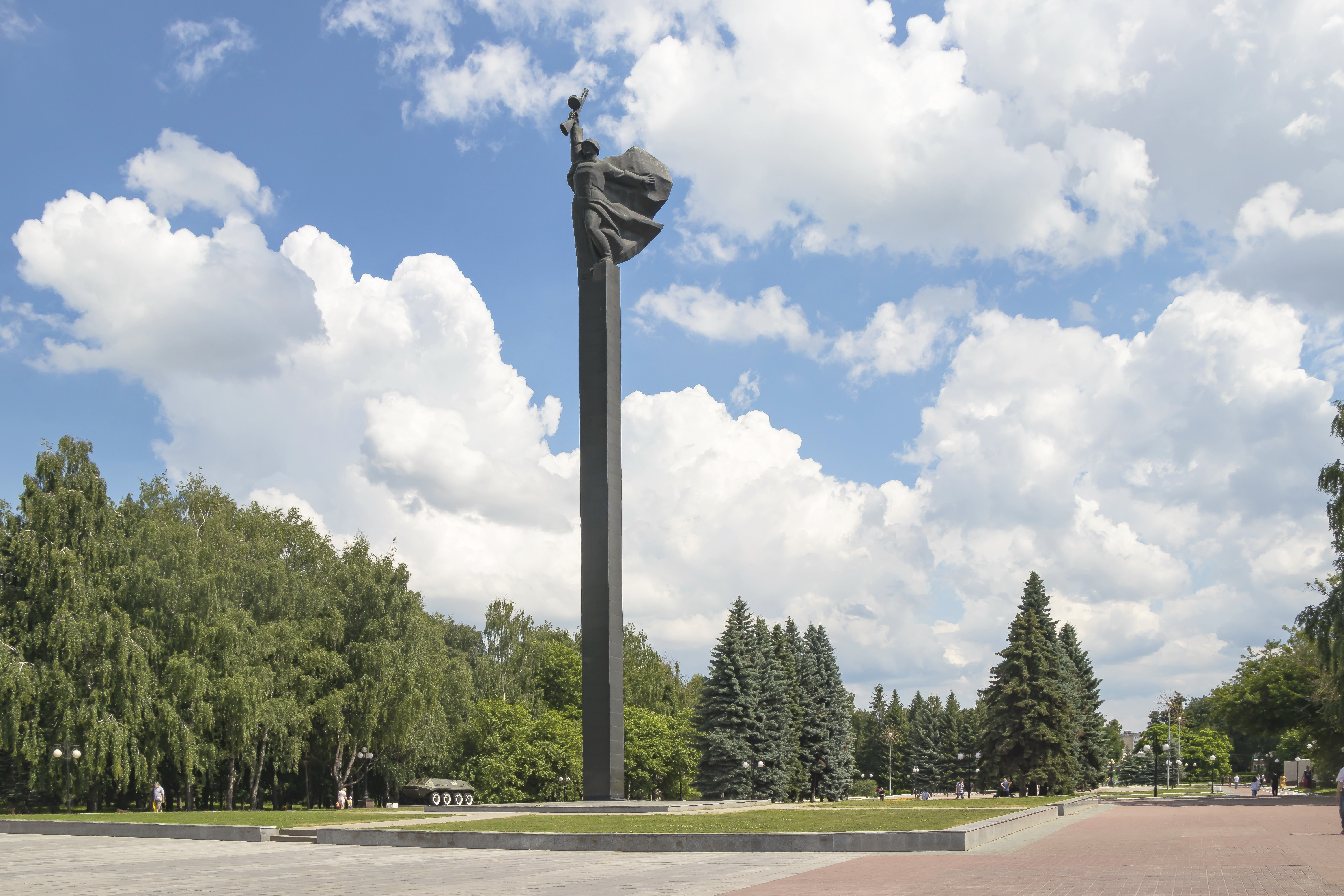
Памятник-монумент Воинской Славы в Центральном парке
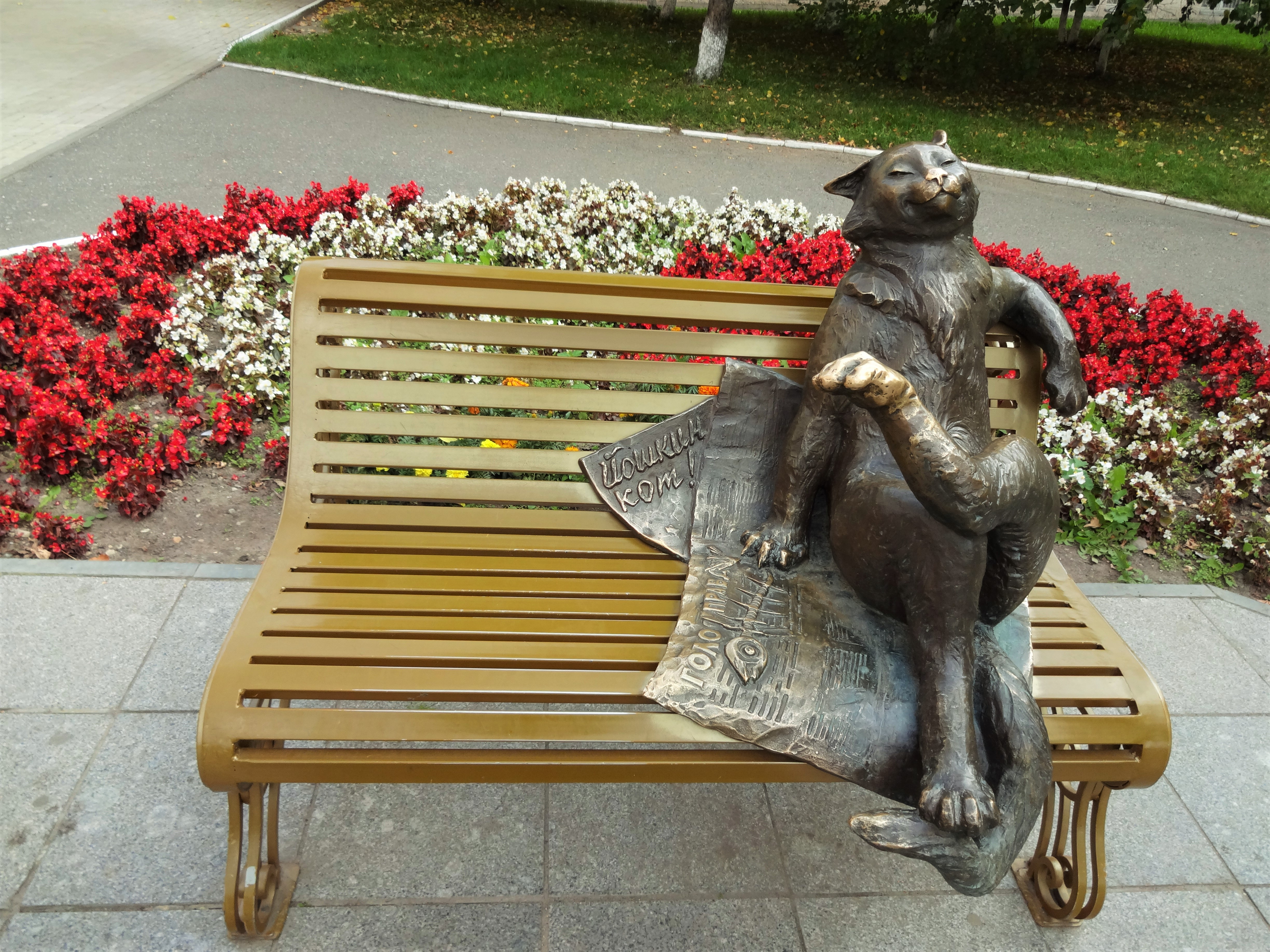
«Йошкин кот» у главного корпуса Марийского государственного университа
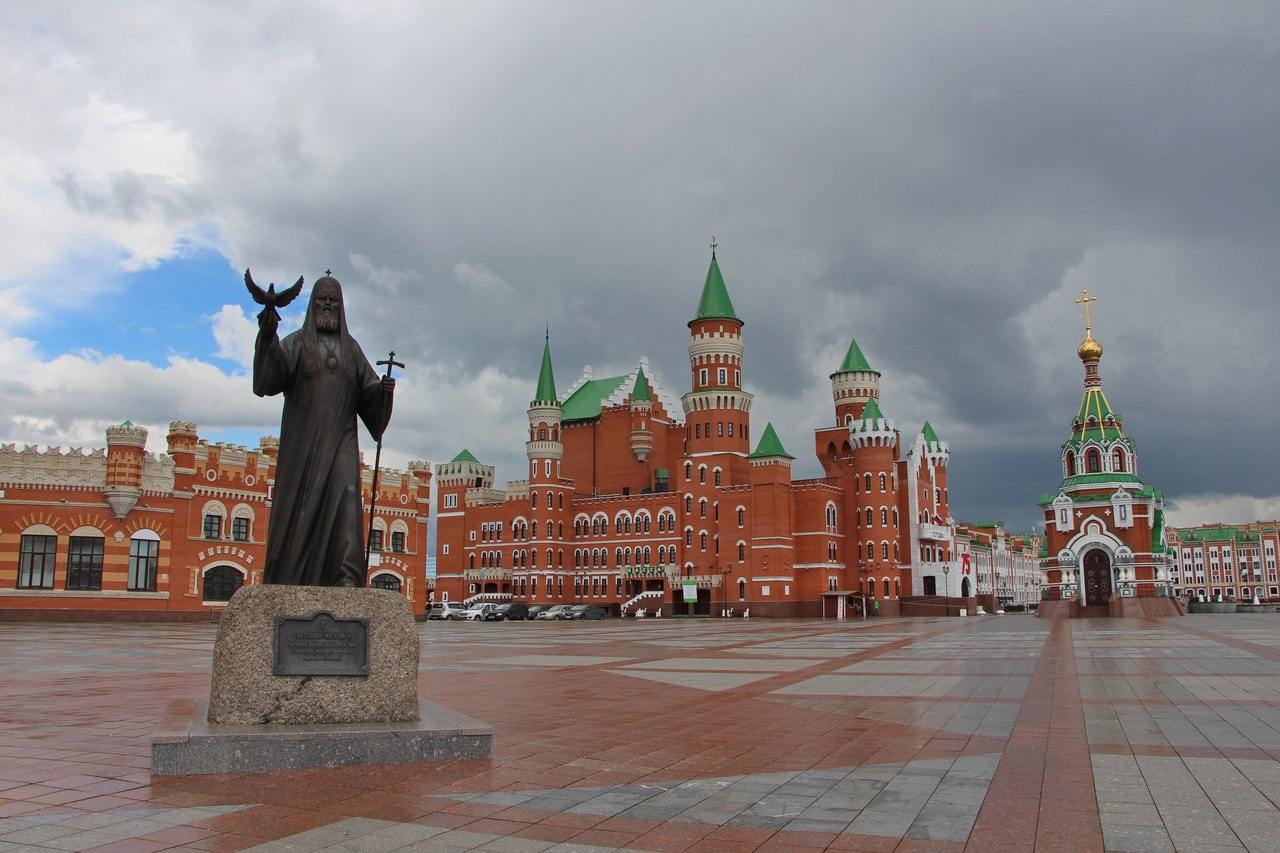
Памятник Алексию II на Патриаршей площади

### Парки и скверы
- Главным парком города является Центральный парк культуры и отдыха, он был заложен в 1948 году на месте дендрологического сада Поволжского лесотехнического института. Первая его масштабная реконструкция была произведена в начале 1960-х годов, вторая завершена в 2007 году[22].
- В 1946 году на месте бывшего Берёзовского кладбища был заложен Парк Победы. В 2009—2010 годах в парке Победы произведена частичная вырубка больных деревьев, завезена в качестве экспонатов военная техника[22].
- 28 мая 1967 года на улице Мира был открыт парк им. Ю. Гагарина. С середины 1990-х годов парк фактически не работает, с начала 2000-х годов на территории парка действуют культурно-досуговые учреждения[22].
- В 1984 году был заложен парк культуры и отдыха им. 400-летия города Йошкар-Олы. В настоящий момент парк не функционирует, идёт его масштабная реконструкция[23].
- 4 ноября 2013 года в заречной части города, рядом со строящимися Спортивным и Молодёжным микрорайонами, был открыт Воскресенский парк[244].
- Также в городе существуют Итальянский парк[245], скверы им. Наты Бабушкиной, им. Пушкина (центр города), им. Йывана Кырли (микрорайон № 9), им. Ю. М. Свирина (микрорайон Машиностроитель), Димитровский (микрорайон № 5)[22] и Тархановский (микрорайон Тарханово) парки.
- В 2008 году завершена реконструкция сквера на Юбилейной площади, отреставрирован фонтан. В 2005—2006 гг. была проведена реконструкция бульваров Чавайна и Победы (до реконструкции — бульвар Свердлова), сквера по ул. Машиностроителей и других. С 2008 г. проводится масштабная работа по благоустройству набережных участков реки Малая Кокшага, площади Революции[22].

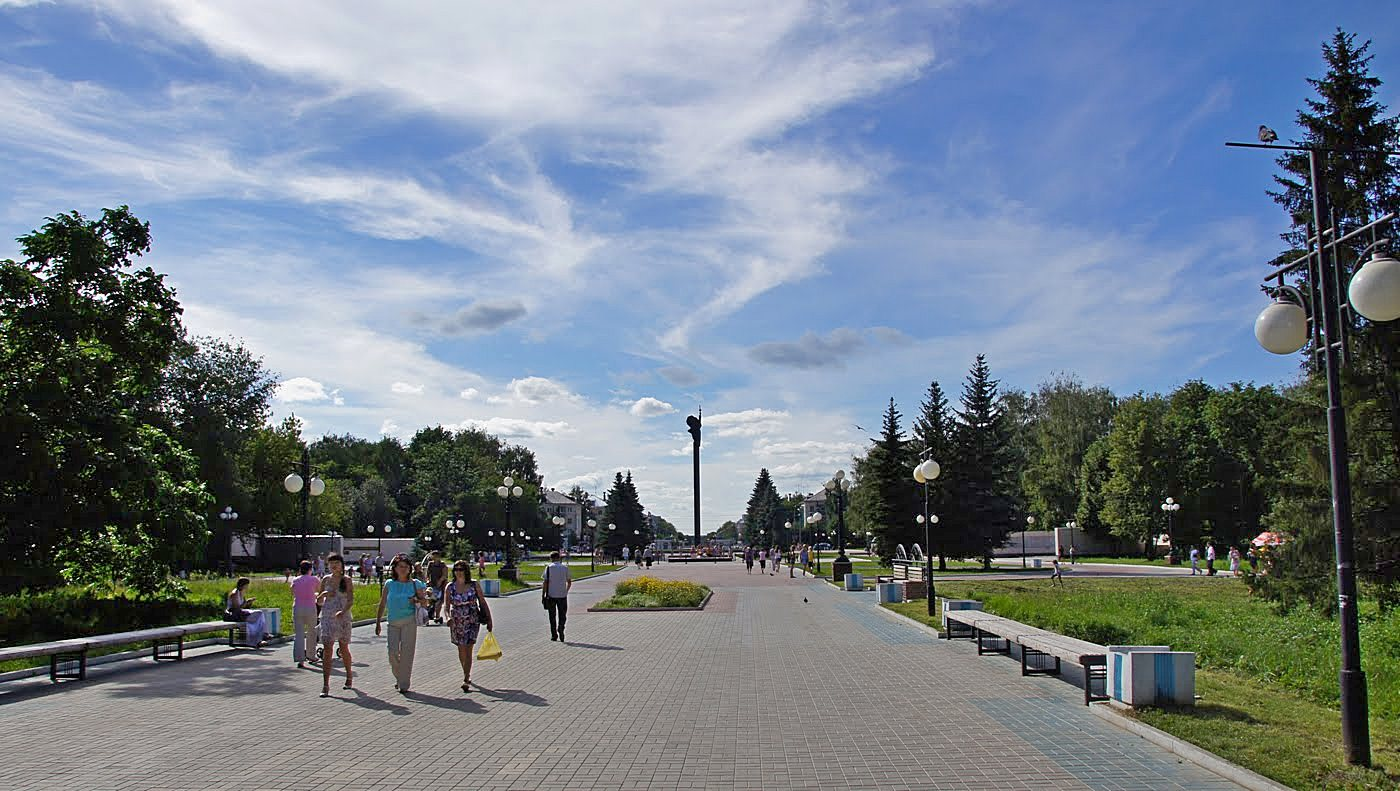
Центральный парк культуры и отдыха
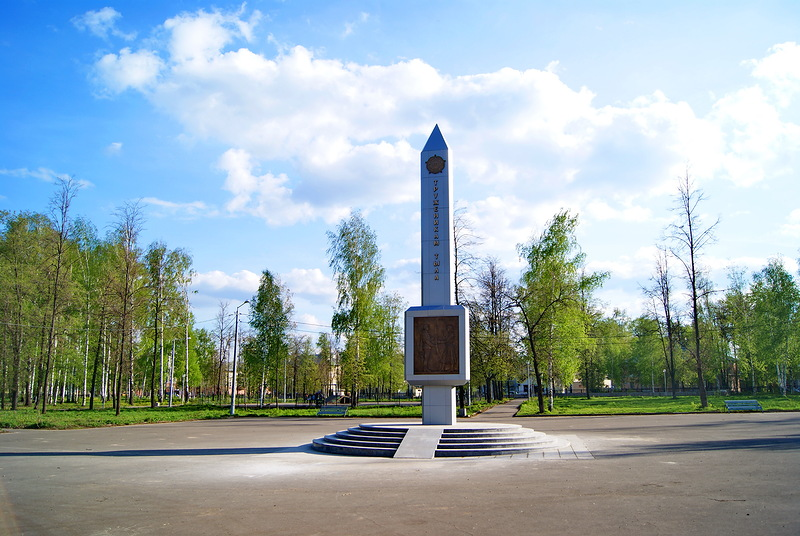
Парк Победы
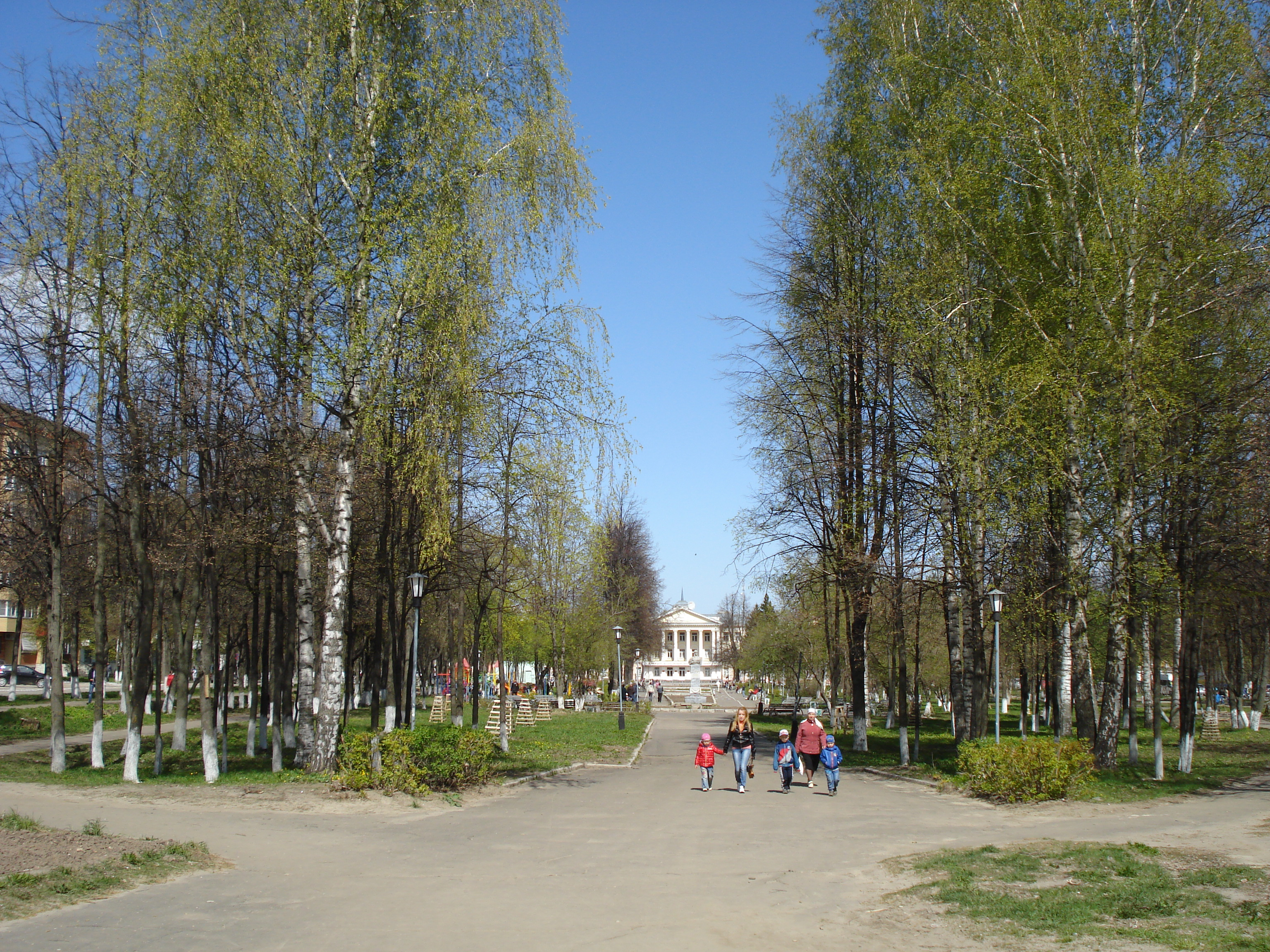
Сквер имени Наты Бабушкиной
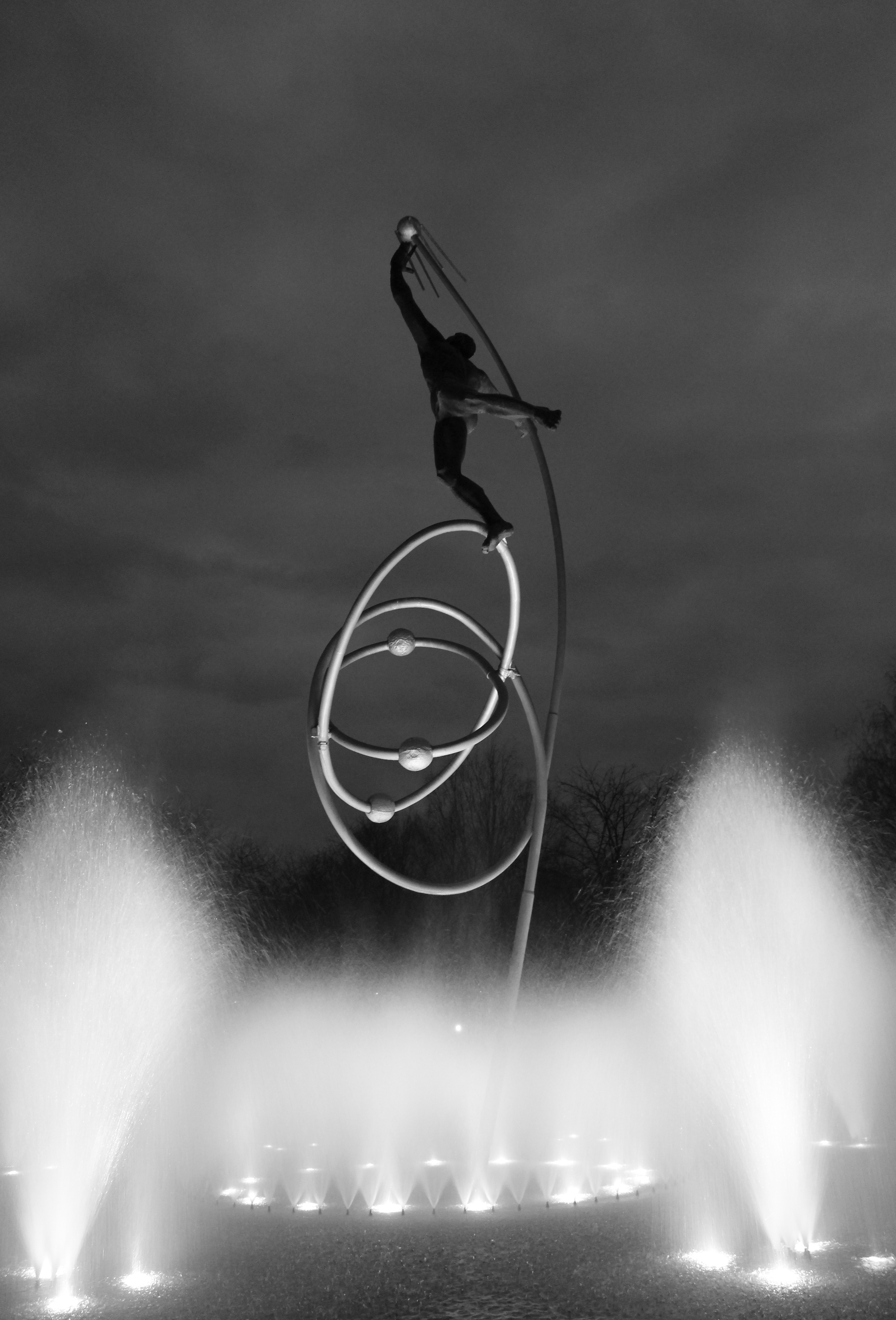
Фонтан «В космос» в сквере на Юбилейной площади

## Спорт
Йошкар-Ола является городом со славными спортивными историей и традициями. На территории города за период с 2004—2009 гг. в деятельности физической культуры и спорта произошли существенные изменения, и отрасль получила дальнейшее развитие. Количество спортивных объектов за эти годы увеличилось до 261 ед. (с ростом на 7,4 %). Продолжается укрепление материально-технической базы, ведётся строительство новых спортивных объектов. Были построены два ледовых дворца, дворец водных видов спорта, к началу Всероссийских сельских игр была завершена реконструкция стадиона «Дружба», построен спортивный центр с универсальным залом, теннисный корт и многое другое. С введением в действие двух Ледовых дворцов стало возможным в течение круглого года заниматься хоккеем и фигурным катанием, с введением крытого теннисного корта популярность стал набирать большой теннис.
В феврале 2016 года в столице открылся легкоатлетический манеж «Арена Марий Эл». Спортивный комплекс предназначен для проведения соревнований и  тренировочных занятий по  различным дисциплинам лёгкой атлетики. В  его составе: футбольное поле с  искусственным покрытием, легкоатлетические дорожки с  секторами для толкания ядра, прыжков в длину и  высоту, а  также с  шестом.
В Йошкар-Оле продолжают активно развиваться все основные виды спорта, в том числе футбол (команда «Спартак» Йошкар-Ола), лёгкая атлетика, волейбол, баскетбол.
Наряду с традиционными видами спорта в городе активно развиваются и новые направления, такие как скалолазание, альпинизм, алтимат фризби, пейнтбол, Тай-бо, пляжный волейбол, стритбол, велоспорт. В Йошкар-Оле также занимаются следующими видами боевых искусств и единоборств:
айкидо; бокс; Вьет Во Дао; греко-римская борьба; дзюдо; капоэйра; каратэ сётокан и кёкусинкай; славяно-горицкая борьба; тэкэндо; шоу-дао.

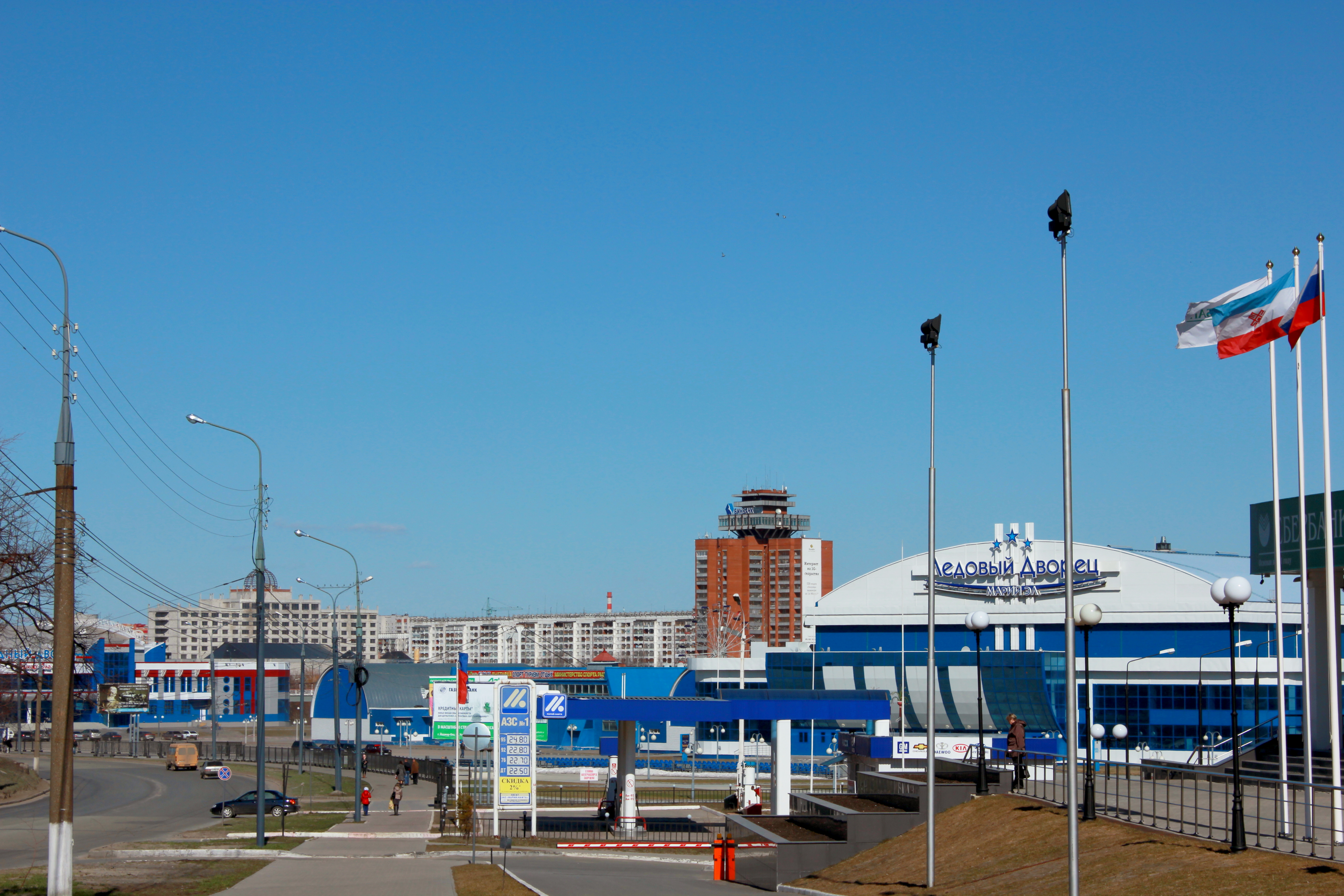
Водный дворец Йошкар-Ола (слева на заднем плане), ФОК «Спартак» (по центру) и Ледовый дворец Марий Эл (справа)
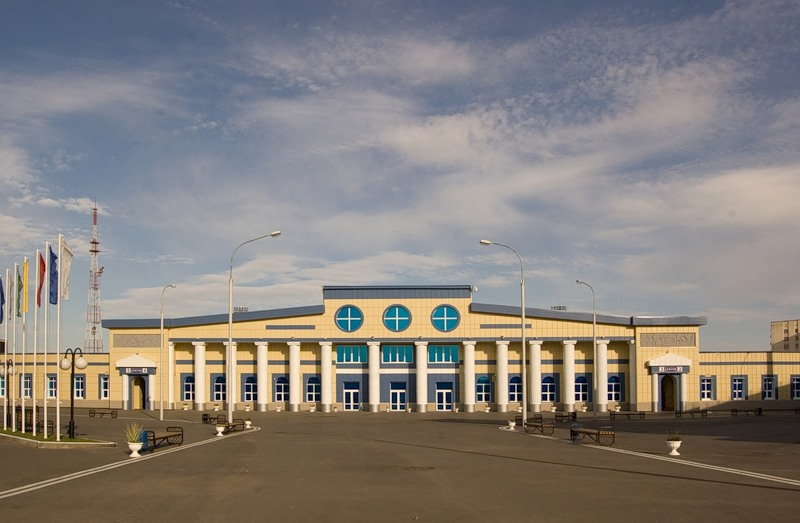
Стадион «Дружба»
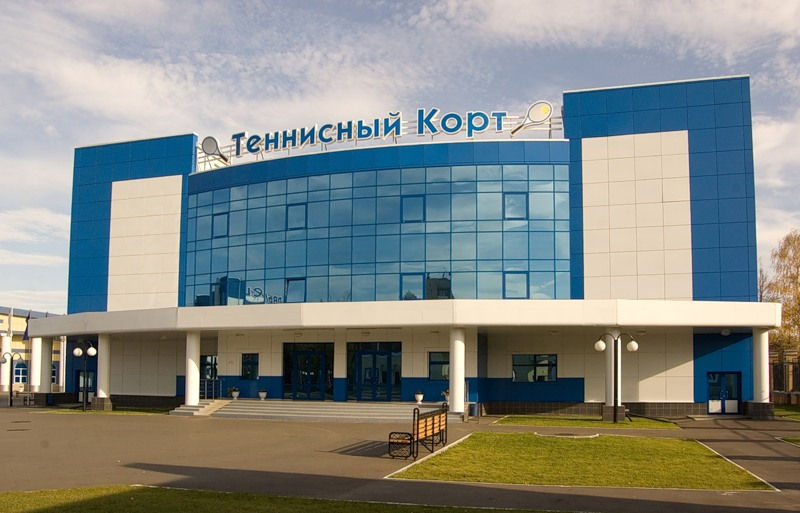
Теннисный корт

## Международные отношения

### Города-побратимы
По состоянию на 2021 год у города Йошкар-Олы имеются побратимские отношения с 3 зарубежными городами.
- Сомбатхей (Венгрия), с 19 мая 1971 года[прим. 14][253][254][255].
- Бурж (Франция), «Хартия о побратимстве» с 1990 года; «Соглашение о сотрудничестве», с 22 октября 2005 года[256][257].
- Принстон (США, Западная Виргиния), «Соглашение о дружбе и сотрудничестве», с 5 марта 2003 года[258][259].

### Города-партнёры
По состоянию на 2017 год у Йошкар-Олы заключены соответствующие договоры и соглашения о сотрудничестве с 4 российскими городами-партнёрами:
- Астрахань (Россия), «Соглашение о социально-экономическом сотрудничестве между главами самоуправления городов Астрахани и Йошкар-Олы», с августа 2001 года[260][261].
- Казань (Россия), «Договор о партнёрских отношениях и сотрудничестве», с 2002 года[262].
- Чебоксары (Россия), «Соглашение о социально-экономическом сотрудничестве между администрацией города Йошкар-Олы и администрацией города Чебоксары», с 15 августа 2003 года[263][264].
- Симферополь (Крым[прим. 15]), «Соглашение о сотрудничестве между муниципальным образованием городской округ Симферополь Республики Крым и муниципальным образованием „Город Йошкар-Ола“ Республики Марий Эл», с 2 октября 2017 года[265][266][267].

### Членство в организациях
По состоянию на 2017 год Йошкар-Ола состоит в следующих ассоциациях и союзах городов:
- Ассоциация городов Поволжья, с февраля 2000 года[268].
- Союз российских городов[269].
- Международная Ассамблея столиц и крупных городов, с ноября 2002 года[270].
- Евразийское региональное отделение Всемирной организации «Объединённые города и местные власти», с 2 апреля 2004 года[271][272].

## Город в филателии

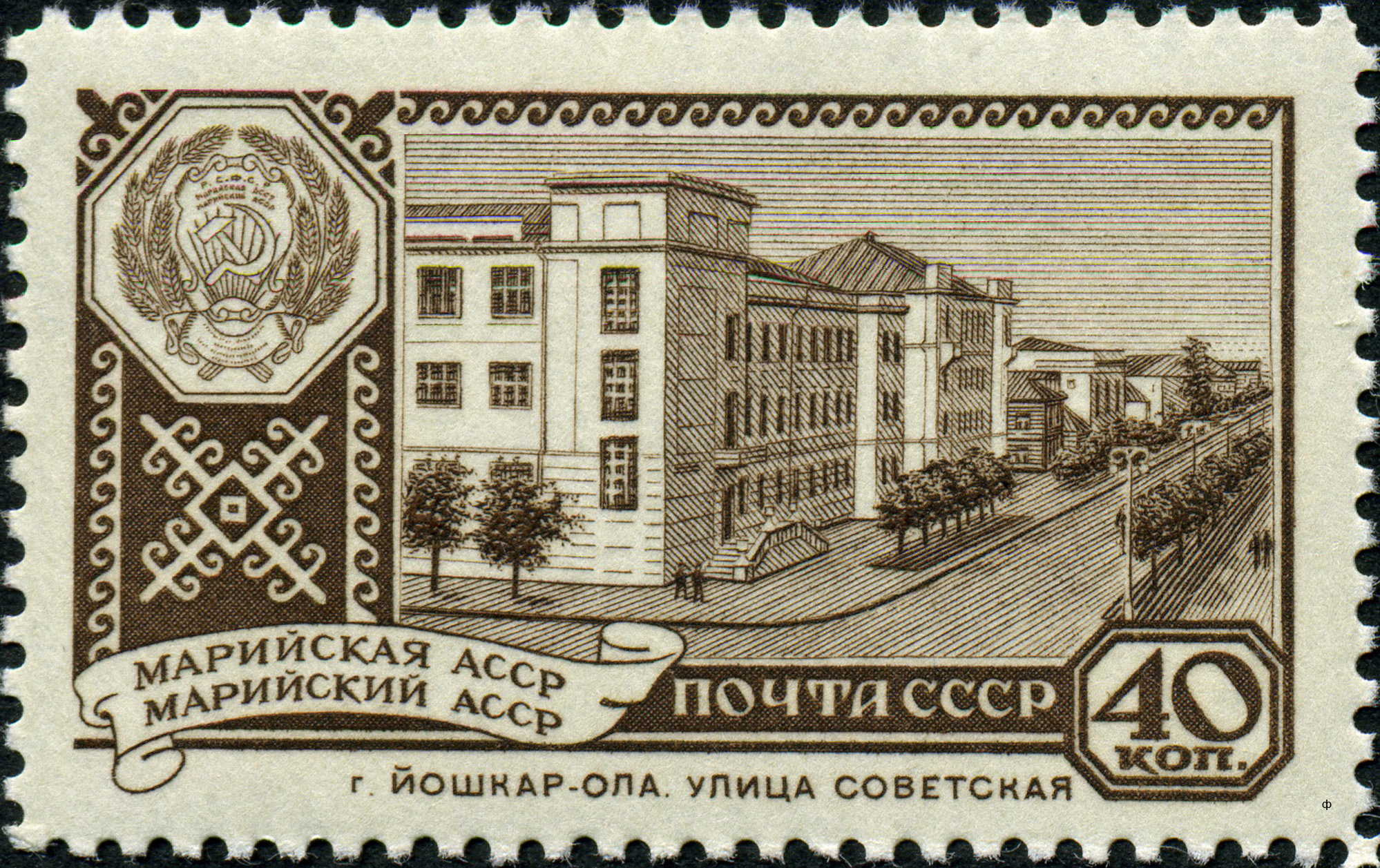
1960. Марийская АССР. Йошкар-Ола

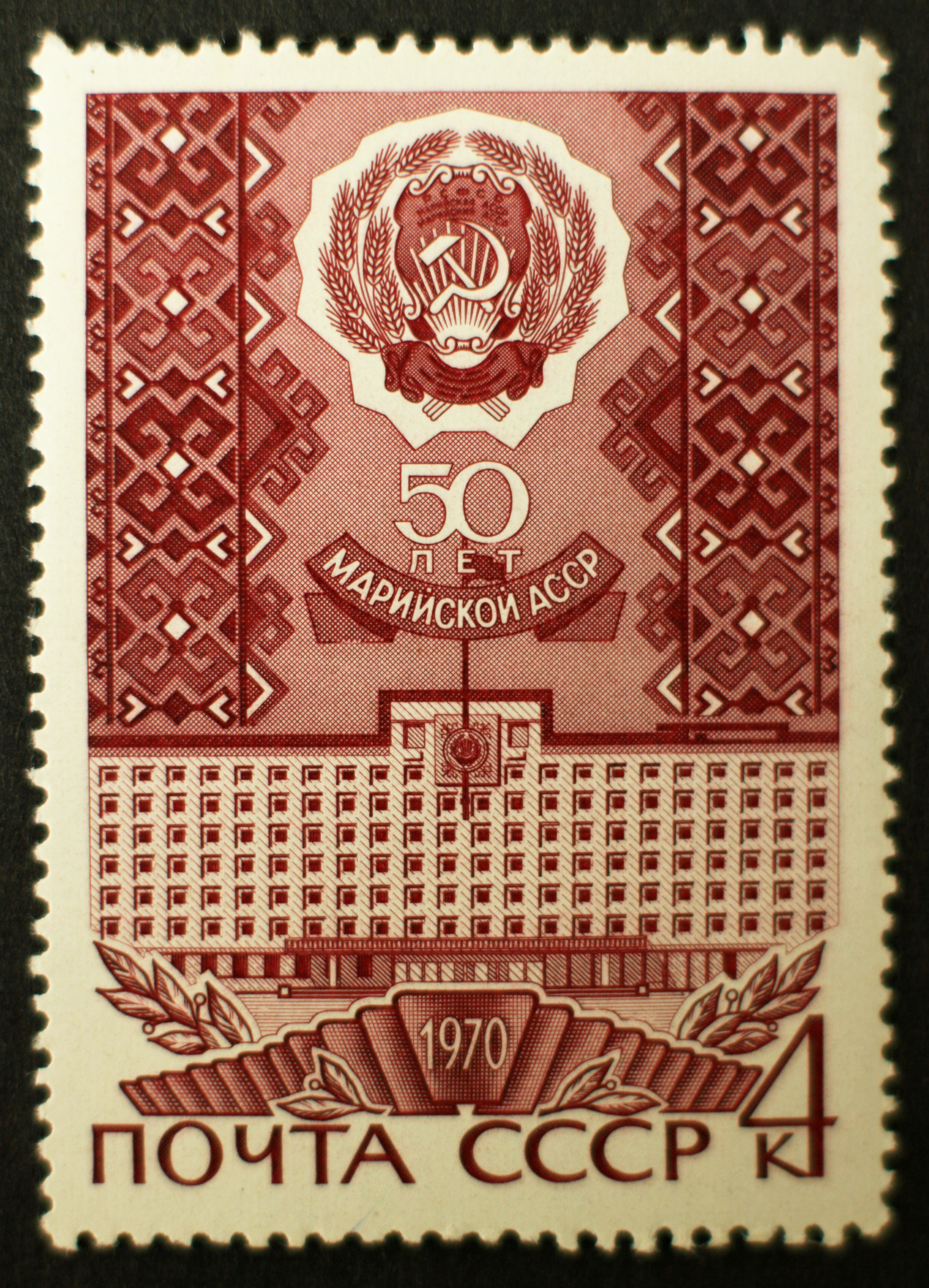
1970. 50 лет Марийской АССР

Йошкар-Оле посвящена одна почтовая марка, выпущенная в 1960 году (серия «Столицы автономных советских социалистических республик») (ЦФА [АО «Марка»] № 2427). Кроме этого, на почтовой марке 1970 года, посвящённой 50-летию со дня образования Марийской АССР (серия «50-летие Автономных Советских Социалистических Республик») изображено здание Совета Министров МАССР (ЦФА [АО «Марка»] № 3904).
Йошкар-Оле посвящено более 15 художественных маркированных конвертов, серия конвертов «400 лет городу Йошкар-Оле», а также большое количество почтовых карточек.

## Город в произведениях искусства
Упоминание Царевококшайска встречается в нескольких произведениях русской литературы XIX — начала XX века, а также в журналистских очерках и статьях того времени, зачастую в сравнении с провинциальным городом:
- Тексты по теме Амфитеатров А. В. — «Сибирские этюды» (Постылая) в Викитеке
- Тексты по теме Гоголь Н. В. — «Мёртвые души» (Том I, Глава VII) в Викитеке
- Тексты по теме Дорошевич В. М. — «Первый дебют» в Викитеке
- Тексты по теме Дорошевич В. М. — «Премьер. Завтрашняя быль (Фантазия)» в Викитеке[прим. 16]
- Тексты по теме Жаботинский В. Е. — «Causeries. Правда об острове Тристан да Рунья» (Моё захолустье) в Викитеке
- Тексты по теме Карамзин Н. М. — «История государства Российского» (Том X, Глава II) в Викитеке[прим. 17]
- Тексты по теме Позняков Н. И. — «Две милостыни» в Викитеке
- Тексты по теме Толстой Л. Н. — «О голоде» в Викитеке[прим. 18]
- Тексты по теме Троцкий Л. Д. — «Декларация прав» и «Бархатная книга» в Викитеке
- Тексты по теме Тургенев И. С. — «Из-за границы. Письмо первое» в Викитеке
- Тексты по теме Тургенев И. С. — «Рудин» (Глава 12) в Викитеке

## Топонимы
- Йошкар-Ола — единственный город в России, начинающийся на букву «Й»[273].
- В Зеленодольске есть улица Йошкар-Олинская[274], в Волжске — Йошкар-Олинское шоссе[275], в Казани — улицы Краснококшайская[276] и Поперечно-Краснококшайская[277], в селе Ивачево Дюртюлинского района Республики Башкортостан есть улица Йошкар-Ола[278].
- Во французском городе-побратиме Йошкар-Олы — Бурже есть одноимённая улица — Ioskar-Ola (rue de)[279].
- В венгерском городе Сомбатхей в честь Йошкар-Олы назван жилой квартал Joskar-Ola lakótelep (венг.)), где ежегодно проводится одноимённый спортивный фестиваль[280].
- Один из пиков Малоалматинского ущелья Заилийского Алатау на северо-западе Тянь-Шаня носит название Йошкар-Ола[281].

## Йошкар-Ола в астрономии
В честь Йошкар-Олы названа малая планета (2910) Йошкар-Ола, открытая астрономом Крымской астрофизической обсерватории Н. С. Черных 11 октября 1980 года.

## Комментарии
1. ↑  Данные представлены в границах городского округа «Город Йошкар-Ола».
2. ↑  Если 6 августа является рабочим днём, то массовые городские мероприятия, посвящённые Дню города, проводятся в первую субботу, следующую за Днём города Йошкар-Олы
3. ↑  Постановление Президиума ВЦИК от 23.01.1928 года "О переименовании центра Марийской Автономной Области — города Краснококшайска в город «Йошкар-Ола»
4. ↑  Указом Президиума Верховного Совета СССР от 17 ноября 1984 года
5. ↑  Постановлением Президиума Центрального Совета Всероссийского общества охраны памятников истории и культуры № 12(162)от 16.02.90 г., Постановлением коллегии Министерства культуры РФ № 112 от 19.02.90 г. и Постановлением коллегии Госстроя РФ № 3 от 28.02.90 г.
6. ↑  Приказом Министерства культуры Российской Федерации, Министерства регионального развития Российской Федерации от 29 июля 2010 г. № 418/339 «Об утверждении перечня исторических поселений»
7. ↑  Утверждён IV сессией Йошкар-Олинского городского Собрания 24.01.1997 г.
8. ↑  Согласно решению Йошкар-Олинского горисполкома «О присвоении названий мостам города Йошкар-Олы» от 12.02.1991 г.
9. ↑  Распоряжение Правительства Российской Федерации от 20 апреля 2016 г. № 726-р. Дата обращения: 30 апреля 2016. Архивировано 8 мая 2016 года.
10. ↑  Постановление администрации городского округа «Город Йошкар-Ола» от 29.10.2010 № 3174 «О наименовании вновь построенной площади в городе Йошкар-Оле»
11. ↑  Постановлением мэра города Йошкар-Олы от 27.03.2009 № 789 «О переименовании улицы Анисимовской»
12. ↑  Постановлением Администрации городского округа «Город Йошкар-Ола» Республики Марий Эл от 27 сентября 2011 г. № 2549 «О присвоении наименования „Архангельская слобода“ территории комплекса зданий общественного назначения»
13. ↑  Постановлением администрации городского округа «Город Йошкар-Ола» от 10.11.2010 № 3254 «О наименовании набережной р. Малая Кокшага на участке от Театрального моста до ул. Воинов-Интернационалистов», с уточнениями, внесёнными Постановлением Администрации городского округа «Город Йошкар-Ола» Республики Марий Эл от 19 октября 2011 г. № 2742 «Об уточнении написания наименования набережной реки Малая Кокшага — набережная Брюгге»
14. ↑  Соглашение о побратимских отношениях между Йошкар-Олой и Сомбатхеем не заключалось. 19 мая 1971 года состоялась учредительная конференция Марийского отделения Общества советско-венгерской дружбы, на которой было принято решение о расширении и укреплении дружеских контактов между породненной Марийской АССР, столицей которой была Йошкар-Ола, и Вашской областью Венгерской Народной Республики, административным центром которой являлся город Сомбатхей.
15. ↑  Этот населённый пункт расположен на территории Крымского полуострова, бо́льшая часть которого  является объектом территориальных разногласий между Россией, контролирующей спорную территорию, и Украиной, в пределах признанных большинством государств — членов ООН границ которой спорная территория находится. Согласно федеративному устройству России, на спорной территории Крыма располагаются субъекты Российской Федерации — Республика Крым и город федерального значения Севастополь. Согласно административному делению Украины, на спорной территории Крыма располагаются регионы Украины — Автономная Республика Крым и город со специальным статусом Севастополь.
16. ↑  Упоминается газета «Царевококшайский Вестник»
17. ↑  Упоминается Царев-город на Кокшаге
18. ↑  Упоминается Царевококшайский уезд